# Cine LGBTI

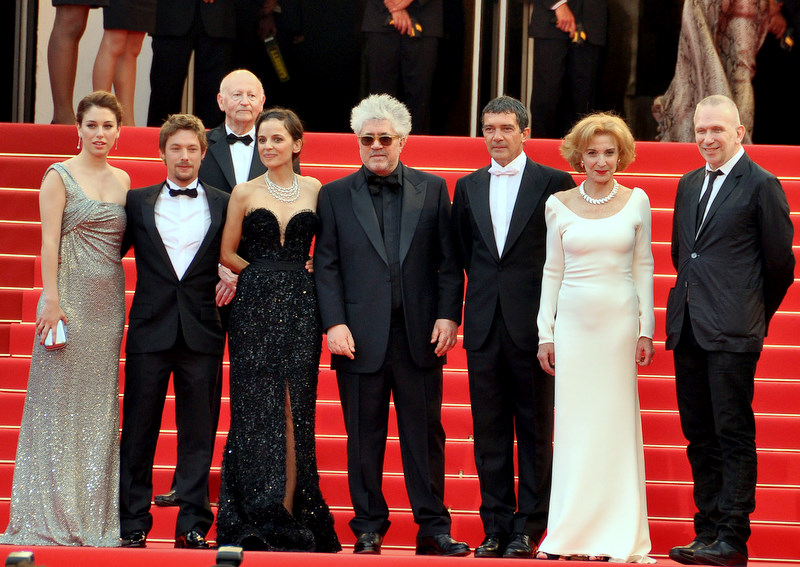
El reparto de La piel que habito (Pedro Almodóvar, 2010), durante su presentación en el Festival de Cannes de 2011.

El cine LGBTI hace referencia a las diversas maneras en que ha sido retratadas las historias de la comunidad LGBTI o personajes basados en esta en el ámbito cinematográfico dependiendo de la época, del país o de la mirada personal de quien dirige la cinta. Se ha reflejado en comedias, cine experimental, de terror, histórico, policiaco, de denuncia social, biográfico o de serie B.
A lo largo de la historia del cine ha habido una considerable evolución en la forma de enfocar esta temática. En las grandes producciones de Hollywood, desde sus inicios hasta prácticamente la década de 1980, se retrataba a los homosexuales de manera estereotipada o en papeles de asesinos despiadados o perturbados suicidas. Mención aparte constituirían el cine independiente o las producciones realizadas en otros lugares como Europa.
Esa situación se modificó paulatinamente hasta la actualidad en la que las grandes productoras de cine realizan películas dirigidas casi exclusivamente al público LGBTI, mostrando personajes y escenarios más realistas, exhibidas en salas comerciales o en los numerosos festivales de esta temática que se celebran en todo el mundo. Gran parte de estas películas actuales muestran lo difícil que es “salir del armario” y proyectan al espectador la realidad en la que los homosexuales se encuentran. Sin embargo ese cambio ya se había producido en el cine europeo con anterioridad.
Se puede diferenciar entre el Cine de temática LGBTI, cuya temática gira en torno a personajes homosexuales y sus relaciones con el resto, y las películas con personajes LGBTI en roles secundarios o cuya sexualidad no influye en la trama de la película. Gran número de estos filmes se han centrado en la homosexualidad y bisexualidad masculinas, mientras que las femeninas y la transexualidad se han abordado con menor frecuencia.

## Cine de Estados Unidos

### Cine de Hollywood

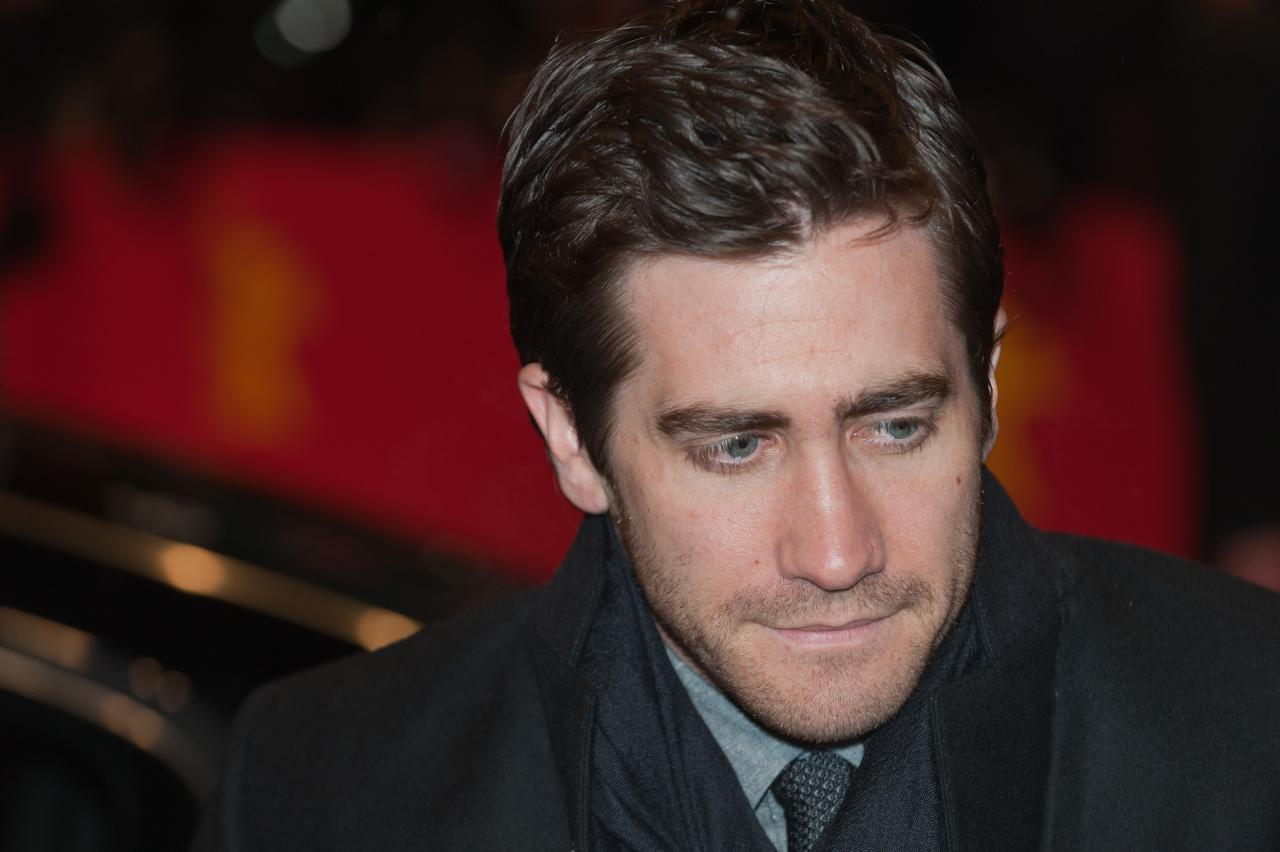
Jake Gyllenhaal, uno de los protagonistas de Brokeback Mountain (Ang Lee, 2005), película que mostró la homosexualidad en un territorio tan masculino y heterosexual como las películas del oeste.

Partiendo del cortometaje Lot in Sodom (James Sibley Watson y Melville Webber, 1933), que trataba a los homosexuales/gais como depravados sátiros ávidos de sexo, no fue hasta el siglo XXI cuando la película Brokeback Mountain (Ang Lee, 2005) presentó al gran público a los homosexuales como hombres «comunes», con aspecto tradicionalmente masculino y sin ningún tipo de patología que justificase la presencia del propio personaje en el filme.

#### Orígenes: Cine mudo
La homosexualidad ha estado presente en el cine desde el principio de su historia. Una de las primeras escenas homosexuales que se conserva procede de un ensayo experimental de Thomas Edison de 1895, donde se puede ver a dos hombres bailando juntos mientras otro toca el violín, aunque no tenía precisamente esa intencionalidad. Posteriormente, en las primeras películas comerciales, la homosexualidad era contemplada de forma humorística, empleándose para hacer gags. Así, en una escena de A Florida Enchantment (Sidney Drew, 1914), se puede ver a dos mujeres que dejan a sus parejas de baile para bailar juntas, lo que provoca que los dos hombres rechazados también bailen juntos.
Durante este periodo se retrataba a los hombres homosexuales de forma estereotipada, exagerando el afeminamiento para que un público popular pudiera distinguir sin necesidad de palabras a los personajes gais. Sirva como ejemplo una escena de la película de Charles Chaplin Detrás de la pantalla (Charles Chaplin y Edward Brewer, 1916), donde Chaplin besa a una mujer vestida de hombre conociendo su verdadero sexo, mientras otro hombre que lo ve comienza a revolotear alrededor de ellos de forma manifiestamente afeminada para captar su atención, y Chaplin lo aparta de la escena con una patada en el trasero.

#### Cine clásico: desde los años 30 a los 60

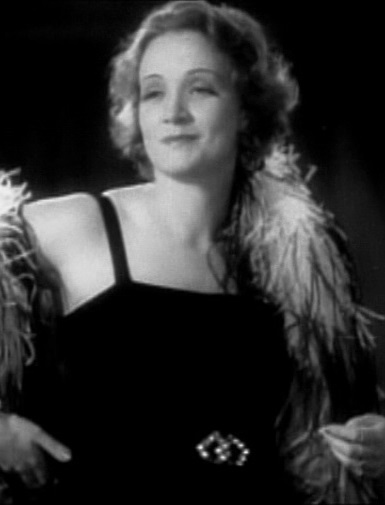
Marlene Dietrich en la película Marruecos (Josef von Sternberg, 1930).

En el cine mudo ya había aparecido la figura del sissy (mariquita en inglés) en las películas de Hollywood, pero fue tras la llegada del sonoro cuando gozó de mayor popularidad. A pesar de que nunca se hacía mención a las preferencias sexuales o afectivas de estos personajes, la audiencia los podía identificar fácilmente como homosexuales por reflejar los clichés existentes en la sociedad hacia ellos. Estos consistían en retratarlos como personajes extremadamente amanerados, remilgados, con delgados bigotes y a menudo grotescamente maquillados. Los sissys resultaban divertidos a los espectadores, ya que en comparación con ellos, los hombres podían sentirse más masculinos y las mujeres más femeninas. Algunas de las películas que incluían sissys entre sus personajes fueron La melodía de Broadway (Harry Beaumont, 1929), Our Betters (George Cukor, 1932), La alegre divorciada (Mark Sandrich, 1934) o Myrt and Marge (Al Broasberg, 1933).

Durante esta época se daba una paradoja al comparar la reacción que generaban los hombres caracterizados con ropas o actitudes consideradas femeninas y las mujeres que asumían un rol masculino. Mientras los primeros eran objeto de chistes y situaciones cómicas, las segundas eran consideradas atractivas tanto por hombres como por mujeres. Esta reacción se puede comprobar en la película Marruecos (Josef von Sternberg, 1930), donde Marlene Dietrich se viste con un esmoquin de hombre en un club nocturno y es aplaudida por todos los asistentes cuando da un beso en la boca a otra mujer. 

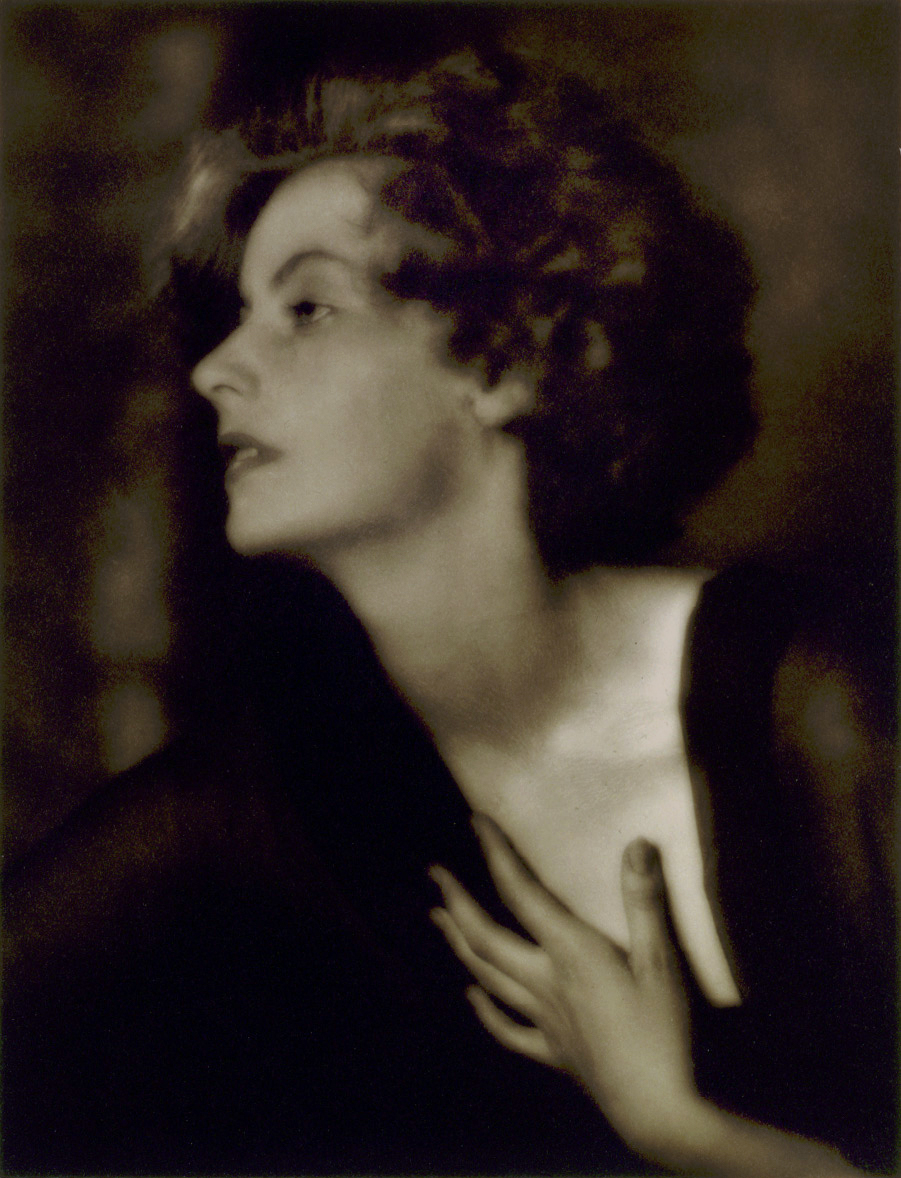
Greta Garbo, icono lésbico.

Otra película con guiños al lesbianismo fue La reina Cristina de Suecia (Rouben Mamoulian, 1933) donde, a pesar de que se cambió la historia para no hacer alusión directa a la homosexualidad de dicha monarca, se mostraba la estrecha amistad que le unía con una de sus sirvientas. Su actriz protagonista, Greta Garbo, junto a la ya mencionada Marlene Dietrich, se convirtieron en dos iconos lésbicos por excelencia de la historia del cine.
En los años 30, la Iglesia católica y ciertas ramas protestantes, a través de la Legión para la decencia y de la Liga de mujeres amenazaron con promover boicots por el contenido de algunas películas que consideraban indecentes y poco ejemplares para la sociedad. Para frenar estas presiones, la industria de Hollywood dio el visto bueno al Código Hays, ideado por Bill Hays, cuyo objetivo era censurar todos los temas considerados indecentes. Entre ellos, se encontraban los desnudos, los besos demasiado ardorosos, el aborto, la prostitución o las perversiones sexuales, entre las que se incluyó como tal a la homosexualidad. Entre 1934 y 1967 la censura estuvo autorizada a cambiar diálogos, escenas, personajes o tramas que no concordaran con los principios del código. Así en Días sin huella (Billy Wilder, 1945) las dudas que su protagonista tiene acerca de su sexualidad, presentes en la novela en la que se basa, son silenciadas. Encrucijada de odios (Edward Dmytryk, 1947) cambiaba el argumento del libro en que se basaba, The Brick Foxhole de Richard Brooks, eliminando las referencias de asesinatos contra homosexuales para convirtirla en una película sobre asesinatos de judíos.

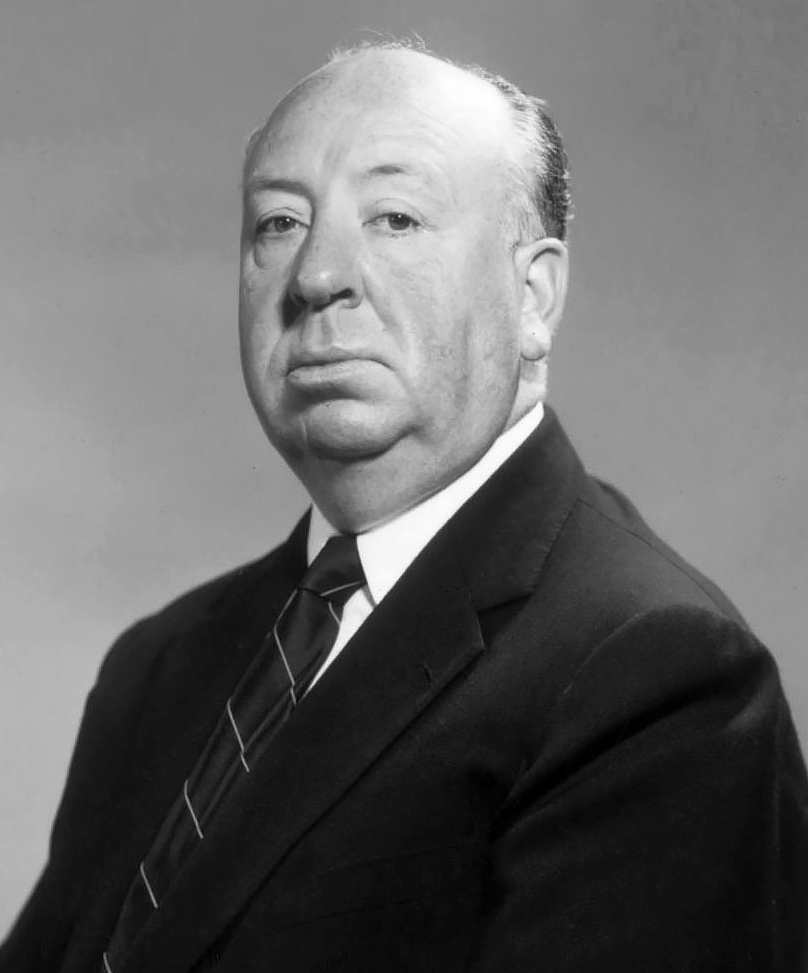
Tanto en su etapa británica como norteamericana Alfred Hitchcock retrató la homosexualidad en películas como Rebeca (1940) o La Soga (1948)

La nueva censura del Código Hays prohibió cualquier referencia explícita a la homosexualidad aunque no consiguió erradicarla. La mayor diferencia con el periodo anterior radicaba en que los homosexuales dejaron de ser un elemento cómico para asumir el rol de villanos acorde con el concepto de homosexualidad que el Código Hays quería transmitir a la sociedad obligando a directores y guionistas a buscar formas sugeridas y veladas de contar lo que se quería contar. En algunas películas como La hija de Drácula (Lambert Hillyer, 1936), Rebeca (Alfred Hitchcock, 1940), o más tarde, Sin remisión (John Cromwell, 1950) se mostraban a lesbianas capaces de perseguir sus objetivos sin ningún escrúpulo aunque no se dijera claramente que eran homosexuales. En Young Man with a Horn (Michael Curtiz, 1950), biografía del cornetista de jazz Bix Beiderbecke, Lauren Bacall interpretaba a una mujer bisexual que vive una vida autodestructiva y desordenada. También en la película La soga (Alfred Hitchcock, 1948) dos jóvenes estudiantes, interpretados por John Dall y Farley Granger, unidos por una sugerida relación amorosa asesinan a un compañero de estudios.

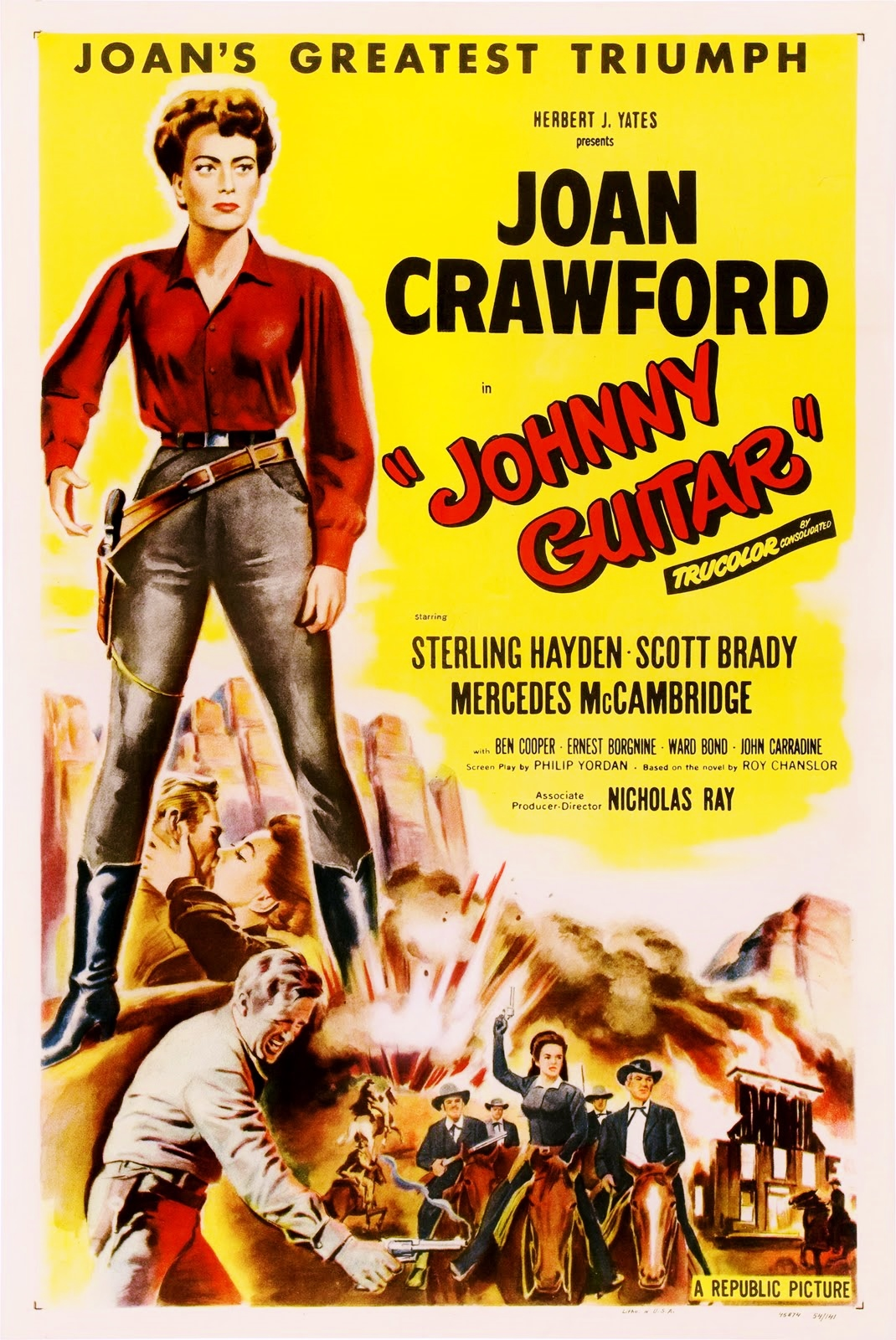
El (soterrado) duelo entre Joan Crawford y Mercedes McCambridge en Johnny Guitar (1954) ejemplo de la manera de abordar el lesbianismo en los años del Código Hays

Al no poder hacerse alusión directa a la homosexualidad ésta debía insinuarse por medio de guiños para que el público pudiera identificarlos fácilmente. Así en El halcón maltés (John Huston, 1941), un clásico del cine negro, el personaje interpretado por Peter Lorre, que en la novela de Dashiell Hammett es gay, es presentado al detective Sam Spade (interpretado por Humphrey Bogart) con una música femenina, indicando que se perfuma con gardenia y apoyando el mango de su bastón en la comisura de su boca.
También el western contó con filmes donde se insinuaba la homosexualidad, como ciertas escenas entre Montgomery Clift y John Ireland en la película dirigida por Howard Hawks Río rojo (1948). En una escena comparan sus pistolas y la puntería de éstas cuando disparan. También el lesbianismo velado de las protagonistas de Juanita Calamidad (David Butler, 1953), protagonizada por Doris Day, y Johnny Guitar (Nicholas Ray, 1954), con un duelo interpretativo entre Joan Crawford y Mercedes McCambridge, son algunos ejemplos del modo de retratar la homosexualidad en esta etapa en las grandes producciones de Hollywood. De hecho un reflejo de la manera en que la sociedad americana de los años 50 percibía a los gais quedó retratada en el largometraje Té y simpatía (1956) de Vincente Minnelli. Basada en una obra teatral homónima de Robert Anderson, que fue el encargado de adaptarla al cine, cuenta los intentos de corregir el afeminamiento de un joven de una familia bien situada socialmente para acallar los rumores sobre su homosexualidad.

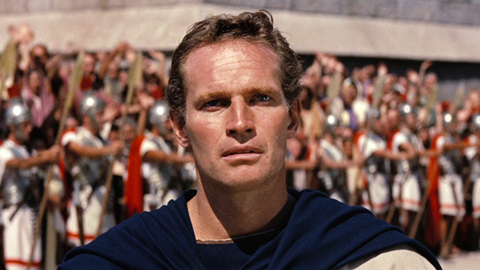
Charlton Heston (1923-2008), protagonista de Ben-Hur (William Wyler, 1959) película donde, con dobles sentidos, se mostraba la homosexualidad saltándose la censura del Código Hays.

A finales de los años 50 comenzaron a insinuarse relaciones sexuales entre personas del mismo sexo en algunas películas y fue entonces cuando la censura empezó a funcionar de forma más notoria. Films como Ben-Hur (William Wyler, 1959) pudieron sortearla gracias al tratamiento casi subliminal de la relación gay que sugiere la película. Según afirma Gore Vidal, escritor y guionista de dicha cinta, en el documental El celuloide oculto, la trama de Ben-Hur giraba alrededor de la relación homosexual que mantuvieron los dos personajes principales durante su adolescencia y en la película es tratada como una amistad. No ocurrió lo mismo con Espartaco (Stanley Kubrick, 1960), cinta en la que la censura eliminó una escena en la que se podía ver al esclavo Tony Curtis bañar a su amo Laurence Olivier mientras ambos personajes hablan veladamente de su homosexualidad aludiendo al gusto entre ostras o caracoles. 

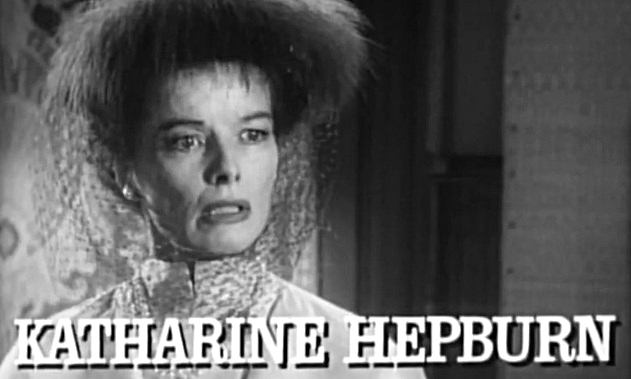
Katharine Hepburn interpretó a una madre dispuesta a todo para evitar hacer pública la homosexualidad de su hijo en De repente el último verano (Joseph L. Mankiewicz, 1959).

También La gata sobre el tejado de zinc (Richard Brooks, 1958) y De repente el último verano (Joseph L. Mankiewicz, 1959), ambas basadas en obras teatrales de Tennessee Williams, fueron censuradas para que la homosexualidad de sus protagonistas no se mostrara de manera directa, aunque sutilmente pudo verse retratada.

Nunca en mi vida había visto tanta censura, cortaron y cortaron La gata sobre el tejado de cinc. No era posible que Brick (Paul Newman) hubiese tenido algún tipo de deseo sexual por su amigo. Para cualquiera en la longitud de onda correcta, estaba claro lo que estábamos haciendo, pero simplemente no podíamos usar la palabra (homosexual). Choqué de frente con esto en De repente el último verano. Cuando empezamos a cortar la película, no tenía ningún sentido. Era como trabajar para el Kremlin, como escribir para Pravda, aprendías a escribir o a rodar entre líneas. Lo hacíamos con una toma de la cara de Katharine Hepburn, mientras Elizabeth Taylor le está explicando, acercándose más y más a la verdad que la ‘’Liga para la decencia’’ no nos permitía decir.
Gore Vidal en El celuloide oculto

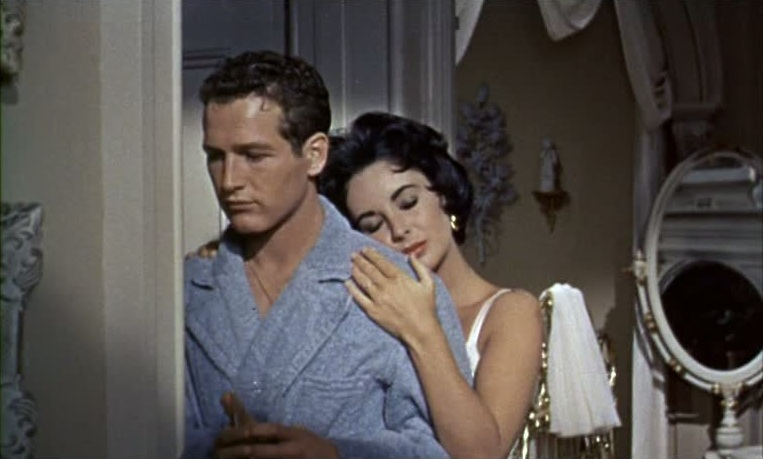
La película La gata sobre el tejado de zinc (Richard Brooks, 1958) fue censurada para disimular la homosexualidad del protagonista mostrada en la obra teatral escrita por Tennessee Williams.

Al inicio de la década de los 1960 la censura se había relajado y el código Hays había dejado de aplicarse gradualmente para la mayoría de las situaciones que contemplaba, pero aún quedaba por derribar el último tabú, la homosexualidad. Los realizadores, cansados de las limitaciones, comenzaron a rodar películas que claramente trataban sobre lesbianas y gais, pero siempre bajo el prototipo que debía acompañar a estos personajes: llevando una vida atormentada que culminara con un final trágico, bien a través de una muerte violenta o bien suicidándose.
Algunos ejemplos de este cambio de actitud son el personaje de Sal Mineo, enamorado del apuesto James Dean, en Rebelde sin causa (Nicholas Ray, 1956) que acaba muerto en un tiroteo policial. La gata negra (Edward Dmytryk, 1962). Tempestad sobre Washington (Otto Preminger, 1962), en el que un senador es chantajeado a causa de su homosexualidad.

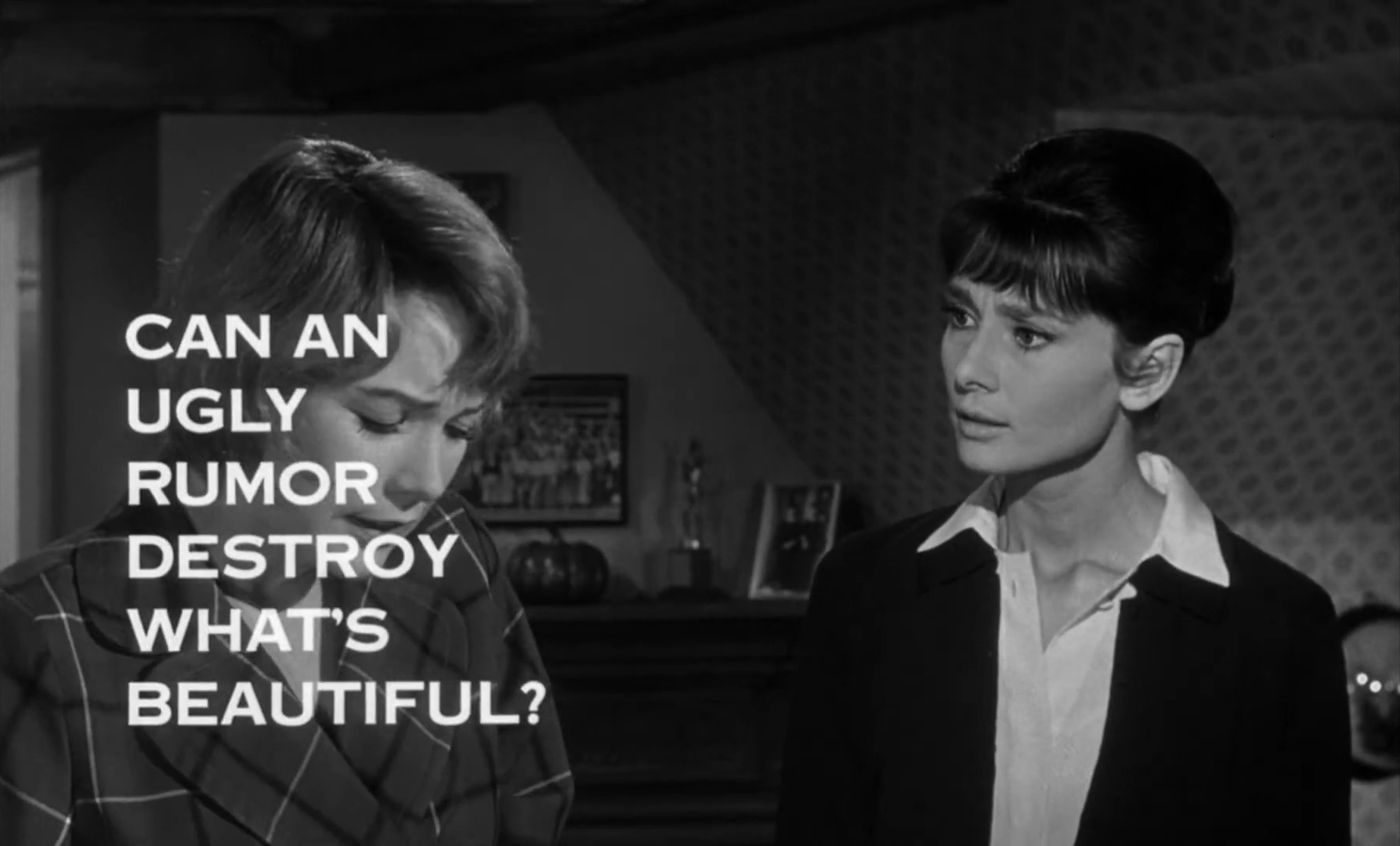
En La calumnia (William Wyler, 1962) no se menciona el término "lesbianismo" aunque queda claro que es motivo del rumor que desencadena la trama. En el letrero «¿Puede un feo rumor destruir lo que es bello?».

El ejemplo paradigmático lo constituye La calumnia (William Wyler, 1961) en la que el personaje interpretado por Shirley MacLaine vive atormentado por haberse enamorado de su compañera de trabajo (Audrey Hepburn) y finalmente acaba suicidándose.
A finales de la década de los 60, la palabra homosexual ya era utilizada habitualmente sin tapujos en algunas películas, aunque éstas aún incidían en la visión truculenta de la vida de lesbianas y gais. El detective (Gordon Douglas 1968) cuenta la historia de un detective que no asume su condición sexual y en La zorra (Mark Rydell, 1968) un hombre se interpone en una pareja de dos mujeres lesbianas y logra convertir a una de ellas en heterosexual, mientras la otra muere aplastada por un árbol. Al filo de la nueva década de los años 70 podemos ver una atrevida tragicomedia de temática gay: La escalera (Stanley Donen, 1969). Richard Burton y Rex Harrison encarnaban a una pareja de peluqueros homosexuales, envueltos en situaciones desagradables al ser acusados de escándalo a la moral. Esta película no pudo estrenarse en España hasta 1976 y tuvo limitada difusión, en parte entorpecida por la viuda de Burton. finalmente en 2011 se proyectó en una versión restaurada.

#### Cine contemporáneo: A partir de los 70

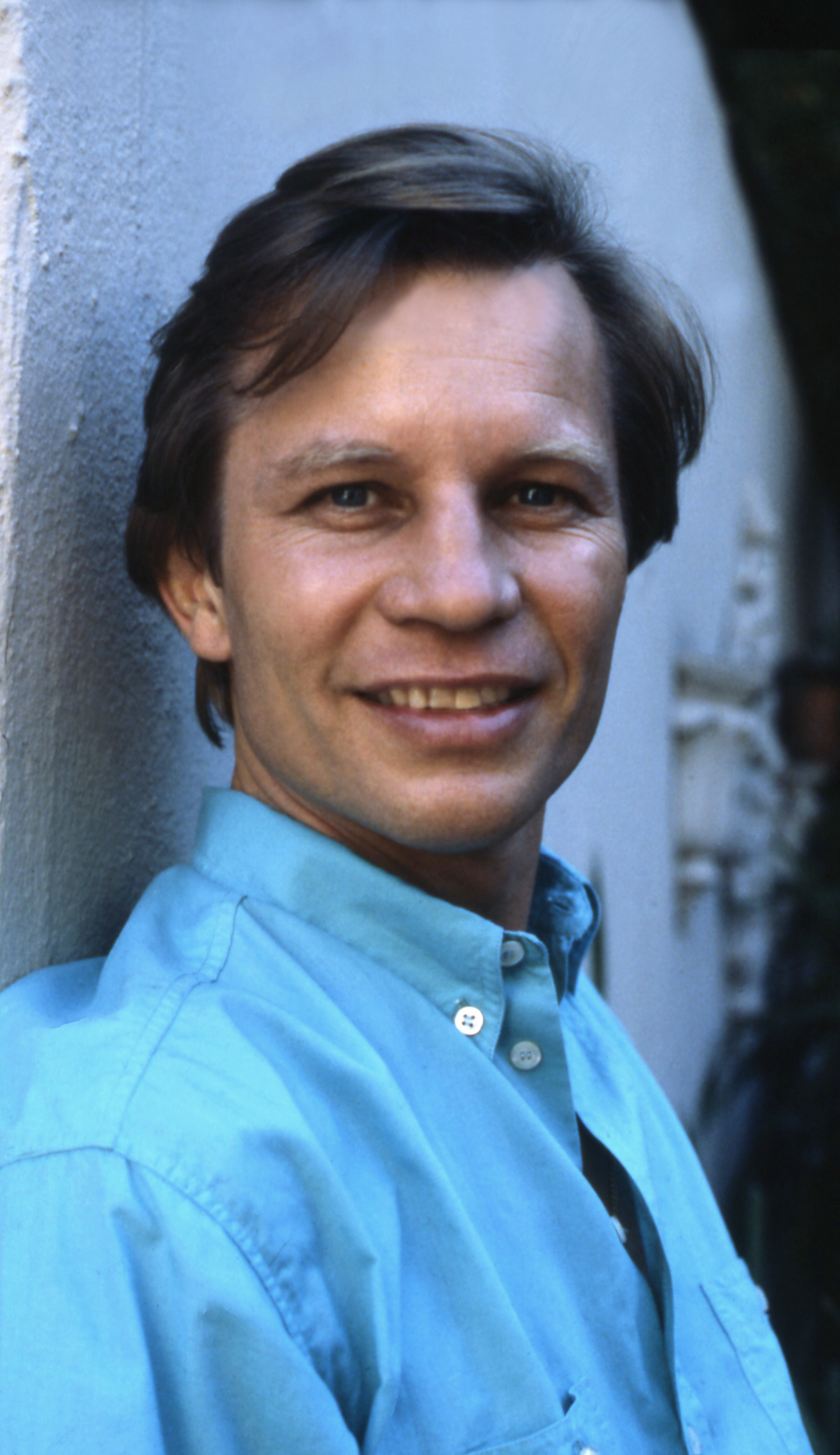
Michael York interpretó a un homosexual sin complejo de culpa en la cinta Cabaret (Bob Fosse, 1972)

A principios de los 70 se rodaron las primeras películas que indicaban una pequeña evolución en la relación entre la industria cinematográfica y la homosexualidad, justo cuando el movimiento LGBT estaba dando sus primeros pasos. Los chicos de la banda (William Friedkin, 1970) fue el primer film gay con final no-trágico producido en Hollywood, aunque su visión estereotipada de los gais no fue bien recibida entre los activistas LGBT. La película muestra a un grupo de gais en el que prima la amistad y la camaradería, pese a que en momentos del metraje algunos personajes reflexionan acerca de su condición sexual con cierta autocompasión. La cinta Cabaret (Bob Fosse, 1972) dio un paso más al mostrar a Michael York como un gay sensato y sin sentimientos de culpa hacia su sexualidad. A pesar de estas excepciones, y de poderse mostrar libremente la homosexualidad, películas como Punto límite: cero (Richard C. Sarafian, 1971) y Una extraña pareja de polis (Richard Rush, 1974) retoman el viejo estereotipo de delincuentes gais que finalmente son ajusticiados por el héroe heterosexual.

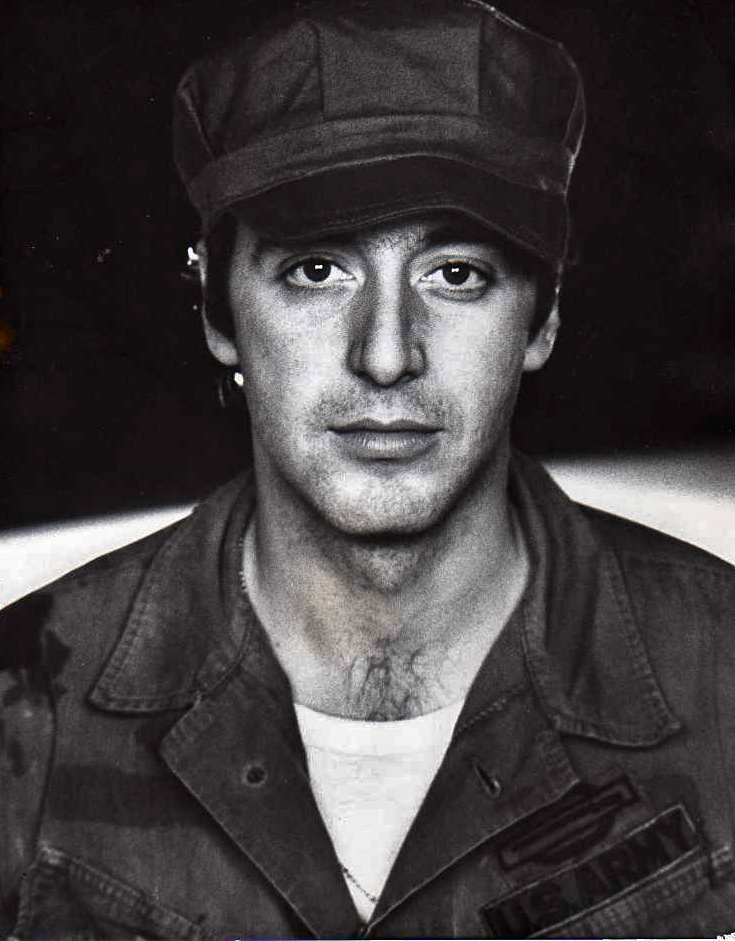
Al Pacino protagonista principal de la controvertida A la caza (William Friedkin, 1980)

Cruzado ya el umbral de los 80, películas como Ventanas (Gordon Willis, 1980), El fan (Edward Bianchi, 1981) y A la caza (William Friedkin, 1980) insistían en la visión de lesbianas y gais como asesinos dementes y sin escrúpulos. Esta última película, cuyo argumento trataba sobre un asesino en serie que localizaba a sus víctimas en lugares de ambiente leather, logró algo inédito hasta entonces: los homosexuales, cansados de ver cómo el cine de Hollywood seguía retratándoles de forma negativa y conscientes de la influencia de este en el imaginario colectivo de la sociedad, organizaron protestas masivas por varias ciudades norteamericanas con el objetivo de detener su distribución. Finalmente la película A la caza fue retirada de las pantallas y las manifestaciones sirvieron para que la industria del cine tomara conciencia del hartazgo del colectivo LGBTI respecto a la mala imagen que el cine daba de ellos. Para "arreglarlo", en 1982, se estrenaría la comedia policíaca Algo más que colegas (James Burrows, 1982), interpretada por Ryan O'Neal y John Hurt. Poco después fue lanzada Parting Glances (Bill Sherwood, 1986), debut en la pantalla del actor Steve Buscemi, quien interpreta a un músico homosexual portador del virus del sida. Esta fue la primera producción en abordar completamente esta temática, varios años antes que películas posteriores más conocidas como And the Band Played On (Roger Spottiswoode, 1993) y Filadelfia (Jonathan Demme, 1993)

Hubo una época de censura increíble, no de imágenes positivas de gais y lesbianas, sino de imágenes reales de gais y lesbianas. Los gais y las lesbianas han vivido haciendo frente al ostracismo, amando y sobreviviendo. Hay muchas historias heroicas reales.
Jan Oxemberg, directora de cine.

A partir de este momento el cine dirigido al gran público de Hollywood comenzó a producir películas que trataban con respeto a los homosexuales. Las pioneras fueron dos, ambas rodadas en 1982, Su otro amor (Arthur Hiller), que retrataba una relación entre dos hombres y Personal Best (Robert Towne), que giraba en torno al amor entre mujeres. En la primera, un médico casado experimenta una crisis en su sexualidad e inicia una historia de amor con un escritor gay interpretado por Harry Hamlin. La segunda de ellas narra el enamoramiento de dos atletas de élite interpretadas por Mariel Hemingway y Patrice Donnelly que se ve truncado al iniciar una de ellas una relación heterosexual.

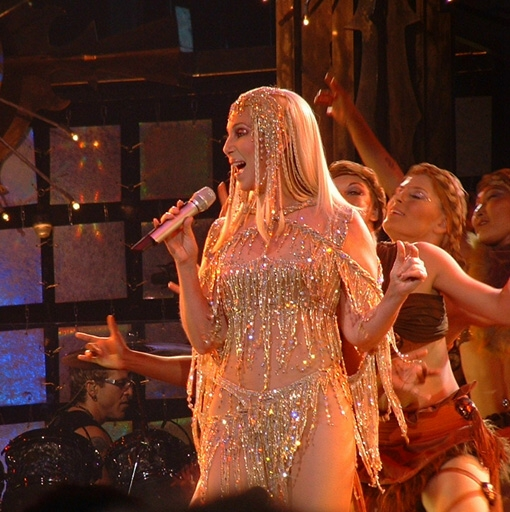
Cher ha participado en películas con un mensaje de la tolerancia hacia la homosexualidad como en Silkwood (1983)

En esta época y hasta principios de los 90, Hollywood produjo varias películas en las que los personajes y las relaciones homosexuales, especialmente lésbicas, se representaron de forma diversa. Si en Silkwood (Mike Nichols, 1983) el personaje interpretado por Cher vive su homosexualidad abiertamente, en otras películas como El color púrpura (Steven Spielberg, 1985), Tomates verdes fritos (Jon Avnet, 1991) o El silencio de los corderos (Jonathan Demme, 1991) los personajes lésbicos no se muestran como tal en comparación a las novelas en las que se basan. Otra representación del lesbianismo en este periodo se encuentra en Basic Instinct (Paul Verhoeven, 1992), con la que se repitieron las manifestaciones de las asociaciones LGBTI estadounidenses por presentar el personaje bisexual encarnado por Sharon Stone como una asesina. También la profunda amistad entre las protagonistas de Thelma & Louise (Ridley Scott, 1991) ha sido interpretada a menudo como una relación lésbica.

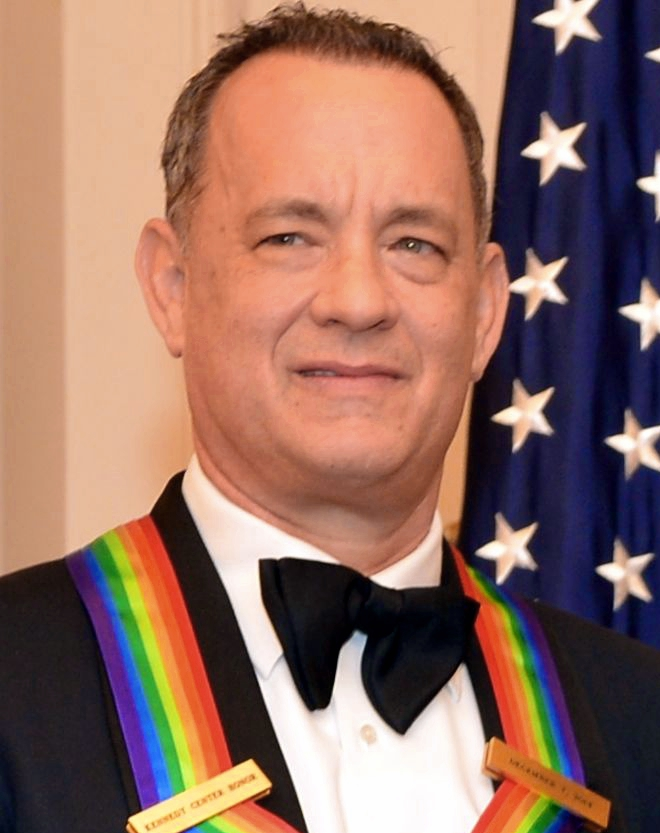
La interpretación de Tom Hanks, como un abogado seropositivo en Philadelphia (Jonathan Demme, 1993), le otorgó el premio Óscar a mejor actor

Philadelphia (Jonathan Demme, 1993) fue la segunda de gran presupuesto y actores famosos en abordar el tema del sida (tras And the Band Played On) en Estados Unidos, y también marcó un cambio a principios de la década de 1990 en las películas de Hollywood relacionado con la representación más realista de los homosexuales. Sin embargo, el hecho de que los personajes de Tom Hanks y Antonio Banderas no intercambiaran muestras de afecto típicas de una relación, como los besos, y la ausencia de mujeres homosexuales atrajo revisiones desfavorables de algunos críticos de cine LGBTI. En una entrevista del documental The Celluloid Closet (Rob Epstein y Jeffrey Friedman, 1996) Hanks señaló que algunas escenas en las que se mostraba más afecto entre él y Banderas fueron descartadas, incluyendo una escena de ambos en la cama juntos (aunque la edición DVD de esta película sí incluye esta escena). La película ganó el Oscar al Mejor Actor protagonista (Tom Hanks) y a la mejor canción (Bruce Springsteen por Streets of Philadelphia). La película estaba parcialmente inspirada en la historia de Geoffrey Bowers, un abogado que en 1987 demandó a la firma legal Baker & McKenzie por despido improcedente en uno de los primeros casos de discriminación por sida. 

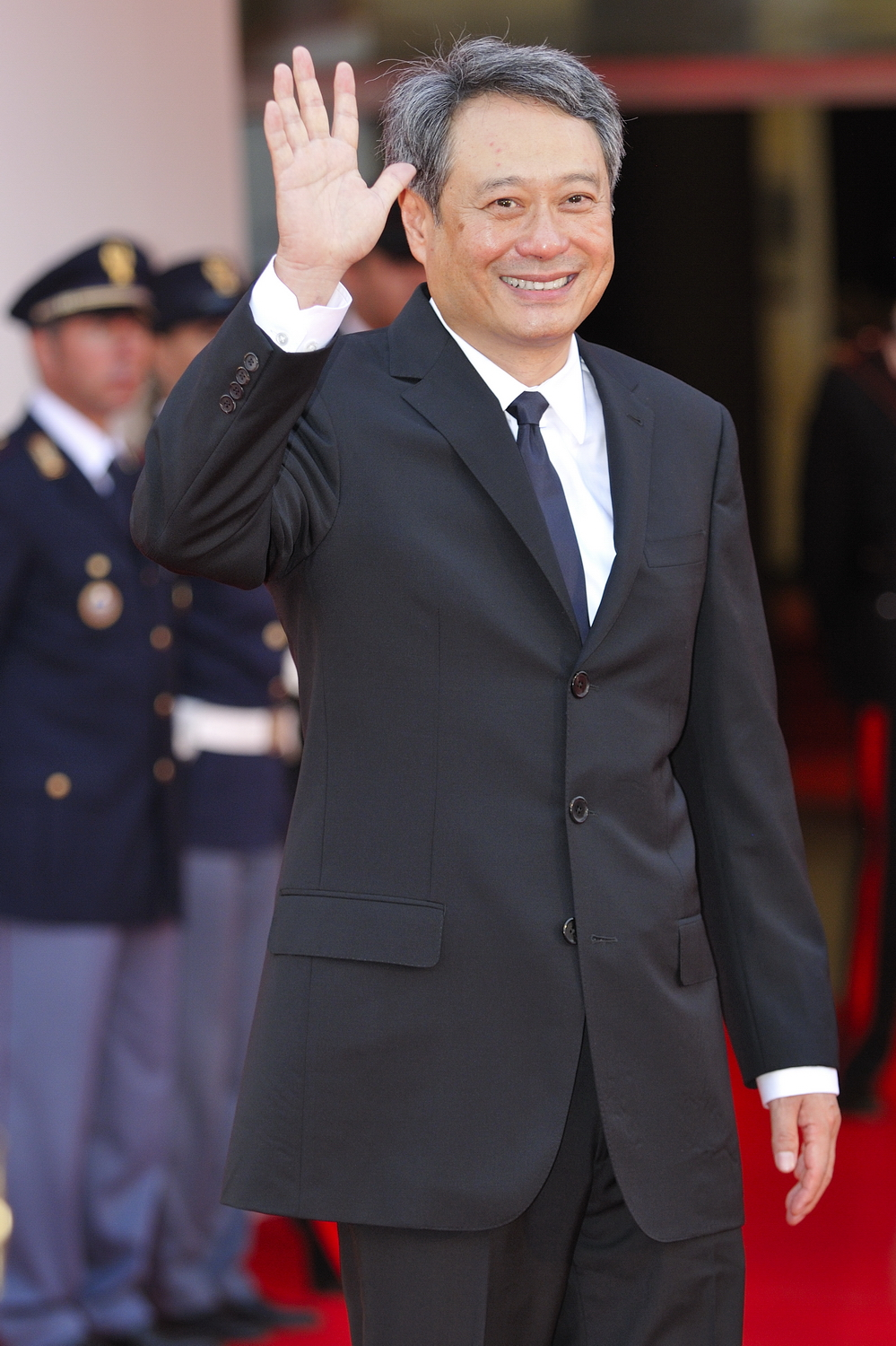
En la carrera del director taiwanés Ang Lee se encuentran algunas significativas películas de temática LGBTI como El banquete de bodas (1993) o Brokeback Mountain (2005)

Desde mediados de 1990 la industria norteamericana presenta una línea de comedias que abordan la homosexualidad como argumento central o secundario, con personajes amables y positivos. El banquete de bodas (Ang Lee, 1993) empleaba la estructura de comedia de enredo al estilo de George Cukor en la que uno de los miembros de una feliz pareja homosexual se casa con una chica, con la complicidad de su auténtica pareja, para guardar las apariencias antes sus tradicionales padres. Una estructura similar emplea In & Out (Frank Oz, 1997) protagonizada por Kevin Kline, Tom Selleck y Matt Dillon. En esta ocasión un profesor de literatura ve expuesta su, hasta entonces oculta, homosexualidad a raíz de la confesión de un antiguo alumno, actor célebre, durante la entrega de un premio por televisión. La boda de mi mejor amigo (P. J. Hogan, 1997), con un reparto encabezado por Julia Roberts y Cameron Diaz, es una alocada comedia en la que el personaje gay de Rupert Everett apoya a su amiga en una farsa para ayudarla a conquistar a un chico que está enamorado de otra. Otro ejemplo lo encarna Mejor... imposible (James L. Brooks, 1997), en el que el huraño escritor encarnado por Jack Nicholson, enamorado de una camarera Helen Hunt, aprovecha un percance sufrido por su vecino, un artista homosexual Greg Kinnear, como excusa para cortejarla. A Wong Foo, gracias por todo Julie Newmar (Beeban Kidrom, 1995), se benefició de su reparto Patrick Swayze, John Leguizamo y Wesley Snipes, para contar las aventuras de un grupo de drag queens en un viaje por pueblos del interior de Estados Unidos. En clave juvenil figura Persiguiendo a Amy (Kevin Smith, 1997), interpretada por Ben Affleck y Jason Lee, en la que dos amigos son dibujantes de cómic y uno de ellos se enamora de una dibujante lesbiana interpretada por Joey Lauren Adams. En la película American Beauty (Sam Mendes, 1999), ganadora de cinco premios Oscar, también se aborda el tema de la homosexualidad en uno de sus personajes secundarios.

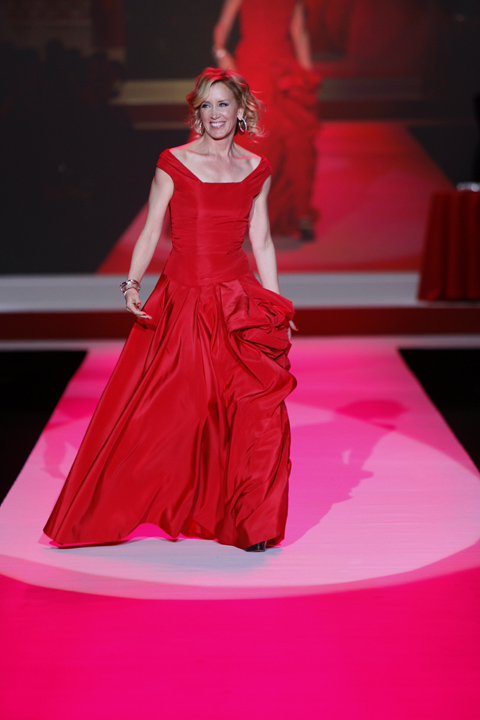
Felicity Huffman protagonizó Transamérica (Duncan Tucker, 2005), película que aborda la transexualidad y las relaciones familiares.

En A Home at the End of the World (película) del 2004, dos amigos se enfrentan sus relaciones pasadas, incluyendo la suya propia.
Cabe destacar que en los Premios Óscar de 2006 recibieron nominaciones 3 películas con temática LGBTI: Brokeback Mountain (Ang Lee, 2005) con 8 nominaciones y 3 estatuillas, Transamérica (Duncan Tucker, 2005) con 2 nominaciones y Capote (Bennett Miller, 2005) biopic del escritor Truman Capote que obtuvo 5 nominaciones y premio al mejor actor para Philip Seymur Hoffman. En 2008 Sean Penn obtuvo el Oscar al mejor actor por su interpretación en la película Milk (Gus Van Sant, 2008), basada en la biografía del político gay Harvey Milk. Entre otras películas destacadas del final de la década hallamos El talento de Mr. Ripley (Anthony Minghella, 1999), la tragicómica I Love You Phillip Morris (Glenn Ficarra y John Requa, 2009), interpretada por Jim Carrey y Ewan McGregor, o Plegarias para Bobby (Russell Mulcahy, 2009) basada en la novela homónima de Leroy Aarons e interpretada por Ryan Kelley y Sigourney Weaver, que a su vez se origina en una historia real ocurrida a fines de los años setenta y principios de los ochenta.

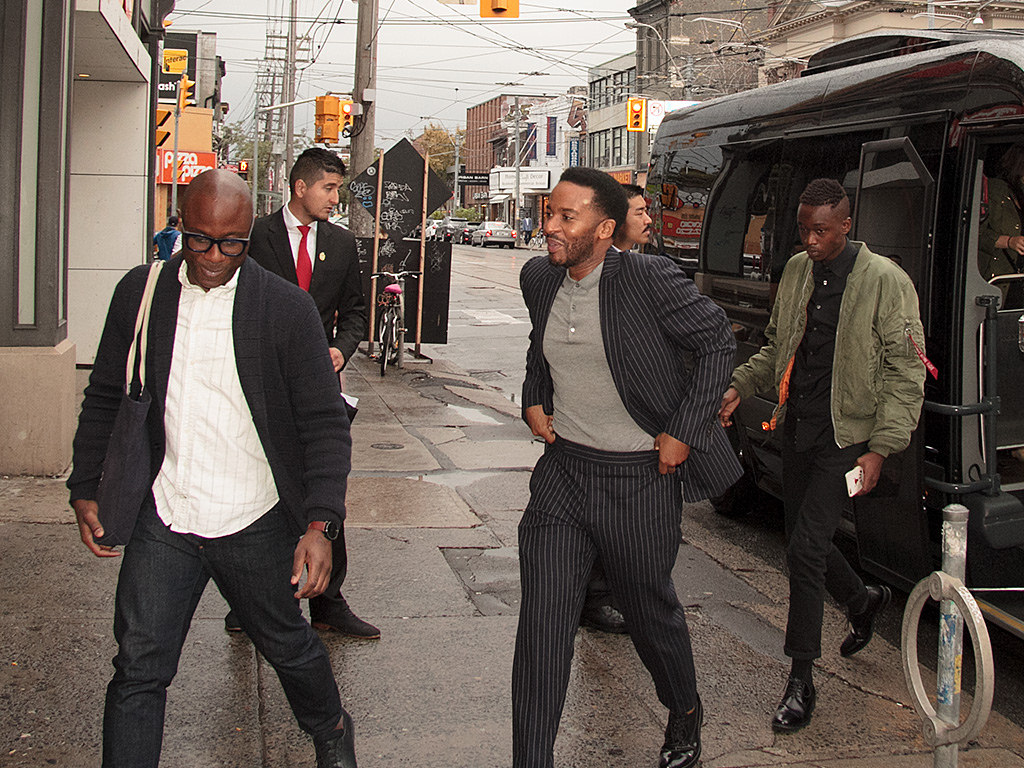
Barry Jenkins (guionista y director) junto a los actores Andre Holland (Kevin) y Ashton Sanders (Chiron) de la película Moonlight, Oscar y Globo de Oro a mejor película en 2017.

En la edición de 2017 de los Premios Óscar la película Moonlight (Barry Jenkins, 2016) fue proclamada como Óscar a la mejor película del año después de que, a raíz de una confusión en la entrega de los sobres, Faye Dunaway y Warren Beatty inicialmente comunicaran que el premio correspondía al musical La, La, Land (Damien Chazelle, 2016). Moonlight se alzó con los Óscar a mejor película, mejor actor secundario (Mahersala Ali) y mejor guion adaptado (Barry Jenkins y Tarell Alvin McCraney) y también consiguió el Globo de Oro 2017 a la mejor película, narrando la historia de un joven afroamericano que crece en una conflictiva zona de Miami. Estructurada en tres partes, correspondientes a la infancia, la adolescencia y la edad adulta, Moonlight muestra la vida de Chiron (Alex Hibbert, Ashton Sanders y Trevante Rhodes), un chico huérfano de padre, tímido y retraído, cuya madre es adicta al crack y sus compañeros de clase le hacen bullying, quien paulatinamente descubre su homosexualidad junto a su amigo Kevin (Jaden Piner, Jharell Jerome y André Holland).

### Cine independiente y de género
La principal diferencia entre la industria de Hollywood y las productoras de cine independiente al tratar el tema de la homosexualidad radica en que estos últimos lo hacen sin juzgar la sexualidad de los personajes o cuestionar sus motivaciones. Las primeras producciones cinematográficas se circunscriben al denominado "cine de explotación" que presenta diversas temáticas lascivas de la ficción de explotación como el crimen, el sexo, la violencia y las drogas.

#### Orígenes: Cine Cautionary (1930-1940)
Las primeras representaciones de la homosexualidad en el cine independiente norteamericano se remontan al denominado cine cautionary de los años 30 del siglo XX. En este tipo de películas se mostraban temáticas como el consumo de drogas, el mestizaje, la promiscuidad, la homosexualidad, el aborto y la fornicación con la finalidad oficial de educar y "prevenir" a la audiencia. A pesar de ello constantemente se introducían ideas erróneas y gozaban de alta popularidad. El cine cautionary tuvo lugar por la falta de censura previa a la aplicación del denominado Código Hays.

#### Cine de Explotación (1950-1970)

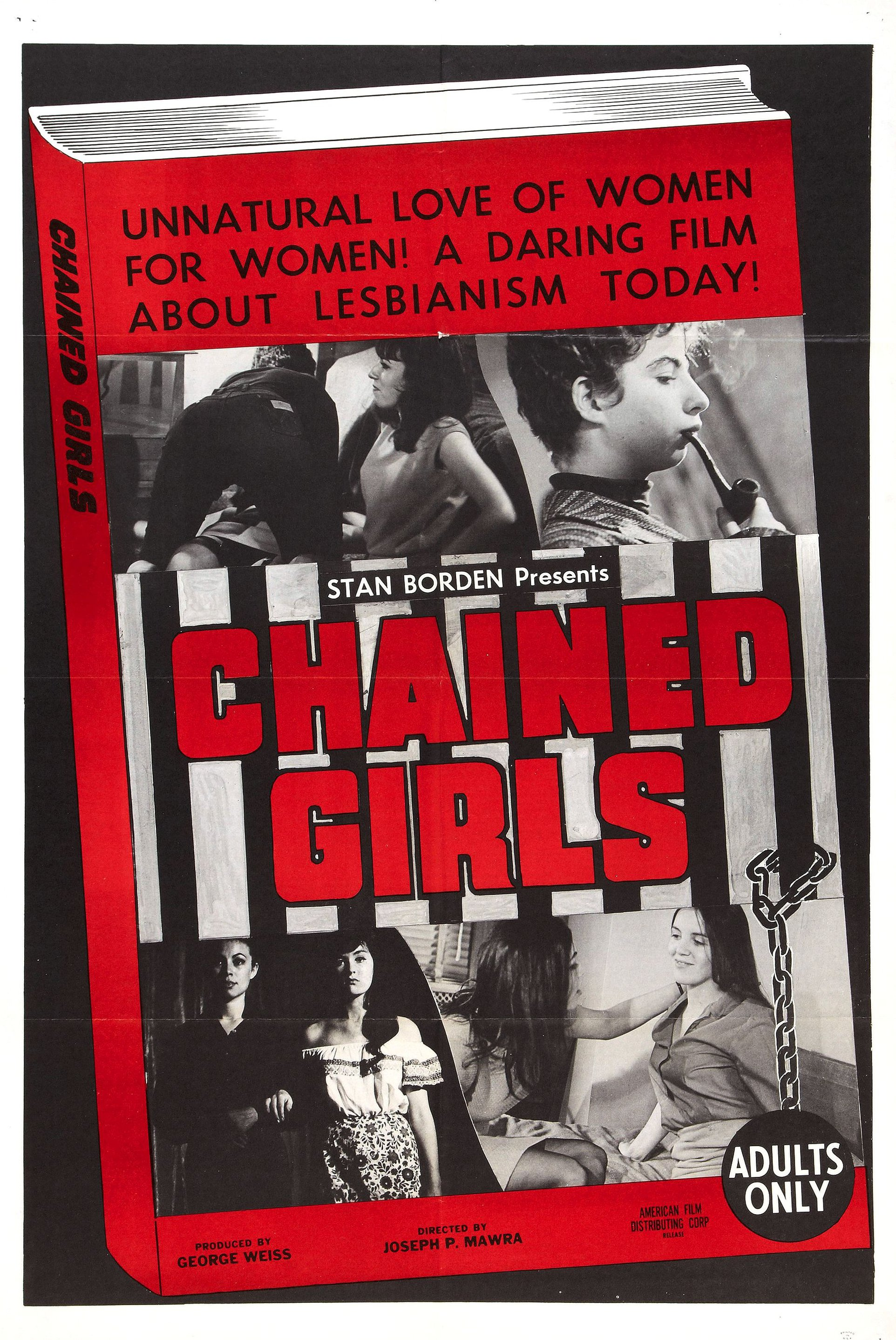
Promocional del sexploitation lésbico Chained Girls (1968).

El cine de explotación se refiere a las temáticas recurrentes o las producciones cinematográficas, generalmente de bajo presupuesto, que pretenden obtener éxito comercial y colocarse dentro del culto popular con temáticas escabrosas, más que con su calidad estética. Su época dorada tuvo lugar entre los años 60 y 70 del siglo XX con la popularización de la estética camp del afeminamiento y la cultura closet anterior a los disturbios de Stonewall que refería a la homosexualidad y las identidades transgénero como el drag.
Una de las primeras películas sobre travestismo que se rodaron al margen de la industria de Hollywood fue la producción de serie B Glen o Glenda (Ed Wood, 1953) protagonizada por su director que ha pasado a la posteridad al ser calificado como "el peor director de todos los tiempos". El argumento de Glen o Glenda se basa en su propia vida y en la de Christine Jorgensen una de las primeras mujeres transgénero en someterse a una operación de cambió de sexo. Otro director tan iconoclasta como Wood fue Kenneth Anger, realizador que influyó considerablemente en el cine moderno y en cuyas películas, incluyendo la más famosa, Scorpio Rising (1963), tenían cabida el fetichismo gay, el ocultismo y drogas.

#### Cine contemporáneo: A partir de los 60

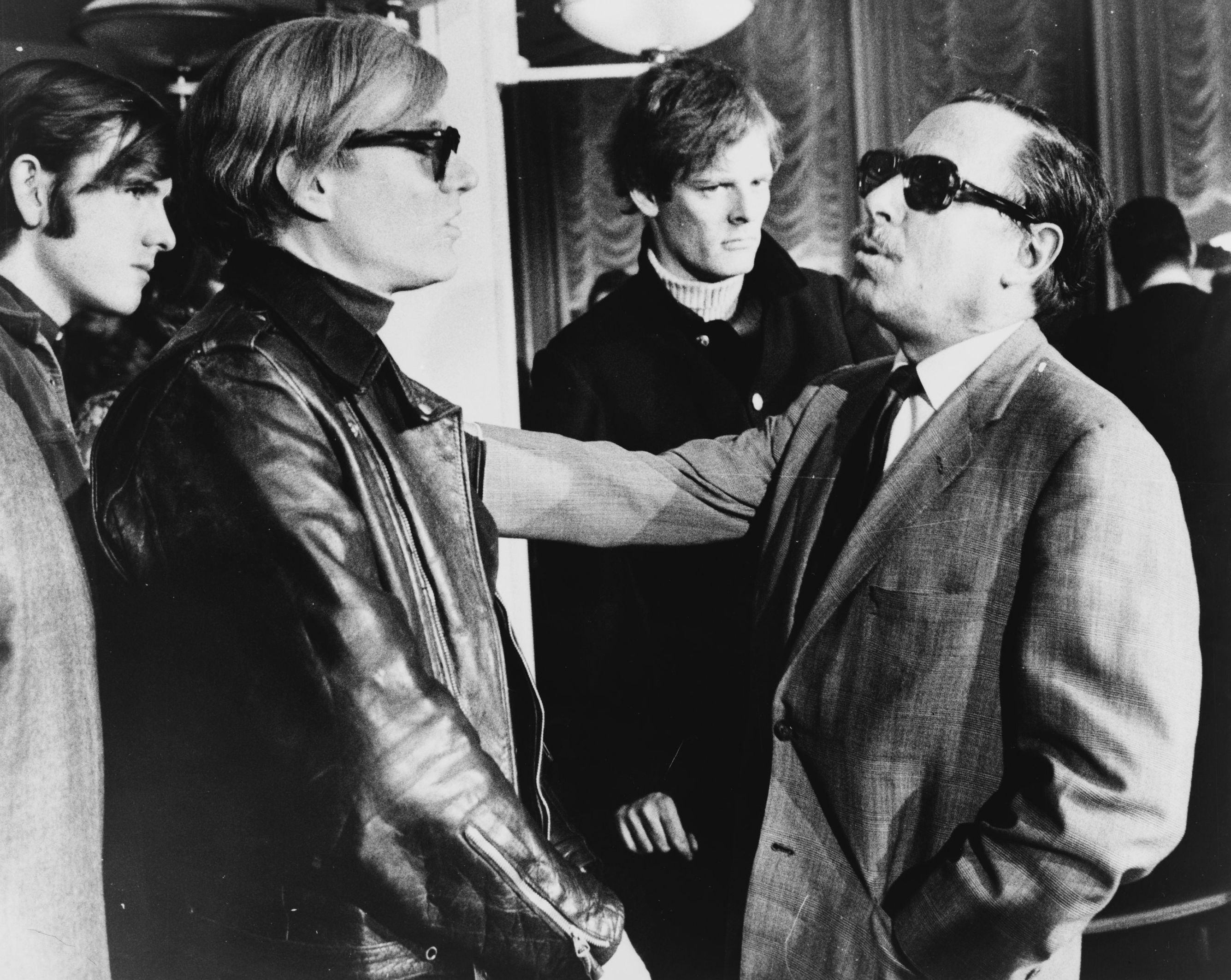
Andy Warhol, Paul Morrisey y Tennessee Williams. Tres iconos de la cultura LGBTI norteamericana del.

Durante la segunda mitad de los 60 el director Paul Morrissey, con la producción de Andy Warhol, rodó en la Factory numerosas películas experimentales que trataban la homosexualidad y la transexualidad sin reparos. Entre ellas destacan Lonesome Cowboys (1968), un western ambientado en un pueblo habitado únicamente por hombres y, especialmente, la trilogía Flesh. Compuesta por Flesh (1968), Trash (1970) y Heat (1972) esta trilogía de películas fueron pioneras al mostrar el cuerpo masculino como objeto erótico y convirtieron a su actor protagonista Joe Dallesandro en un símbolo sexual gay.
Películas como las de Warhol y Morrissey y el auge de la contracultura de los años 60 posibilitaron el nacimiento del cine underground de la década posterior, género en el que se encuadran varias directoras cuyo cine se caracterizó por abordar el lesbianismo desde una postura política y feminista. La primera en hacerlo fue la realizadora Barbara Hammer quien, desde 1968, ha rodado numerosas películas experimentales de esta temática de la que es considerada la pionera. Hammer ha tratado el erotismo lésbico y ha representado el cuerpo femenino sin tabúes en películas como Dyketactics (1974), Menses (1974) y Multiple Orgasm (1976). Otra de las representantes importantes del cine feminista lésbico ha sido Jan Oxenberg, cuyas películas critican los estereotipos culturales heterosexuales y los homosexuales, empleando para ello un particular sentido del humor que a veces genera controversia. El trabajo de Hammer y Oxenberg ha influido a varias directoras que han profundizado en esta representación militante del lesbianismo, opuesta a la que tradicionalmente ha ofrecido la cultura dominante. Algunas de ellas han sido Greta Scchiller, Su Friedrich y Lizzie Borden.

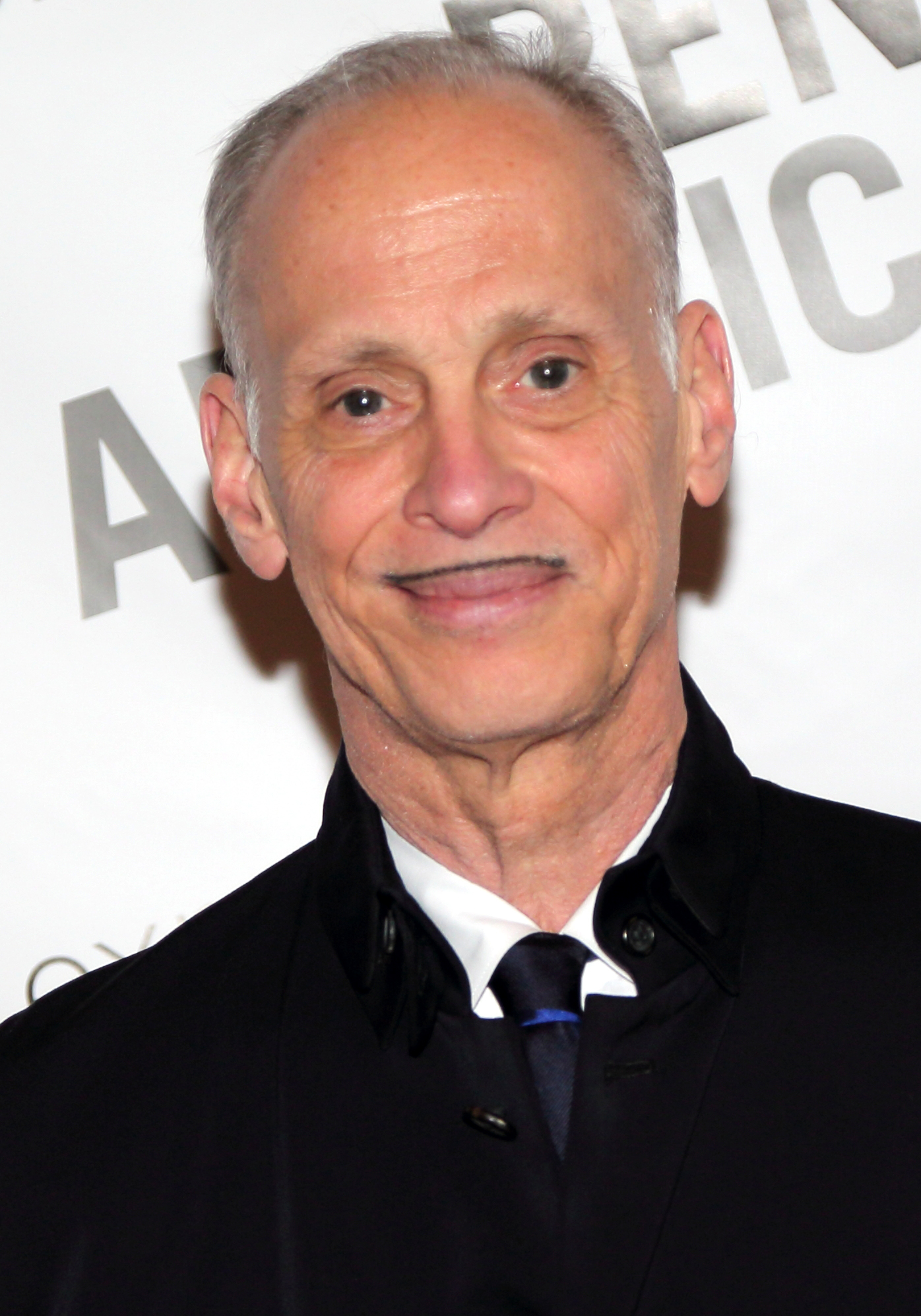
El cine de John Waters, especialmente sus producciones junto a Divine, es provocador, gamberro e hilarante.

También durante los años 70, John Waters se convirtió en un referente básico en el cine independiente y en un cineasta de culto gracias a sus comedias groseras, satíricas e irreverentes. La homosexualidad, el travestismo y lo camp están presentes en todas sus películas, muchas de las cuales fueron protagonizadas por su compañero sentimental, el drag queen Divine. Su película más emblemática es Pink Flamingos (1972), en la que la familia de Divine compite con otra por ser la familia más repulsiva del mundo. Otros trabajos notables de su trayectoria son Polyester (1981) y Hairspray (1988).
Aunque si bien durante la década de los ochenta y mediados de los noventa, la industria de cine independiente trataba el tema desde un punto de vista dramático, nunca se hizo desde un punto de vista moral. De esta época, destacan películas como Compañeros inseparables (Norman Rene, 1990) o Fiesta de despedida (Randal Kleiser, 1996). Pocas películas se desprendieron en aquella época del dramatismo: una de las primeras en hacerlo fue Desert Hearts (Donna Deitch, 1985), una película de temática lésbica (la primera dirigida por una mujer) en la que ambas protagonistas disfrutaban de un final feliz.

##### New Queer Cinema
A principios de los años 90 la corriente denominada New Queer Cinema, a través de su enfoque radical de la homosexualidad, desafió tanto al cine convencional como a los activistas LGBTI quienes, tras décadas de esteretipos negativos en el cine sobre lesbianas y gais, comenzaban a pedir que las películas dieran una buena imagen de estos colectivos. Los filmes precursores del movimiento fueron Mala noche (Gus Van Sant, 1985) que muestra la relación entre Walt Tim Streeter, un joven homosexual encargado de una tienda, y dos jóvenes mexicanos, Johnny (Doug Cooeyate) y Roberto "Pepper" (Ray Monge). Miradas en la despedida (Bill Sherwood, 1986) fue una de las primeras producciones que abordaron el sida en el cine en la que dos personas deben despedirse ante la inminencia de la muerte. Ambas películas están consideradas obras de culto.

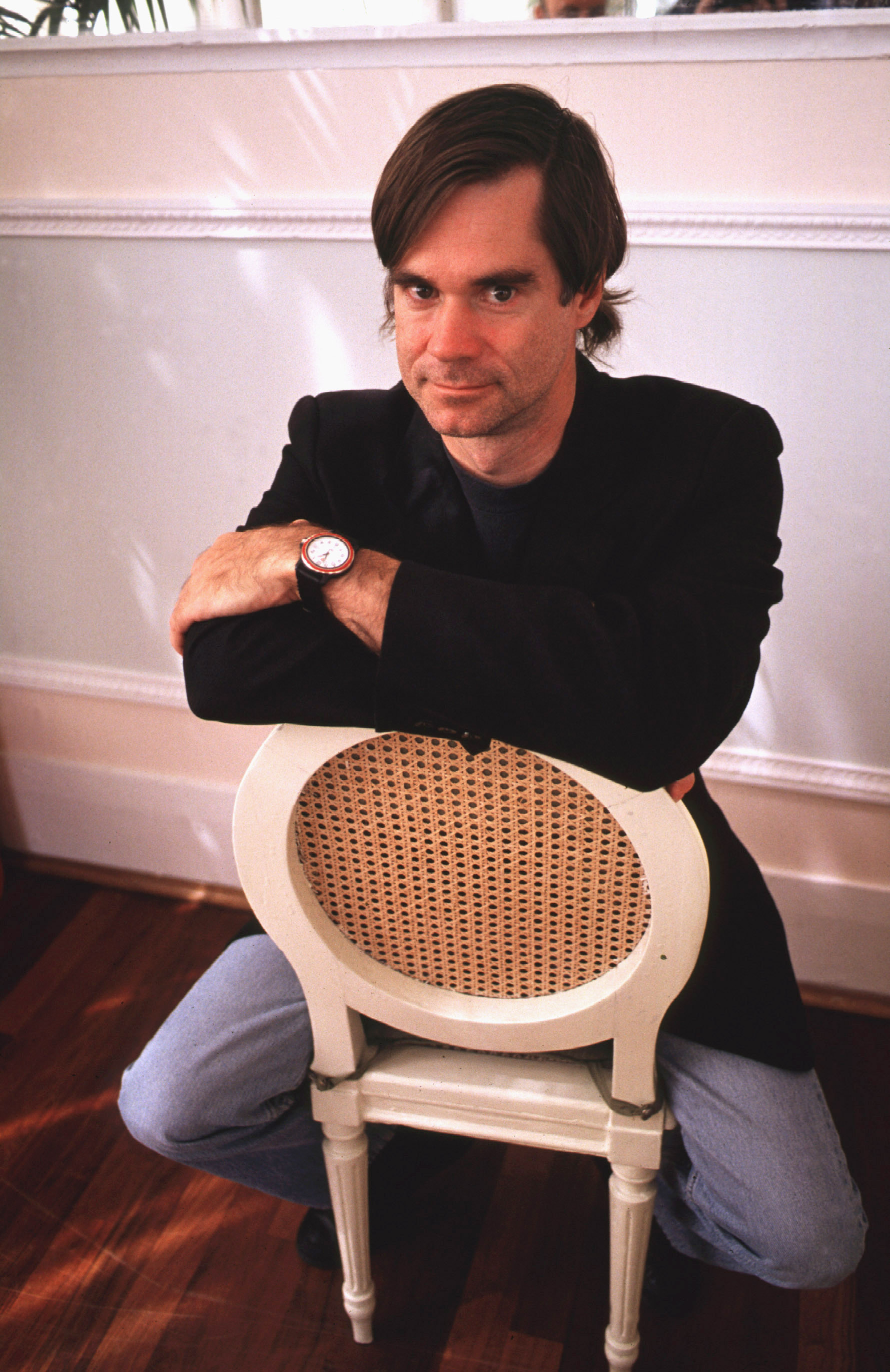
Gus Van Sant, uno de los más conocidos representantes del New Queer Cinema norteamericano.

Entre las películas más representativas, y de mayor repercusión, figuran Mi Idaho privado (Gus Van Sant, 1991), interpretada por River Phoenix y Keanu Reeves, que narra las aventuras de dos jóvenes chaperos (uno de ellos narcoléptico) en Portland. En Poison (Todd Haynes, 1991) podemos ver varias historias entrelazadas inspiradas en escritos de Jean Genet. Swoon (Tom Kalin, 1991) trata el asesinato cometido por dos estudiantes de la Universidad de Chicago contra un compañero de estudios para demostrar su intelecto superior. El mismo tema fue llevado a la gran pantalla por Alfred Hitchcock en la película La Soga (1948) o por Richard Fleischer en Impulso Criminal (1959). Totally Fucked Up (Gregg Araki, 1993) es la primera parte de una "trilogía del apocalipsis adolescente" y narra las disfuncionales vidas de seis adolescentes homosexuales que forman una "familia" ayudándose a afrontar los obstáculos de la vida. Go Fish (Rose Troche, 1994), película esta última que mostraba la vida de un grupo de amigas lesbianas y que obtuvo grandes elogios por parte de la crítica. Según el crítico Diego Tretorola en una película queer la homosexualidad es menos una práctica estabilizada, es decir un hábito social, que una performance, una acción que no puede ser repetida ni consumida. En estas películas, la sexualidad en general no está representada necesariamente por imágenes digeribles y aceptables. Su sola presencia tiene un valor crítico que desestabiliza los cánones tradicionalistas.
A excepción de Gregg Araki, que sigue realizando películas que claramente se inscriben en los postulados del New Queer Cinema, el resto de directores han modulado sus posturas o ampliaron su discurso cinematográfico. Sin embargo esta visión de la homosexualidad alejada de las convenciones sociales establecidas está presente en otras películas independientes posteriores. Algunos ejemplos los constituyen Yo disparé a Andy Warhol (Mary Harron, 1995), basada en la vida de la feminista radical Valerie Solanas. Boys don't cry (Kimberly Pierce, 1999) relata la historia real de Brandon Teena una mujer joven que desea ser un hombre y que es asesinada por transfobia. La obra de John Cameron Mitchell incluye películas como Hedwig and the Angry Inch (2001), centrada en la historia de un cantante de rock transgénero, o Shortbus (2006), que incorpora sexo explícito de manera natural, muestra unos roles poco convencionales.The Fluffer (Richard Glatzer y Wash West, 2001) presenta un triángulo amoroso en el contexto del cine para adultos homosexual e incluye cameos de personalidades relevantes de esa industria como Chi Chi LaRue, Ron Jeremy o Karen Dior.
Algunos de los recuperadores del cine clásico en los años 90 hacen guiños a la forma de retratar la homosexualidad en las películas de aquellos años. En la cinta de los hermanos Coen Muerte entre las flores (1990) existe un inquietante y velado triángulo amoroso entre los gánsteres interpretados por John Turturro, Steve Buscemi y J.E. Freeman, aunque jamás se dice la palabra "homosexual".
También se han filmado comedias románticas sin carga dramática, tratando la temática LGBTI desde el punto de vista de la cotidiano: Tres formas de amar (Andrew Fleming, 1994) presenta a dos compañeros de habitación que se ven obligados a compartirla con una chica por un error burocrático. En Jeffrey (Christopher Ashley, 1995) un camarero gay aspirante a actor decide dejar de practicar sexo definitivamente por miedo al sida. Persiguiendo a Amy (Kevin Smith, 1997), interpretada por Ben Affleck, cuenta la historia de un dibujante de cómics que se enamora de otra dibujante lesbiana. Bésame Guido (Tony Vitale, 1997) presenta el conflicto entre un actor homosexual que se enamora de un aspirante a actor heterosexual con el que comparte piso. En Trick (Jim Fall, 1999) dos jóvenes gais no pueden encontrar un lugar donde poder enrollarse en La Gran Manzana. La importancia de los amigos para salir adelante se refleja en El Club de los Corazones Rotos (Greg Berlanti, 2000). Eating Out (Allan Brocka, 2004) y sus secuelas posteriores Sloopy Seconds (2006), All you can eat (2009) y Drama Camp (2011) actualiza los patrones de las comedias de enredo de George Cukor. ¡Salvados! (Brian Dannelly, 2004) es una comedia adolescente que satiriza las temáticas religiosas. La otra pareja (Julie Davis, 2001) es una comedia romática protagonizada por una pareja homosexual que intenta formar una nueva pareja para dos de sus amigos que, aparentemente, no tienen nada en común. Como película inclasificable hay que mencionar Las cadenas del deseo (Temístocles López, 1992), interpretada por Linda Fiorentino y Elias Koteas, en la que una serie de historias y personajes se unen entre sí por el "deseo".

##### Películas de terror: cine de "Vampiros Homosexuales" y Queer Horror
Existen teorías que indican que el cine dedicado a monstruos clásicos, como Drácula (Tod Browning, 1931) o El Hombre Invisible (James Whale, 1933), esconden una doble lectura como películas que reflejan la homosexualidad o poseen un carácter homoerótico más o menos velado. La influencia de estos clásicos se puede ver en producciones posteriores como Lémora, un cuento sobrenatural (Richard Blackburn, 1973), película en que la imponente e inquietante Lemora seduce a una angelical Lila Lee. La coproducción británico-estadounidense El baile de los vampiros (Roman Polanski, 1967), una comedia negra en la que su protagonista es perseguido por un vampiro homosexual prácticamente desquiciado, obtuvo gran éxito y sería su ejemplo a la inversas.

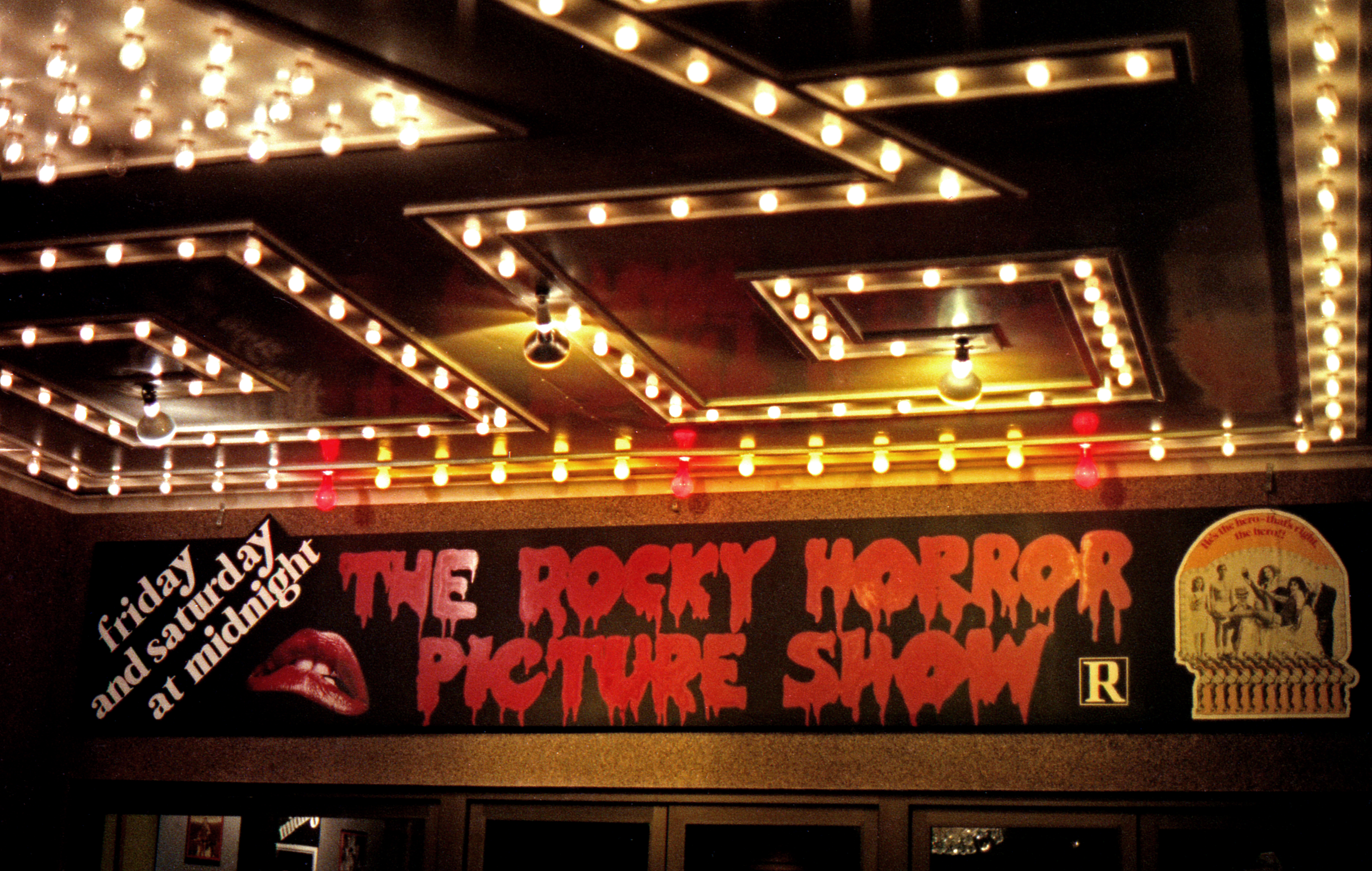
The Rocky Horror Picture Show (Jim Sharman, 1975) un icono gamberro y transgresor que sigue en la cartelera de cines y teatros.

No puede olvidarse hacer referencia al inclasificable e imprescindible musical gamberro The Rocky Horror Picture Show (Jim Sharman, 1975), que combina de forma magistral y divertida el transformismo, el Rock & Roll, la homosexualidad y las primeras relaciones sexuales de los protagonistas aderezado con unos efectos especiales que serían los utilizados en series televisivas como Los Power Rangers. Interpretado por Tim Curry o Susan Sarandon es la versión en película del musical homónimo que sigue proyectándose en sesiones especiales a lo largo del planeta y su versión teatral continúa representándose.
Dentro de lo que es el cine de terror existe el denominado Queer Horror que aplica las características del cine slasher en un ámbito homosexual. Entre algunos ejemplos cabe destacar Hellbent (Paul Etheredge-Ouzts, 2004), cuyos creadores se jactan de haber creado la primera película de género slasher homosexual, en la que un asesino va acabando con la vida de varios homosexuales mientras éstos celebran las fiestas de Halloween. En Dead Serious (Joe Sullivan, 2005) un grupo de vecinos sectarios buscan acabar con la actividad de un bar gay, para acabar con la "indecencia", y se desvela que el bar no solo pertenece a la mafia del barrio sino que ésta está encabezada por vampiros. Finalmente destaca October Moon (Jason Paul Collum, 2005) en la que un hombre comienza a ser rechazado por su familia, amigos y novia cuando se dan cuenta de la atracción que siente por su ayudante.

## Cine de Europa

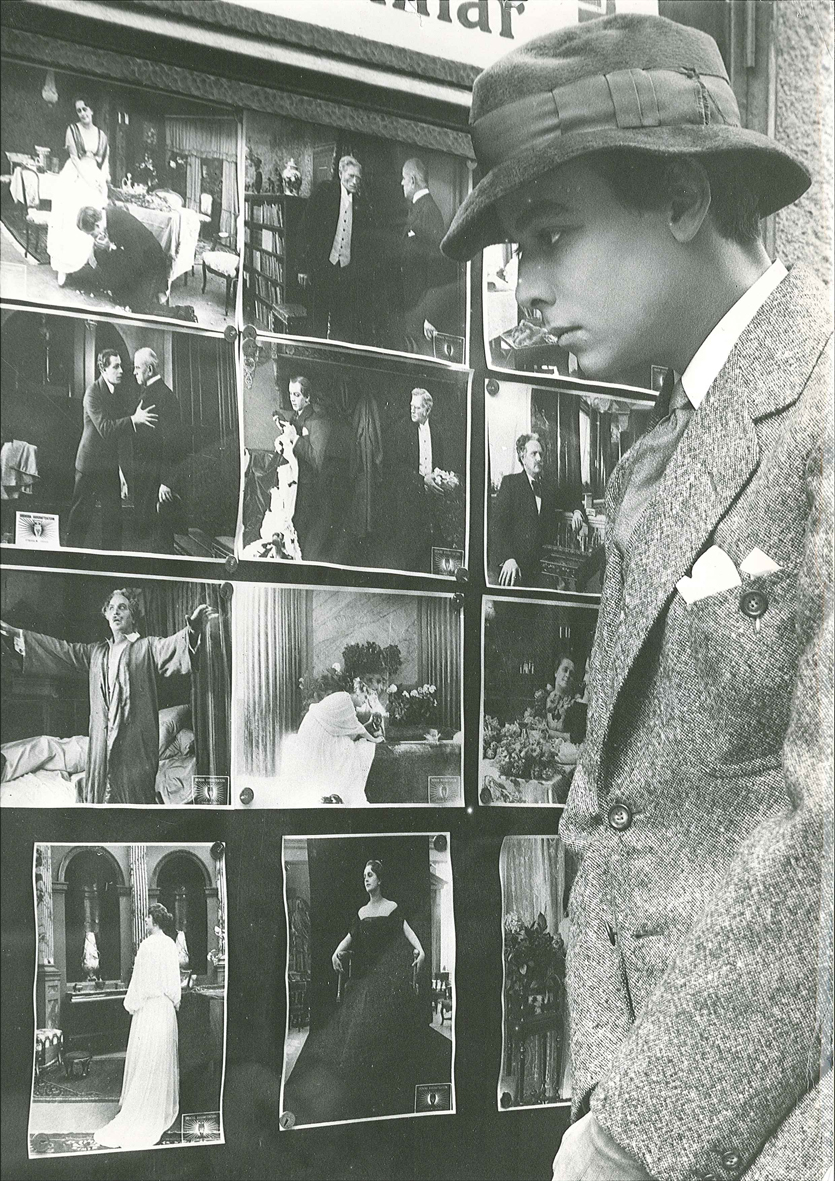
El actor debutante Nils Asther observa fotos de las escenas de Vingarne (Mauritz Stiller, 1916).

En Europa, al igual que en el cine independiente norteamericano, se rodaron películas de temática homosexual que tampoco entraban dentro de lo que era la "moralidad" imperante y trataron el tema desde el punto de vista normalizado y cotidiano mucho antes que en el cine producido en Hollywood. No obstante, la primera película en el mundo que trató una relación homosexual como tema principal de su guion fue la sueca Vingarne (Mauritz Stiller, 1916).
La filmografía europea ha generado un buen número de películas que destacaron internacionalmente como Muerte en Venecia (Luchino Visconti, 1971), Saló o los 120 días de Sodoma (Pier Paolo Pasolini, 1975), Querelle (Rainer Werner Fassbinder, 1982), Juego de lágrimas (Neil Jordan, 1992), Eduardo II (Derek Jarman, 1991), El hombre deseado (Sönke Wortmann, 1994), Beautiful Thing (Hettie Macdonald, 1996), Krámpack (Cesc Gay, 2000) o Tormenta de verano (Marco Kreuzpaintner, 2004).

### Cine alemán
Durante los primeros años de la historia del cine, Alemania fue el país más prolífico en retratar la homosexualidad. Desde el fin de la Primera Guerra Mundial hasta la llegada de Hitler al poder, fue frecuente que muchas películas alemanas hicieran alusiones a esta preferencia sexual e incluso que ésta fuera su trama principal. También se filmaron decenas de documentales y cortometrajes que intentaban combatir el desprecio hacia los homosexuales, muchos de ellos producidos por el Instituto de Ciencias Sexuales, creado por el pionero del activismo gay Magnus Hirschfeld.

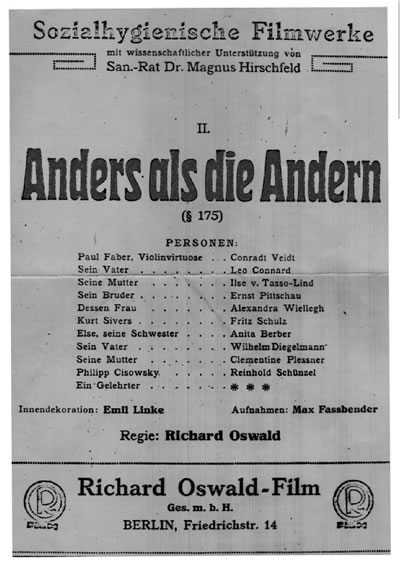
Cartel de la película Distinto a los demás, dirigida en 1919 por Richard Oswald.

Uno de los films en los que se involucró Hirschfeld fue Distinto a los demás (Richard Oswald, 1919), cinta que gira en torno a un músico gay que es extorsionado por su condición sexual. La película toma posición en contra del artículo 175 del Código Penal alemán, que condenaba la homosexualidad con la cárcel. Posteriormente fue prohibida, sus copias quemadas, y permaneció en el olvido hasta que en 1979 se encontró en Ucrania la mayor parte del film. En la edición de 2016 del Festival Internacional de Cine de Berlín, se proyectó una versión restaurada de 50 minutos de duración. En la misma década, la homosexualidad femenina también se reflejó en la comedia de enredo Zapatas Bande (Urban Gad, 1914) y en No quiero ser un hombre (Ernst Lubitsch, 1918), insinuándose coqueteos entre dos mujeres, una de ellas caracterizada con ropas de hombre, que terminan en cuanto se descubre el verdadero género de esta última.
En los años 20, vio la luz una nueva versión de la película sueca Vingarne (Mauritz Stiller, 1916), dirigida en esta ocasión por Carl Theodor Dreyer, y más fiel a la novela de 1904 escrita por Herman Bang titulada, como el film, Mikaël (1924). Cuenta la historia de un famoso pintor llamado Claude Zoret (Benjamin Christensen) que se enamora de uno de sus modelos, Mikaël (Walter Slezak) y por un tiempo ambos viven juntos felizmente. Otra cinta destacada del periodo fue Sexo encadenado (Wilhelm Dieterle, 1928), que relata el amor entre dos prisioneros de una cárcel alemana. La caja de pandora (Georg Wilhelm Pabst, 1929) es un clásico del cine mudo que cuenta la historia de una artista de vaudeville, de naturaleza desinhibida y sexualidad libre, que acaba sucumbiendo ante Jack el Destripador. En la película también aparece el personaje de la condesa Geschwitz, que corteja a la protagonista, personaje que se acortó notablemente, en comparación con la obra de teatro en la que se basa.
Ya llegado el cine sonoro, se estrenó la primera película abiertamente lésbica de la historia del cine: Muchachas de uniforme (Leontine Sagan, 1931). Basada en una obra de teatro de Christa Winsloe, la trama transcurre en un internado femenino en el que una alumna se enamora de una profesora. La muchacha encuentra una severa oposición a su amor en la directora del colegio, que lo considera un escándalo. El film, además de ser un alegato en favor del amor entre mujeres, también contiene críticas directas al por entonces incipiente nacionalsocialismo alemán. Dos años más tarde, se filmaría Anna y Elisabeth (Frank Wysbar, 1933), interpretada por Dorothea Wieck y Hertha Thiele, las mismas actrices protagonistas de Muchachas de uniforme, que muestra la intensa relación existente entre dos mujeres jóvenes, una de ellas parapléjica, aunque esta vez sin el subtexto erótico de la anterior. En el mismo año se rodó Victor o Victoria (Reinhold Schünzel, 1933), película en la que destaca la subversión de los géneros sexuales al mostrar a una joven que, para salir de la pobreza, se hace pasar un hombre que a su vez debe representar a una mujer en un espectáculo de cabaret. Caracterizada con aspecto masculino, intentará captar la atención de un hombre heterosexual.
Tras la instauración del Tercer Reich, entre los años 1933 y 1945, la mayoría de estas películas fueron prohibidas, comenzando así en el cine alemán una etapa de silencio respecto a la homosexualidad que duraría hasta finales de los años 50.

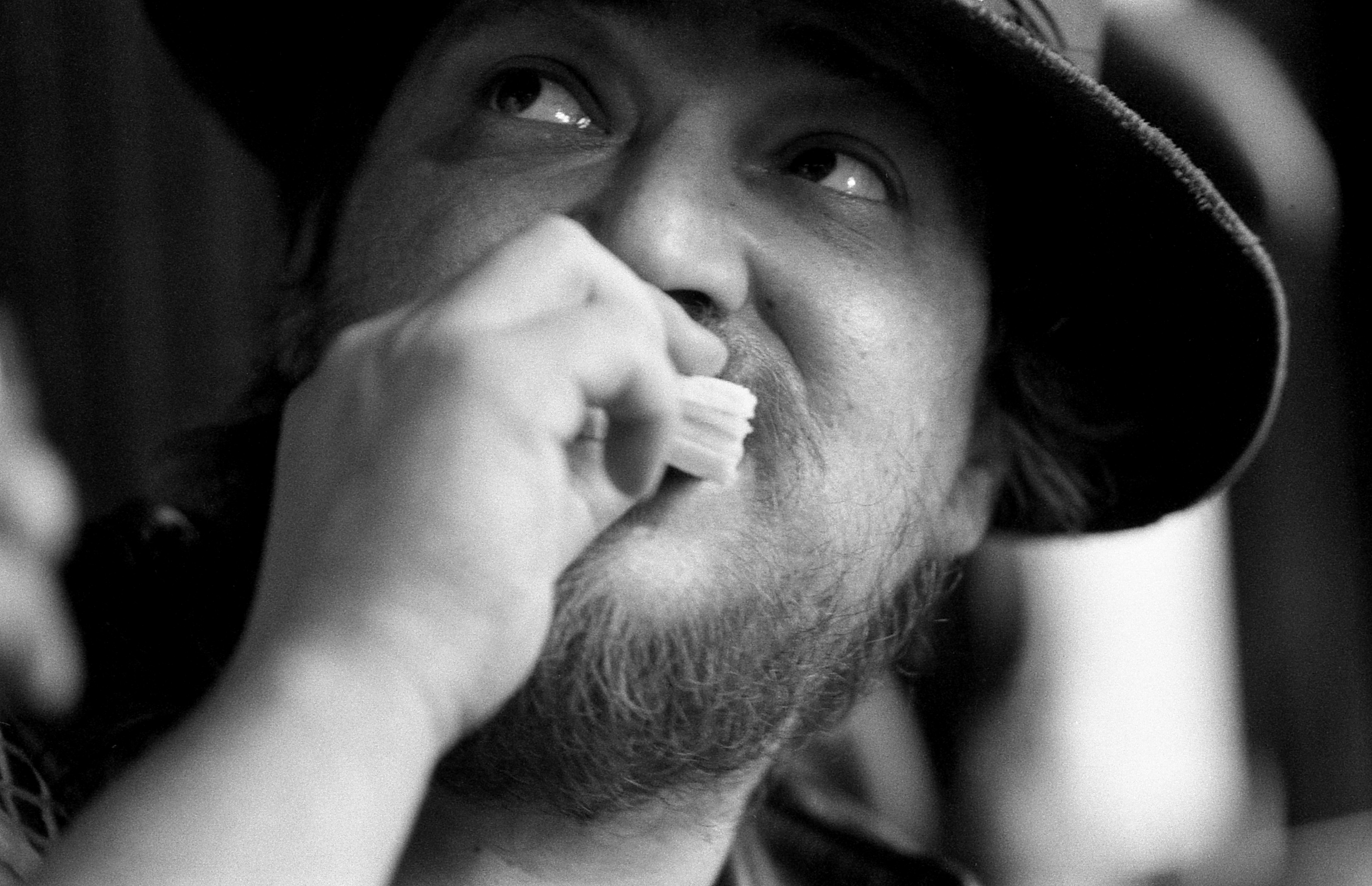
Rainer Werner Fassbinder (1945-1982) director de cine alemán

No sería hasta los años 60 cuando la temática homosexual resurgiría gracias al denominado "Nuevo cine alemán" y su representante más carismático: Rainer Werner Fassbinder. Con una filmografía de 41 películas, a pesar de su prematura muerte con tan solo 36 años, Fassbinder logró encontrar un lenguaje propio para mostrar la homosexualidad, poniendo gran énfasis en las relaciones de dominación/sumisión en las que uno de los miembros de la pareja explota interesadamente al otro, intentando equiparar la explotación sexual a la opresión en la sociedad capitalista. Algunos ejemplos los encontramos en las relaciones lésbicas que narra en Las amargas lágrimas de Petra von Kant (1972) o la relación entre dos hombres homosexuales de diferente clase social, uno de ellos interpretado por el mismo director, en La ley del más fuerte (1974). Su obra póstuma, Querelle (1982), era una adaptación de la novela homónima de Jean Genet e incluía escenas con un fuerte contenido sexual protagonizadas por el actor Brad Davis, ya convertido en un símbolo homoerótico.
Dentro del mismo movimiento cinematográfico alemán se encuadran las películas del controvertido Rosa von Praunheim, quien adoptó su nombre artístico en referencia al Rosa Winkel, el triángulo rosa que los homosexuales debían llevar en los campos de concentración nazis. Von Praunheim ha compaginado la política y el activismo LGBTI con su labor como cineasta en la que, a lo largo de su prolífica filmografía, se ha servido de la estética camp y de la cultura pop para denunciar la discriminación sexual y criticar la cultura gay oficial. Su carrera comenzó criticando los ambientes gais más promiscuos con la cinta No es perverso ser homosexual, perverso es el contexto (1970), continuando hasta llegar a rodar más de 50 películas, en las que ha abordado desde la biografía del médico y sexólogo Magnus Hirschfield en Der Einstein des Sex (1999) hasta el drama del sida.

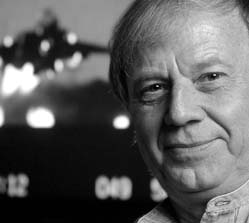
Antes de realizar sus películas en Estados Unidos Wolfgang Petersen dirigió interesantes películas en su Alemania natal como Das Boot (1981)

Otro cineasta alemán que ha tratado la homosexualidad masculina fue Frank Ripploh (1949-2002), cuyo primer film, el explícito Taxi zum Klo (1981) basado en sus fantasías y escapadas sexuales, obtuvo cierta relevancia internacional y el Premio Max Ophuls.
Por su parte Wolfgang Petersen, antes de trasladarse a Hollywood para filmar películas como Air Force One (1997) o Troya (2004), también fue aclamado en todo el mundo con la película Die Konsequenz (1977) relatando la represión que sufren los homosexuales incluso en las sociedades más avanzadas. Das Boot (1981), ambientada en un submarino alemán durante la Segunda Guerra Mundial, también obtuvo honda repercusión.
La directora Ulrike Ottinger se convirtió en una figura de culto dentro del cine lésbico con sus vanguardistas y estilizadas películas Laokoon und Söhne (1975) y Madame X: Eine Absolute Herrscherin (1978), en las que la sexualidad de sus personajes femeninos está sugerida, pero siempre presente.
La sexualidad lesbiana más transgresora, especialmente el sadomasoquismo, ha sido explorada por la cineasta Monika Treut en sus películas y documentales. En su filmografía se encuentran títulos como Bondage (1983), Female Misbehavior (1993) o Max (1992), documental en el que refleja el paso de mujer a hombre de un transexual masculino.

### Cine británico
Las primeras apariciones de personajes homosexuales en el cine británico se deben a algunas de las primeras películas mudas de Alfred Hitchcock, como la modista de El jardín de la alegría (1925) o el atractivo joven encarnado por Ivor Novello en The Lodger (1926). Sin embargo es Borderline (Kenneth Macpherson, 1930) la primera película que muestra temáticas complejas como la homosexualidad, las relaciones interraciales o el adulterio. De la misma década destaca First a Girl (Victor Saville, 1935), adaptación británica de Victor o Victoria -dirigida por el alemán Reinhold Schünzel en 1933-, que narra la historia de una cantante de cabaret frustrada porque no logra que su carrera arranque y cuya suerte cambiará cuando se haga pasar por un hombre que se disfraza de mujer.

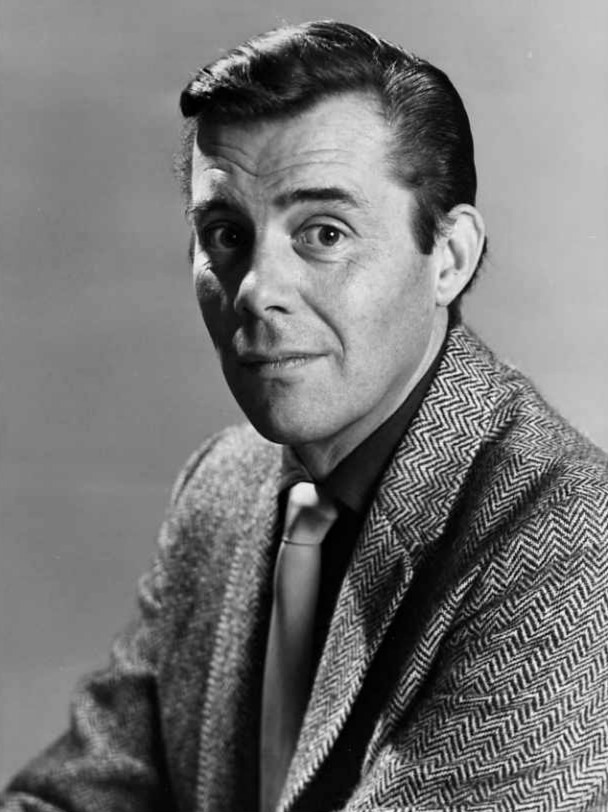
Dirk Bogarde, protagonista de Víctima (Basil Dearden, 1961)

No obstante la primera película que suele considerarse la piedra fundacional del moderno cine homosexual británico es Víctima (Basil Dearden, 1961). No solo aborda la temática gay sino que también utiliza la palabra "homosexual" por primera vez en una producción cinematográfica. Al igual que otras películas de la misma década, tomó como referencia a la película alemana muda Distinto a los demás (Richard Oswald, 1919) para contar la historia de un hombre bien posicionado socialmente que es chantajeado por su condición homosexual. El filme estuvo rodeado de polémica desde antes de su rodaje ya que, en esa fecha, la homosexualidad aún era delito en el Reino Unido y equivalía a un estigma social. Varios actores rehusaron participar en el proyecto hasta que finalmente fue el actor Dirk Bogarde quien la protagonizó. En esa época todavía no había reconocido públicamente su sexualidad.
Los últimos 50 y los primeros 60 también fueron el periodo del apogeo del Free Cinema y de los Jóvenes Airados, muchos de cuyos integrantes eran homosexuales o bisexuales. Uno de los más importantes fue Tony Richardson quien firmó varias obras en las que no se daba una presencia protagónica a la homosexualidad pero estaba presente. Una de sus películas más recordadas —Look Back in Anger (1958) protagonizada por Richard Burton—, narraba el declive de una relación heterosexual en la que uno de los personajes principales era gay aunque no se hiciera mención a ello durante el metraje. En su siguiente película, Un sabor a miel (1961), mostró la convivencia entre una joven y su compañero de piso homosexual. De esta etapa, previa a la despenalización de la homosexualidad, destaca la película La habitación en forma de L (Bryan Forbes, 1962) una de las primeras producciones en contar con una lesbiana y un gay entre sus personajes.
Un año después de la despenalización parcial de la homosexualidad como delito en el Código Penal se estrenó la primera película sobre lesbianismo rodada en ese país: El asesinato de la hermana George (Robert Aldrich, 1968). Basada en una obra teatral, escrita por Frank Marcus en 1964, provocó controversia en el público mayoritario debido a su temática. También generó reacciones encontradas entre la comunidad homosexual ya que por una parte presentaba a la pareja de lesbianas protagonista como ambiciosas, infieles y obsesionadas con el sexo y por otra fue una película pionera en su época al tratarse de mujeres seguras, triunfadoras y que se encuentran a gusto con su sexualidad.
El cine del controvertido director Ken Russell ha reflejado la homosexualidad en películas como Mujeres enamoradas (1969). Basada en la novela de D. H. Lawrence y protagonizada por Glenda Jackson, que obtuvo un Oscar por su interpretación, contenía una escena de lucha entre dos hombres con alto contenido erótico. El tema también aparece en su película biográfica sobre el compositor ruso Chaikovski, The Music Lovers (1970).

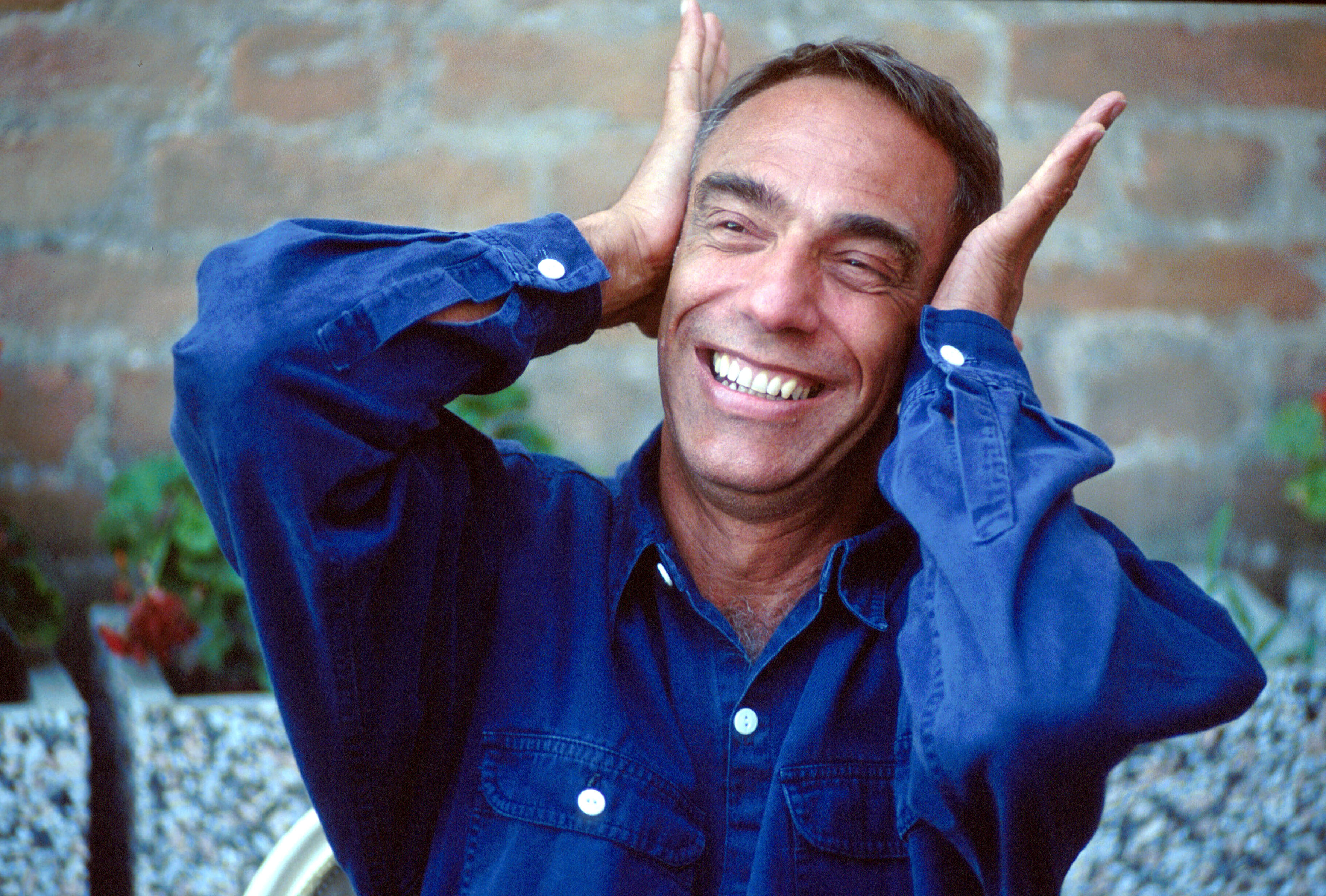
El director de cine británico Derek Jarman (1942-1994)

Derek Jarman comenzó su carrera cinematográfica con Sebastiane (1976) un peplum de temática homosexual en el que se contaba la vida de un esclavo. Jarman destacó, hasta su muerte a causa del sida en 1994, por ser un personaje polémico y una figura clave en la cultura pop británica de los 80, alternando sus películas para la gran pantalla con la dirección de videoclips y la pintura. Entre toda su obra fílmica, en la que el homoerotismo y la denuncia de la hipocresía hacia la homosexualidad son ingredientes habituales, destacaron las películas biográficas Caravaggio (1986) y Eduardo II (1991), basada en la obra teatral homónima de Christopher Marlowe.
Tanto Jarman como Ken Russell trataron la homosexualidad en el "cine de época", algo que ha sido frecuente dentro del cine británico, especialmente en películas ambientadas en la era victoriana y en las primeras décadas del siglo XX. El ejemplo más conocido lo constituye la película Maurice (James Ivory, 1987), basada en la novela homónima de E.M. Forster en la que se refleja la situación de clandestinidad a la que se enfrentaban los homosexuales en la sociedad inglesa de principios del siglo XX por medio de la historia de un hombre gay que atraviesa diferentes etapas hasta encontrar el amor con otro hombre. La homosexualidad también está presente en otras películas de época como Bent (Martin Sherman, 1997), Mrs. Dalloway (Marleen Gorris, 1997) y en películas biográficas como Wilde (Brian Gilbert, 1996), protagonizada por Stephen Fry, o Carrington (Cristopher Hampton, 1995).

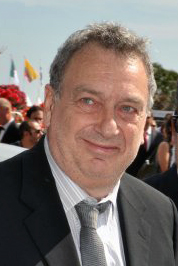
Stephen Frears, director de Mi hermosa lavandería (1985)

Otro género clásico en la filmografía británica es la mezcla de temática homosexual con el cine social, heredero del Free Cinema, en el que se recogen los problemas y la vida cotidiana de la clase trabajadora. Un cineasta homosexual que se ha movido en este campo ha sido Terence Davies en sus películas de inspiración autobiográfica como Distant Voices, Still Lives (1988), donde se narra las penurias de una familia obrera en los años 40, o The Long Day Closes (1992) que centra su atención en un niño de 12 años sensible, tímido e introvertido que pertenece a una familia de clase trabajadora. También uno de los representantes más significativos del cine británico contemporáneo, Stephen Frears, ha combinado ambas temáticas en Mi hermosa lavandería (1985), largometraje con guion del escritor Hanif Kureishi en el que exponía la relación entre un joven anglo-pakistaní de clase media con un británico de clase trabajadora. Repetiría temática un poco más tarde con Ábrete de orejas (1989), basada en la vida del dramaturgo Joe Orton y en su tortuosa relación con su compañero sentimental.
Desde una mirada más politizada, el cineasta de origen irlandés Neil Jordan ha contado las dificultades a las que se enfrentan los transexuales utilizando como telón de fondo el conflicto norirlandés en Juego de lágrimas (1992). Interpretada por Stephen Rea, Miranda Richardson, Jaye Davidson y Forest Whitaker, Jordan obtuvo un premio Oscar al mejor guion original y cinco nominaciones adicionales, incluidas mejor película y mejor director. Desayuno en Plutón (2005) también narra la historia de una chica transexual en el Úlster de los años 70 con grandes momentos de humor interpretados por Cillian Murphy, nominado al Globo de Oro como actor de comedia o musical, y Liam Neeson.

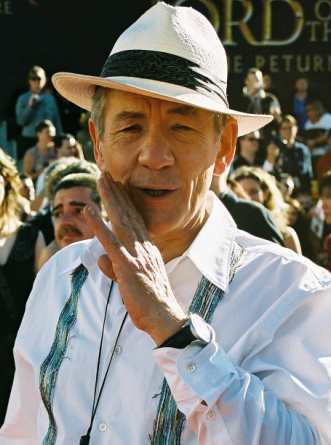
La salida del armario de numerosos actores británicos, como Ian McKellen, contribuyó a normalizar la homosexualidad en el imaginario colectivo

Otro título clave en la cinematografía británica de los 90 fue Beautiful Thing (Hettie McDonald, 1996), una película sobre adolescentes de clase obrera que tienen su primera relación homosexual, logró traspasar barreras participando en festivales de cine como Cannes, París o San Sebastián. Es en esta etapa cuando coincide un cambio de actitud por parte de la sociedad británica, más tolerante hacia la homosexualidad, con la salida del armario de actores británicos de primer nivel como Anthony Sher, Simon Callow, Stephen Fry, Rupert Everett o Ian McKellen. Ello supone un incremento en el interés por el cine de temática LGBTI apareciendo con mayor frecuencia personajes y tramas homosexuales o bisexuales en producciones no solo dirigidas hacia el público LGBTI. Sirvan como ejemplos Los amigos de Peter (Kenneth Branagh, 1992), en el que el personaje principal encarnado por Stephen Fry recibe a sus amigos en Nochevieja para comunicarles no solo su homosexualidad sino su estado seropositivo, o The Full Monty (Peter Cattaneo, 1997) una de cuyas subtramas incluye una pareja homosexual en el armario.
También son reflejo de este interés títulos como Tras el silencio (Angela Pope, 1995), donde figuran malos tratos a menores, prejuicios hacia la homosexualidad o la imposibilidad legal de adopción. No todas las chicas son iguales (Richard Spence, 1995) reúne a dos amigos de la infancia que se reencuentran años después pero uno de ellos es una chica. En Alive & Kicking (Nancy Meckler, 1996) un joven bailarín es obligado a replantearse su carrera y su vida cuando tiene una experiencia cercana a la muerte, hallando cobijo en un hombre mayor que se convierte en su mentor, compañero y amante. Pride (Matthew Warchus, 2014) es una comedia basada en una historia real en la que un grupo de activistas LGBTI recaudan dinero para ayudar a las familias afectadas por la huelga de los mineros británicos en 1984, al comienzo de lo que sería la campaña Lesbians and Gays Support the Miners ("Lesbianas y gais apoyan a los mineros").
Alan Turing, matemático londinense que ayudó a la ruptura del código utilizado por los nazis durante la Segunda Guerra Mundial, ha sido objeto de dos películas biográficas que reflejan su homosexualidad, la manera en que su trabajo fue comprometido por esta circunstancia y cómo fue obligado a ingerir hormonas. Breaking the Code (Herbert Wise, 1997) es una producción para televisión con Derek Jacobi en el rol principal. The Imitation Game (Morten Tyldum, 2015) es una coproducción británico-estadounidense protagonizada por Benedict Cumberbatch que obtuvo el premio Oscar a mejor guion adaptado.

### Cine francés

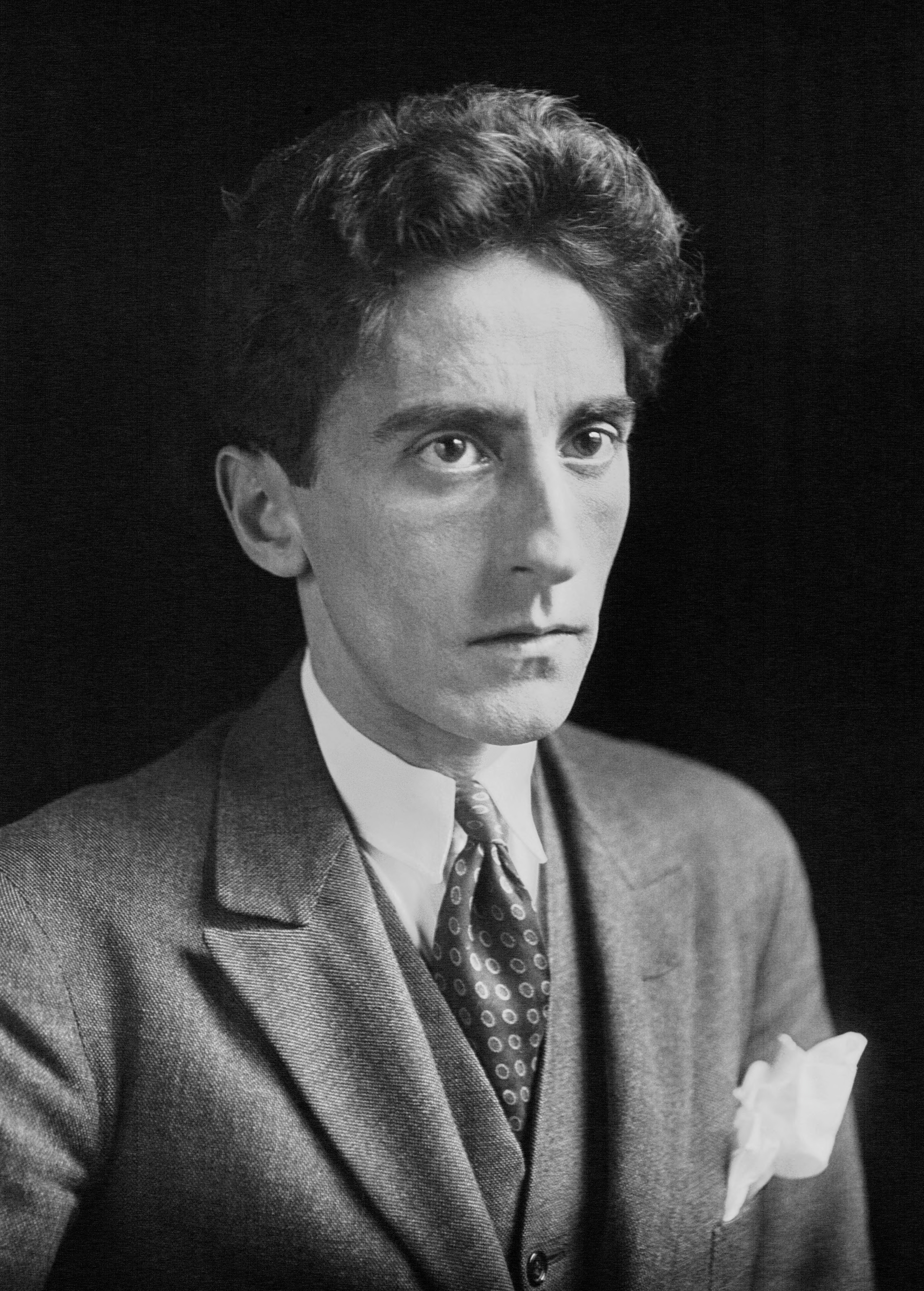
Jean Cocteau (1889-1963) poeta, novelista, dramaturgo, pintor, ocultista, diseñador, crítico y cineasta francés

Las primeras películas de temática homosexual rodadas en Francia vinieron de la mano de dos artistas multidisciplinares y con vocación transgresora que alternaron la poesía, la novela y la pintura con el cine: Jean Cocteau y Jean Genet. Vanguardista en la literatura, la pintura y el cine Cocteau dirigió varios largometrajes protagonizados por su amante Jean Marais. Uno de ellos es Orphée (1950) traslación en clave homoerótica del mito griego Orfeo al París de posguerra.
El mismo año ve la luz otra de las películas pioneras de temática gay en el cine francés: el mediometraje, y única incursión en el cine de Jean Genet, Una canción de amor (1950). En ella se muestran relaciones homosexuales entre dos reclusos de una cárcel e incluye desnudos frontales y escenas sexuales explícitas lo que provocó que fuera prohibida en varios países al mismo tiempo que la convirtió en una de las primeras expresiones del erotismo homosexual en el cine.
Durante el periodo en que la Nouvelle vague dominó el cine francés apenas se filmaron películas de temática lésbica o gay, al contrario de lo que ocurrió en los movimientos cinematográficos equivalentes surgidos en el Reino Unido y Alemania. Una de las pocas excepciones fue la cinta Las amistades particulares (Jean Delannoy, 1964) basada en la novela homónima de Roger Peyrefitte. Ambientada en un estricto internado católico, dos jóvenes alumnos comienzan a sentirse atraídos para, posteriormente, comenzar una campaña por parte de la institución para frenar cualquier relación más allá de la amistad entre los alumnos.
A partir de la década de los años 70 se puede observar un incremento en la producción de películas francesas que incluyen personajes LGBTI o se centran exclusivamente en esta temática. La cineasta de origen belga afincada en Francia Chantal Akerman comenzó una carrera en la que la mujer, su sentimientos y sus relaciones con los demás son el eje central. En su primer largometraje, Je, tu, il, elle (1974), retrató a una joven lesbiana aún enamorada de su exnovia, e incluyó escenas de sexo entre ambas.

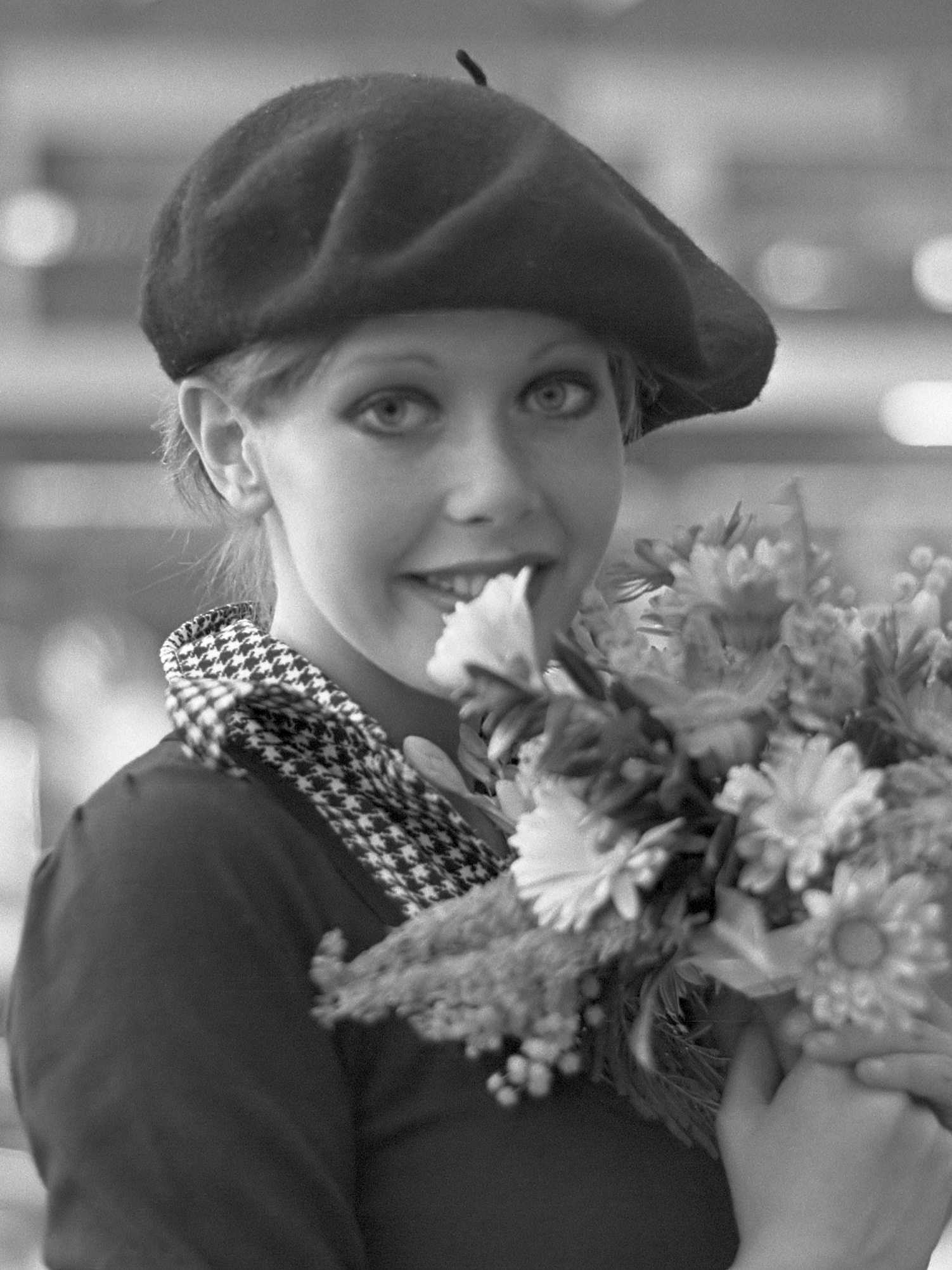
La actriz Sylvia Kristel, icono del cine erótico francés de los años 70

En la misma década se filmaron producciones de cine erótico de gran resonancia internacional que incluían relaciones sexuales entre mujeres desde la perspectiva de hombres heterosexuales, factor con el que muchas lesbianas no se sienten identificadas. El ejemplo paradigmatico sería la saga Emmanuelle, basada en el personaje aparecido en la novela escrita por Emmanuelle Arsan en 1959, cuya primera película francesa (Just Jaeckin, 1974) estuvo protagonizada por Sylvia Kristel y obtuvo gran popularidad. Historia de O (Just Jaeckin, 1975), protagonizada por Corinne Clery, se basaba en la novela erótica de temática sadomasoquista homónima escrita por Pauline Réage en 1954. También destaca Bilitis (David Hamilton, 1977), basado en los poemas eróticos escritos por Pierre Louÿs, que narra la iniciación sexual de una adolescente con una mujer casada.
En la parte final de la década la disparatada comedia La jaula de las locas (Édouard Molinaro, 1978), que trataba temas como el travestismo a través de una pareja de homosexuales maduros en Saint-Tropez, obtuvo gran repercusión internacional. La obra teatral original escrita por Jean Poiret fue el germen para realizar dos secuelas, varias adaptaciones teatrales y posteriormente un remake en Estados Unidos (Mike Nichols, 1996) interpretada por Robin Williams, Gene Hackman, Nathan Lane y Dianne Wiest.
Con la nueva década obtuvieron relevancia El hombre herido (Patrice Chéreau, 1983) en la que un hombre joven descubre su atracción hacia otros hombres tras ser besado inesperadamente por un atractivo desconocido de turbio pasado. Entre nosotras (Diane Kurys, 1983), ambientada en la Francia ocupada de 1942, muestra a dos mujeres unidas por una intensa amistad por la que dejan de lado a sus maridos.

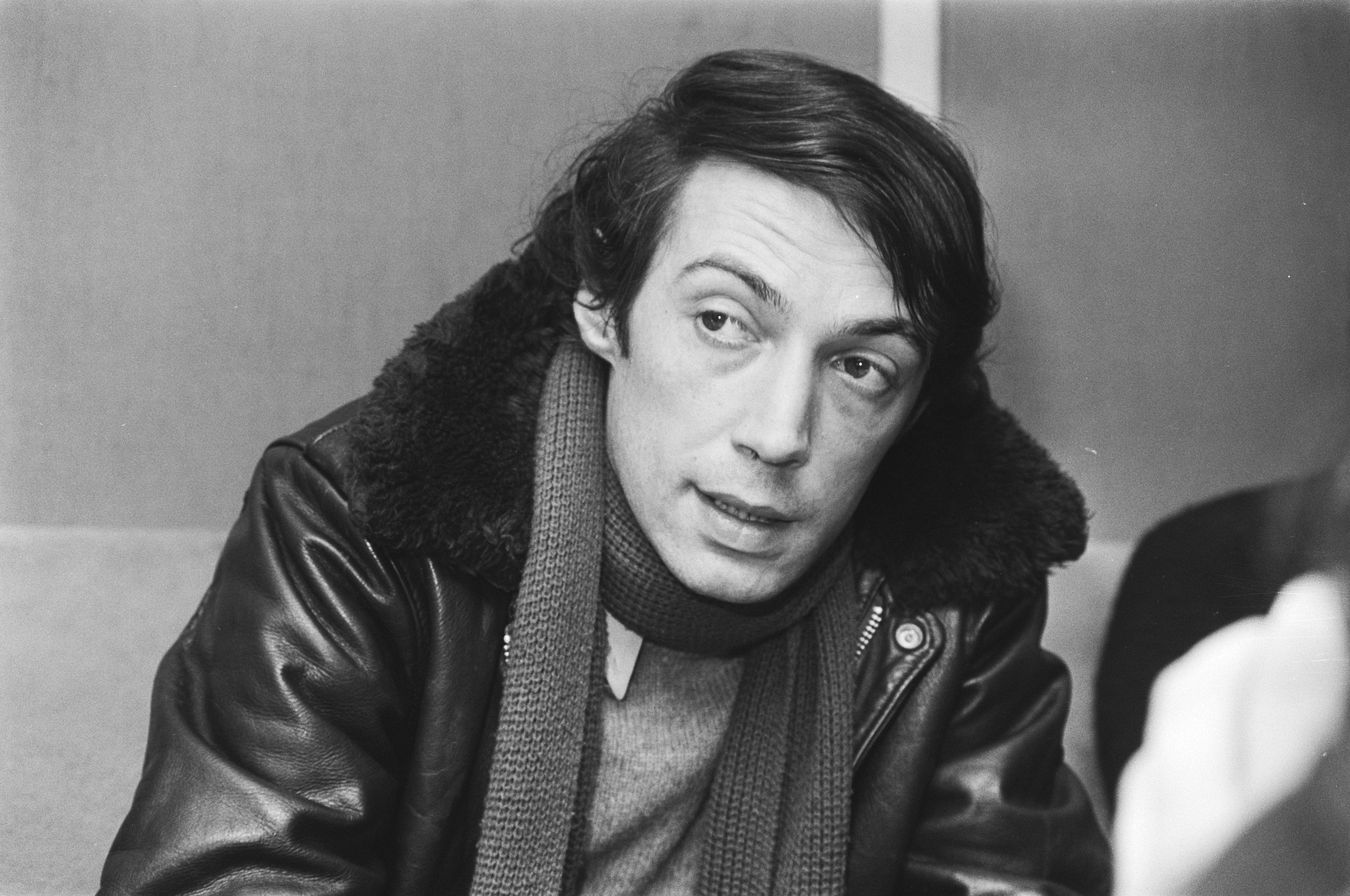
El director André Téchiné ha reflejado en sus películas la homosexualidad en diversas etapas de la vida

Desde una óptica intimista y sensual, la homosexualidad también está presente en mayor o menor medida en la filmografía de André Téchiné, en películas como Los inocentes (1987) y, especialmente, en Los juncos salvajes (1994). Se trata de una historia autobiográfica que gira alrededor de un adolescente, alter ego del director, que acepta su homosexualidad y cómo este hecho afecta su relación con su grupo de amigos en el internado de la Provenza donde estudian. Los juncos salvajes se ha convertido en uno de los títulos clásicos del cine francés contemporáneo. Otra película de Téchiné Cuando tienes diecisiete años (2016), que toma como referencia para su título un verso de Arthur Rimbaud, muestra otra historia de adolescentes ambientada en el Pirineo francés. La cinta narra la relación entre Damien, hijo de una doctora y un militar, y Tom, chico de raza negra adoptado por una familia de granjeros. Ambos jóvenes asisten al mismo instituto y la relación entre ellos irá del enfrentamiento físico y la franca hostilidad a la pasión homoerótica incluyendo escenas de sexo gay y desnudos integrales. La película concursó en la edición 66 del Festival de Berlín.
A comienzos de los años 90 destacó el largometraje autobiográfico Las noches salvajes (Cyril Collard, 1992), interpretado por Cyril Collard, Romane Bohringer y Carlos López. Cosechó gran éxito planteando la historia de un joven bisexual, activo sexualmente y seropositivo, que se debate entre mantener una relación con una joven mujer, que desarrolla una relación afectiva totalmente dependiente de él, y su amigo Samy, el joven con quien comparte piso y relaciones sexuales. La historia originalmente se plasmó en un libro homónimo escrito por Collard y la película obtuvo cuatro premios César en 1993 aunque no pudo acudir al fallecer tres días antes de la gala.

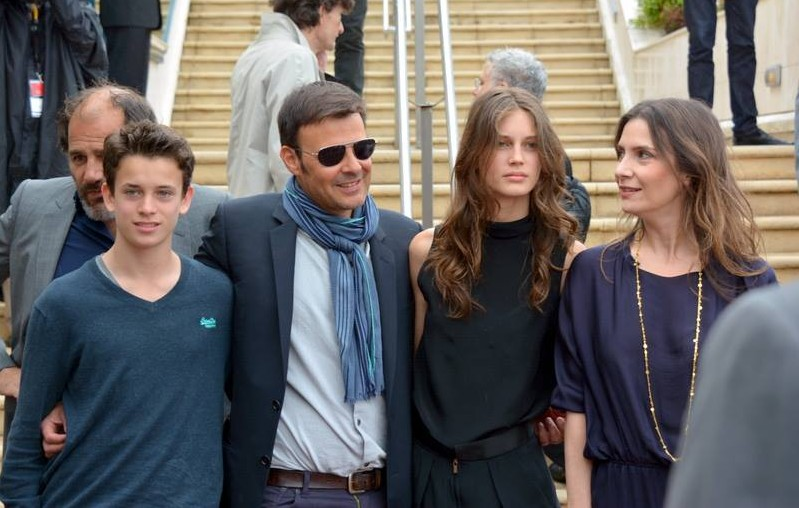
François Ozon (2.º por la izda.) con el reparto de la película Jeune et jolie en el Festival de Cannes de 2013

El representante más destacable del cine homosexual contemporáneo en Francia es François Ozon, un cineasta que ha sido comparado con Pedro Almodóvar debido a su visión sin complejos de la sexualidad. Las relaciones gais están presentes en películas como Gotas de agua sobre piedras calientes (1999) adaptación de una obra de teatro de Fassbinder o El tiempo que queda (2005) centrando la atención en un fotógrafo homosexual arrogante y pretencioso al que diagnostican un cáncer incurable. Su visión sobre las relaciones lésbicas o bisexuales figura en la comedia dramática 8 mujeres (2001), con un reparto estelar que incluye a Catherine Deneuve, Isabelle Huppert, Emmanuelle Béart o Fanny Ardant. También ha abordado las identidades sexuales en Una nueva amiga (2015), en la que un reciente viudo se replantea su sexualidad ante la muerte de su mujer.

### Cine italiano

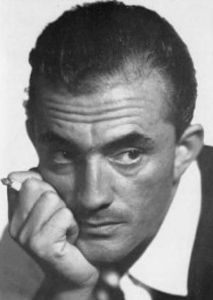
Luchino Visconti uno de los cineastas fundadores del neorrealismo italiano

Uno de los directores más importantes en la historia del cine italiano fue Luchino Visconti (1906-1976). Cineasta abiertamente bisexual y uno de los fundadores del Neorrealismo italiano, más tarde evolucionaría hacia un cine más estilizado y personal en el que era frecuente la presencia de personajes homosexuales y el homoerotismo. Su primera película con tintes homosexuales fue Obsesión (1943), en la que presentaba veladamente la intensa amistad entre dos de los personajes principales como una relación amorosa. Otros títulos de Visconti con elementos homosexuales fueron Rocco y sus hermanos (1963), en la que una familia del sur de Italia tiene problemas de adaptación en la industrializada Milán, o la más explícita La caída de los dioses (1969), protagonizada por Dirk Bogarde, en la que hizo una reconstrucción de la noche de los cuchillos largos. Pero su película más emblemática fue Muerte en Venecia (1971), adaptación al cine de la novela de Thomas Mann en la que un compositor de música inspirado en Gustav Mahler, obsesionado por la belleza y la perfección, se enamora de un joven italiano.

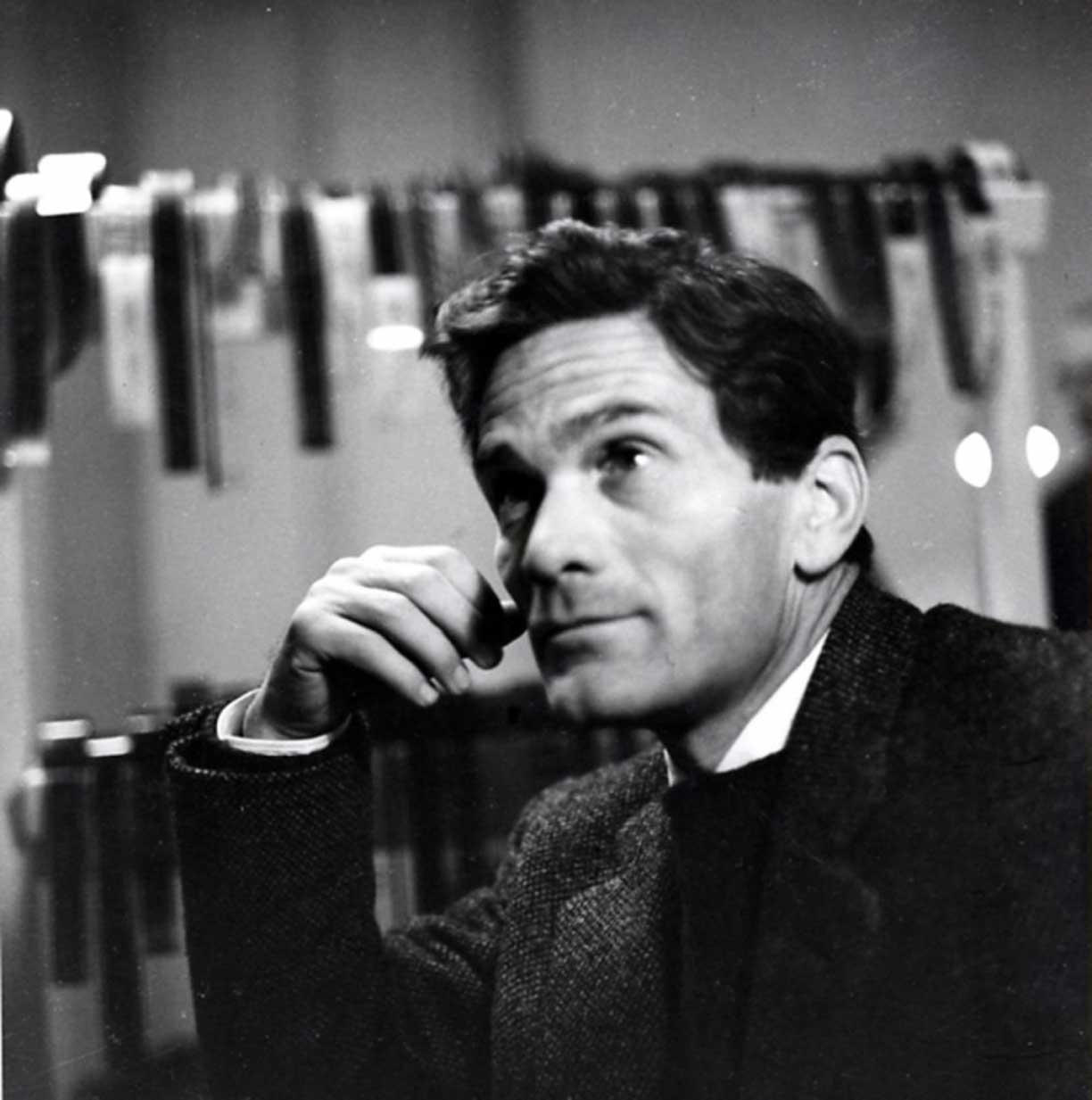
El director de cine Pier Paolo Pasolini, fallecido en extrañas circunstancias en 1975.

La homosexualidad también fue determinante en el cine de Pier Paolo Pasolini (1922-1975), quien la utilizó de forma política y la presentó como lo opuesto a la forma de vida burguesa. En sus propias palabras concibió su largometraje Teorema (1968), en la que todos los miembros de una familia se enamoran del personaje interpretado por Terence Stamp, como "una historia religiosa, un dios que llega a una familia burguesa; bello, joven, fascinante, ángel y/o demonio". En su Trilogía de la vida compuesta por El Decamerón (1971), Los cuentos de Canterbury (1972) y Las mil y una noches (1974) adaptó textos clásicos dejando de lado la política explícita para mostrar el fascismo y la dominación por medio del erotismo. Su último y polémico filme, Saló o los 120 días de Sodoma (1975), fue estrenado dos semanas antes de su muerte, fusionó la Italia fascista de Mussolini con la filosofía del Marqués de Sade, mostrando escenas de violación, humillación sexual, coprofagia y tortura.

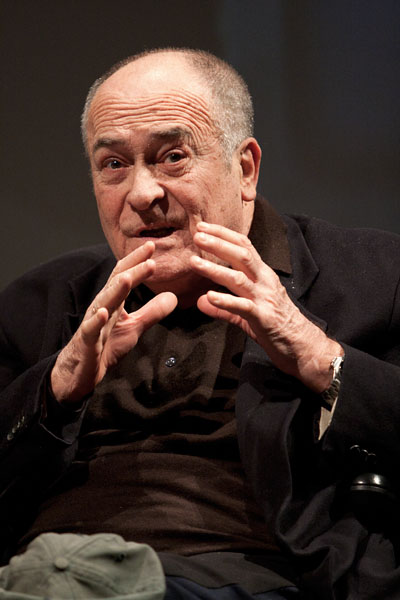
A diferencia de otros directores italianos, como Pasolini o Visconti, la filmografía de Bernardo Bertolucci no ha mencionado con frecuencia la temática LGBT

Visconti y Pasolini hicieron de la homosexualidad una parte importante de su discurso. Otros directores homosexuales, como Franco Zeffirelli o Bernardo Bertolucci, han hecho mención a ella con menor frecuencia. De toda la filmografía de Bertolucci, su película más abiertamente homosexual fue El conformista (1970). Narra la historia de un hombre gay, interpretado por Jean Louis Trintignant, que durante la dictadura de Mussolini reniega de su sexualidad casándose con una mujer y afiliándose al partido fascista para intentar parecer heterosexual. También ambientada en el mismo periodo de la historia italiana, Una jornada particular (Ettore Scola, 1977) muestra la amistad entre Sophia Loren, casada con un miembro del partido fascista fanático y autoritario, y un homosexual interpretado por Marcello Mastroianni y que representa lo contrario a su marido.

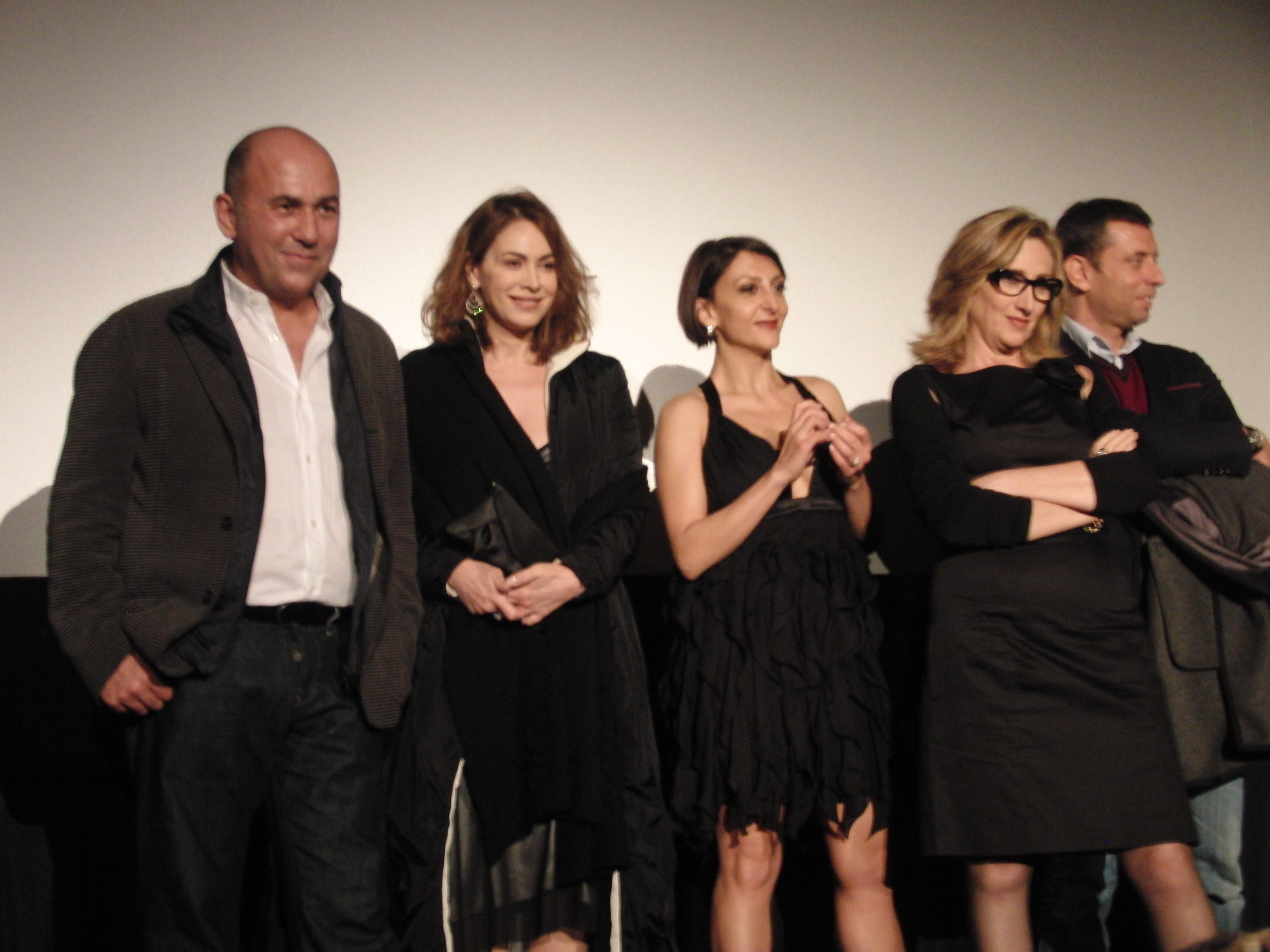
Ferzan Özpetek y parte del reparto de la película Tengo algo que deciros (2010)

Esta «edad de oro» de la homosexualidad en el cine italiano fue sucedida por casi dos décadas en las que apenas se exportaron películas con esta temática. El testigo lo recogió a mediados de los 90 el realizador turco-italiano Ferzan Özpetek, quien ha desarrollado una carrera cuyo denominador común está en el amor y la homosexualidad. La primera película de Özpetek, Hamam: el baño turco (1997), obtuvo relevancia internacional narrando la historia de un hombre italiano que, tras recibir una herencia de un pariente en Turquía, abandona a su esposa y su acomodada vida en Italia para viajar a Estambul donde en poco tiempo inicia una íntima amistad con un joven. Otras de sus películas destacables han sido El hada ignorante (2001), donde una mujer descubre tras el fallecimiento de su marido que este llevaba una doble vida homosexual, La ventana de enfrente (2004), o Tengo algo que deciros (2010), en la que el mejor de los hijos de una familia decide sincerarse durante la cena, diciéndoles que desea ser escritor y que es homosexual.

### Cine español
La temática homosexual en el cine producido en España se ha tratado en todos los géneros, desde todos los puntos de vista, y con una cierta "cotidianidad". Existen películas de género dramático como Cambio de sexo (Vicente Aranda, 1977), películas morbosas en la época del destape como Me siento extraña (Enrique Martí Maqueda, 1977), comedias como A mi madre le gustan las mujeres (Inés París y Daniela Fejerman, 2001), producciones ambientadas en la adolescencia como Mentiras y Gordas (Alfonso Albacete y David Menkes, 2009) e incluso películas de fantaterror como Las vampiras (Jesús Franco, 1970).
La homosexualidad masculina ha estado más presente que el lesbianismo, la transexualidad o la bisexualidad en las producciones de cine español. Pero ha habido producciones que han mostrado todas las temáticas, incluido el cine pornográfico autóctono. No obstante hay que tener en cuenta que la existencia de censura cinematográfica durante la dictadura de Franco motivó que buena parte de las producciones cinematográficas de temática LGBT se dieran lugar a partir de los años 70 del siglo XX.

#### Películas relevantes
Durante la dictadura franquista en España el tratamiento de la homosexualidad, debido a la existencia de la censura cinematográfica, se retrató de manera velada y sutil. No obstante existen algunas sorprendentes producciones como ¡Harka! (Carlos Arévalo, 1941) película militar ambientada en la guerra de Marruecos en la que sus dos principales personajes masculinos tienen una extraña y ambigua relación amistosa que también puede calificarse como "sexualmente turbia". Sin embargo el título pionero que, inexplicablemente, se escapó de la censura es Diferente (Luis María Delgado, 1961). Protagonizada por Alfredo Alaria es un musical de temática homosexual, repleto de referencias y secuencias homoeróticas, que los censores no supieron ver o sencillamente dieron por buena una película musical más. La película muestra a un personaje atormentado por su condición sexual que durante sus delirium tremens, causados por el alcohol y las drogas, tiene ensoñaciones en las que él se desarrolla y expresa bailando.

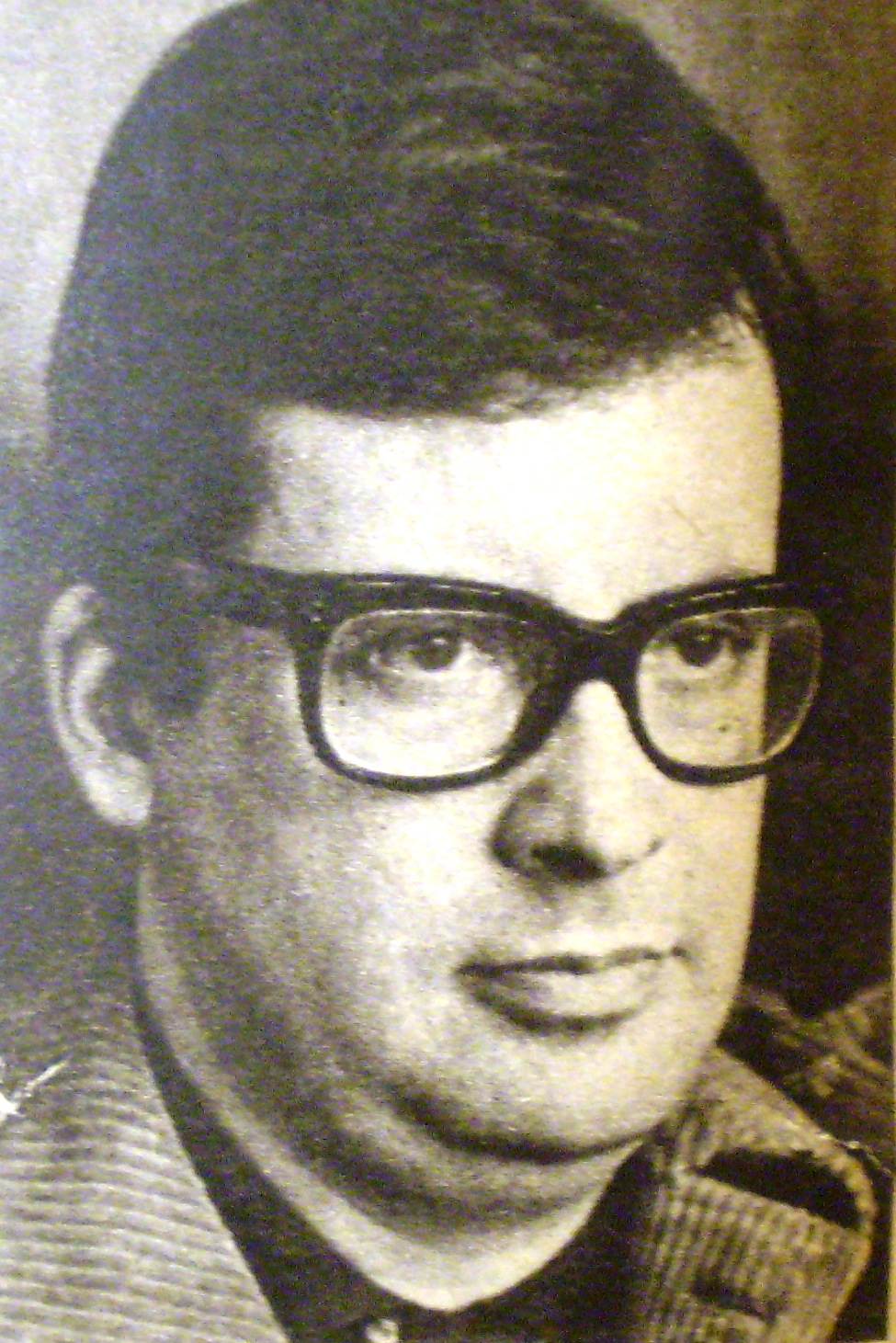
Narciso Ibáñez Serrador debutó en el cine con una claustróbica película, con evidentes toques lésbicos, ambientada en un internado femenino: La residencia (1969).

Algunos directores utilizaron el género de terror para hacer referencia implícita o explícita a la homosexualidad y, concretamente, al lesbianismo. Es el caso del debut cinematográfico de Narciso Ibáñez Serrador, La Residencia (1969), ambientada en un claustrofóbico internado femenino en el que transcurren morbosas acciones de carácter lésbico. Algunas producciones de fantaterror dirigidas por Jesús Franco, como la coproducción hispano-alemana Las vampiras (1971), se pueden considerar antecedentes al mostrar personajes claramente homosexuales.
La homosexualidad también es tratada de una manera opuesta, con clichés y estereotipos negativos sobre la homosexualidad, en varias producciones del cine más comercial de los años 60 y 70. Un ejemplo sintomático es la coproducción hispano-italiana No desearás al vecino del quinto (Tito Fernández, 1970). En ella Alfredo Landa interpreta a un modisto que se hace pasar por homosexual con el fin de poder ligar con las mujeres que le visitan sin tener que enfrentarse con sus novios o maridos.

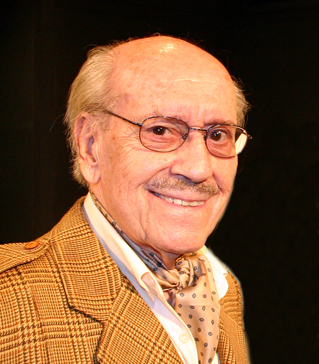
José Luis López Vázquez interpretó en Mi querida señorita (Jaime de Armiñán, 1972) una de las primeras películas en abordar un cambio de identidad

Hacia el final de la dictadura cabe destacar la película Mi querida señorita (Jaime de Armiñán, 1971) protagonizada por José Luis López Vázquez y que supone la primera producción española en tratar un cambio de identidad de género.
A partir de la muerte de Franco, y con la puesta en marcha de la transición a la democracia a mediados de los años 70, desaparece la censura cinematográfica y comienza la producción regular de películas de temática LGBT y las carreras de algunos directores de relevancia internacional. Por primera vez se retratan historias referentes a la transexualidad como Cambio de sexo (Vicente Aranda, 1977) protagonizada por Victoria Abril y Bibí Andersen. O se revisita la homosexualidad en décadas anteriores, como en A un dios desconocido (Jaime Chávarri, 1977) ambientada en la Granada de la posguerra con el poeta Federico García Lorca de fondo. También se aborda como temática central la prostitución masculina homosexual con trágico desenlace en La Corea (Pedro Olea, 1976), interpretada por Queta Claver y Encarna Paso (en la que también, veladamente, se trata el lesbianismo en la edad madura). En el mismo año en el que se aprueba la Constitución Española se estrena la película Un hombre llamado Flor de Otoño (Pedro Olea, 1978) que narra la historia de un fallido atentado contra Primo de Rivera por parte de un grupo de izquierdistas liderado por un abogado laboralista homosexual.

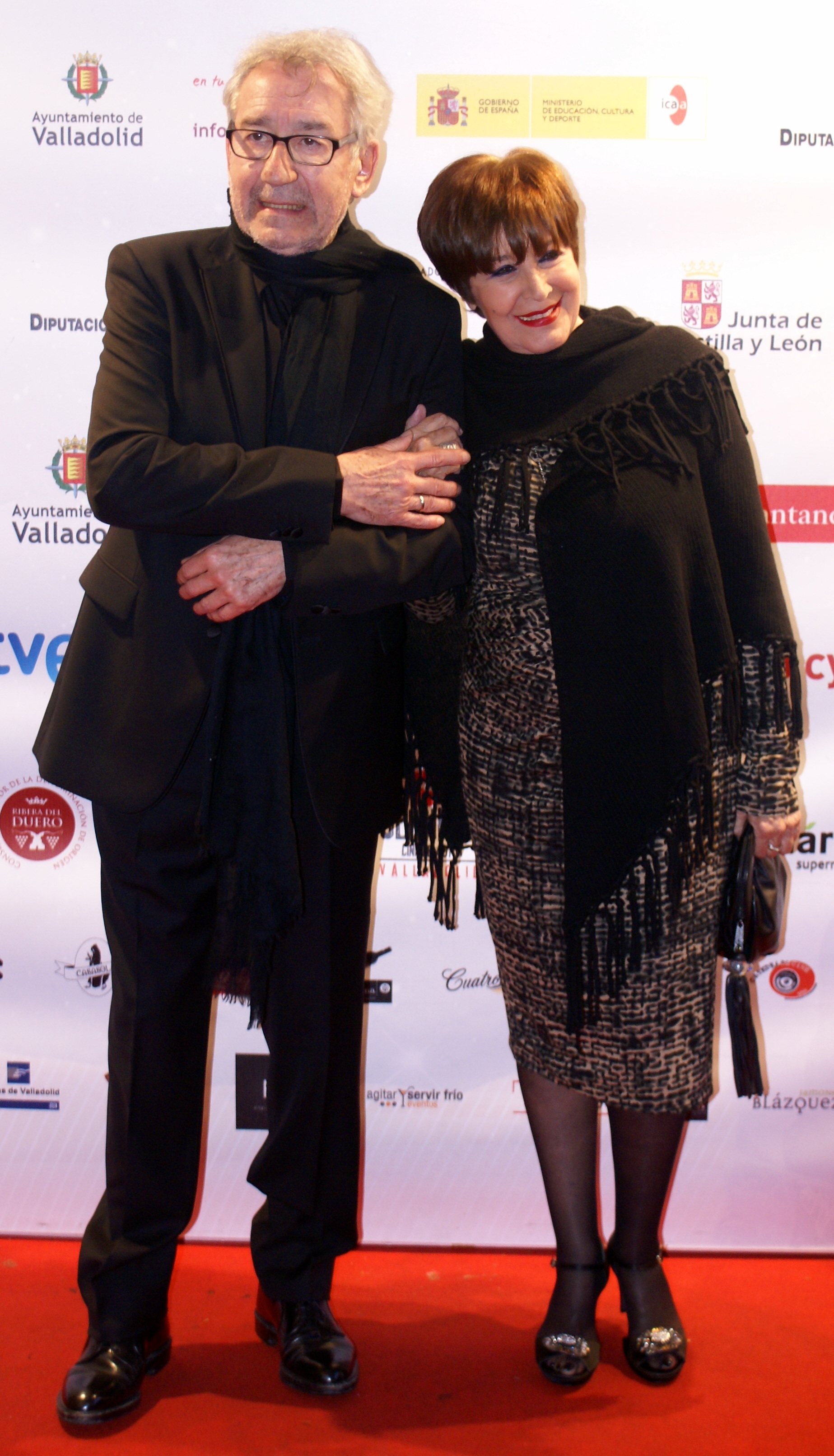
José Sacristán y Concha Velasco han participado en varias películas de temática LGBT realizadas en España como El Diputado (Eloy de la Iglesia, 1978) o Chuecatown (Juan Flahn, 2007) respectivamente

A partir de los años noventa el cine español comienza a producir películas que tratan con mayor naturalidad, menos prejuicios y humor la homosexualidad como tema central de la trama. Algunos ejemplos son las comedias como Más que amor, frenesí (Alfonso Albacete, David Menkes y Miguel Bardem, 1996), ópera prima dirigida por tres directores nóveles, que abordó la temática gay con una total y absoluta naturalidad. Perdona bonita, pero Lucas me quería a mí (Dunia Ayaso y Félix Sabroso, 1997) retrataba a modo de comedia de enredo cómo tres amigos homosexuales (Jordi Mollà, Pepón Nieto y Roberto Correcher) se disputan los favores de Lucas (Alonso Caparrós) su nuevo inquilino heterosexual.

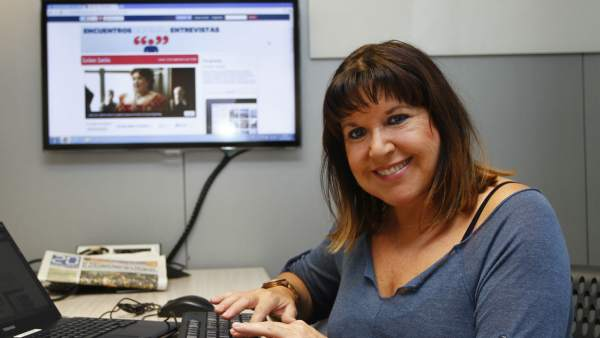
Loles León ha participado en varias películas con personajes LGBT como Amor de hombre (Yolanda García Serrano y Juan Luis Iborra, 1997) o Almejas y mejillones (Marcos Carnevale, 2000).

También de mediados de los noventa destaca una comedia agridulce protagonizada por Loles León titulada Amor de hombre (Yolanda García Serrano y Juan Luis Iborra, 1997) que narra la historia de una mariliendre y su mejor amigo. En un registro más dramático otras películas mencionan la homosexualidad en tramas secundarias como Las edades de Lulú (Bigas Luna, 1990). En Sobreviviré (Alfonso Albacete y David Menkes, 1999) el personaje interpretado por Emma Suárez, una mujer de 32 años en plena crisis personal, se enamora de un chico gay diez años menor que ella interpretado por Juan Diego Botto. Segunda piel (Gerardo Vera, 1999) se centra en un matrimonio en crisis, Alberto (Jordi Mollà) y Elena (Ariadna Gil), en el que el marido mantiene otra relación con Diego un médico homosexual (Javier Bardem) .
Ya comenzado el siglo XXI la exploración y el descubrimiento de la orientación sexual de dos adolescentes se ha tratado en películas como Krampack (Cesc Gay, 2000) en el que Dani (Fernando Ramallo) se enamora de su amigo Nico (Jordi Vilches) más interesado en perder su virginidad en las vacaciones que de preocuparse por los sentimientos de su amigo. En la comedia de enredo coral Km. 0 (Yolanda García Serrano y Juan Luis Iborra, 2000), con un reparto que incluye a Concha Velasco, Georges Corraface, Silke, Carlos Fuentes o Tristán Ulloa, un grupo de personas dirimen sus conflictos sentimentales. A mi madre le gustan las mujeres (Inés París y Daniela Fejerman, 2002) muestra la historia de un grupo de hermanas que reaccionan de distintas maneras a la noticia de que su madre, encarnada por Rosa María Sardá, se ha enamorado de una joven pianista. Cachorro (Miguel Albadalejo, 2004) tiene como protagonista a un oso, de vida alegre y despreocupada, que se tiene que hacer cargo de su sobrino de 9 años y asumir los lazos afectivos que había estado eludiendo desde la muerte de su pareja. Reinas (Manuel Gómez Pereira, 2005), con un reparto estelar donde figuran Carmen Maura, Verónica Forqué, Marisa Paredes, Betiana Blum y Mercedes Sampietro, narra en clave de comedia de enredo la reacción que un grupo de madres de diferentes estatus sociales ante la noticia de que sus hijos que van a casar tras la aprobación de la ley de matrimonio homosexual -que, por aquel entonces, todavía no era legal en España -. Una pareja de osos es también la protagonista de la disparatada comedia Chuecatown (Juan Flahn, 2007), con un reparto que incluye a Rosa María Sardá, Concha Velasco, Pepón Nieto, Carlos Fuentes y Pablo Puyol. A finales de esta década se estrenaron dos dramas: Sin límites (Paul Morrison, 2008), coproducción hispano-británica interpretada por Javier Beltrán y Robert Pattinson, donde se dramatiza la supuesta relación amorosa entre el poeta Federico García Lorca y el pintor Salvador Dalí; y Mentiras y gordas (Alfonso Albacete y David Menkes, 2009) en la que se plasma una serie de relaciones adolescentes, incluidas dos homosexuales, en el marco del mundo de la noche y las drogas. La primera película de temática LGBT filmada en euskera se titula Ander (Roberto Castón, 2009) y narra la historia de amor de un hombre de pueblo quien, tras sufrir un accidente, descubre repentinamente su homosexualidad al enamorarse del inmigrante que contrata para atender las labores del campo mientras se recupera. También destaca 80 Egunean (José María Goenaga y Jon Garaño, 2010) que relata la historia de amor de dos mujeres mayores.

#### Directores relevantes
Dentro de la cinematografía de temática LGBT española, destacan los trabajos que han venido realizando directores como el catalán Ventura Pons, el vasco Eloy de la Iglesia, el mallorquín Agustí Villaronga y el manchego Pedro Almodóvar.

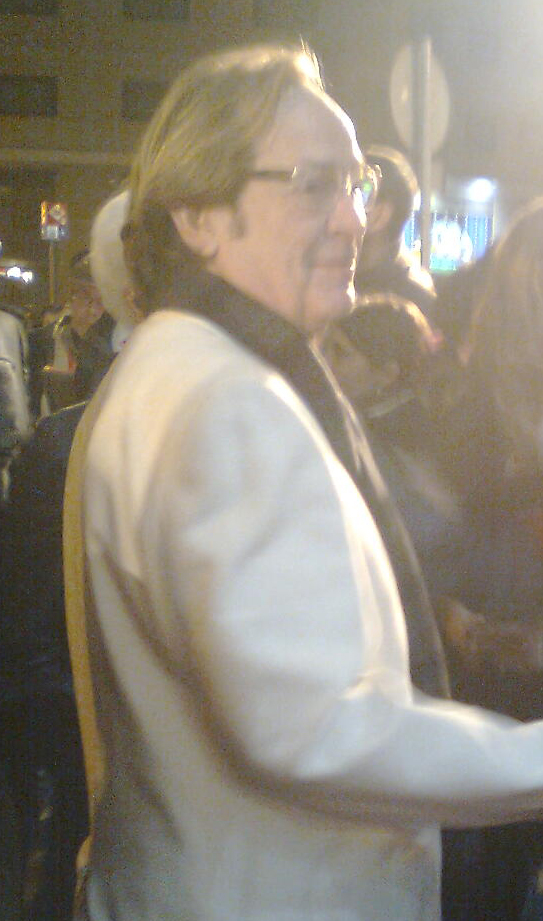
El cineasta catalán Ventura Pons

Ventura Pons debutó en la dirección con un documental dedicado a la vida y obra del pintor José Pérez Ocaña Ocaña, retrato intermitente (1978), retrato de la Barcelona de principios de la transición y su ambiente gay, en tiempos en los que todavía estaba vigente la ley de peligrosidad social que se había utilizado para la represión de los homosexuales. Las producciones de Pons habitualmente se ruedan en catalán y posteriormente son dobladas al castellano. Cabe destacar títulos como Caricias (1998), que narra las historias entrelazadas de varios personajes algunos de ellos homosexuales. En Amigo/Amado (1999) un profesor homosexual en la cincuentena, interpretado por Josep Maria Pou, reflexiona sobre la vejez, la muerte y el legado de su vida que quiere dejar en manos de su mejor alumno del que está enamorado. Manjar de amor (2002), con excelentes críticas en el Festival de Berlín, narra el despertar de la sexualidad de un joven músico interpretado por Kevin Bishop y un renombrado pianista e ídolo personal del joven a quien da vida Paul Rhys.

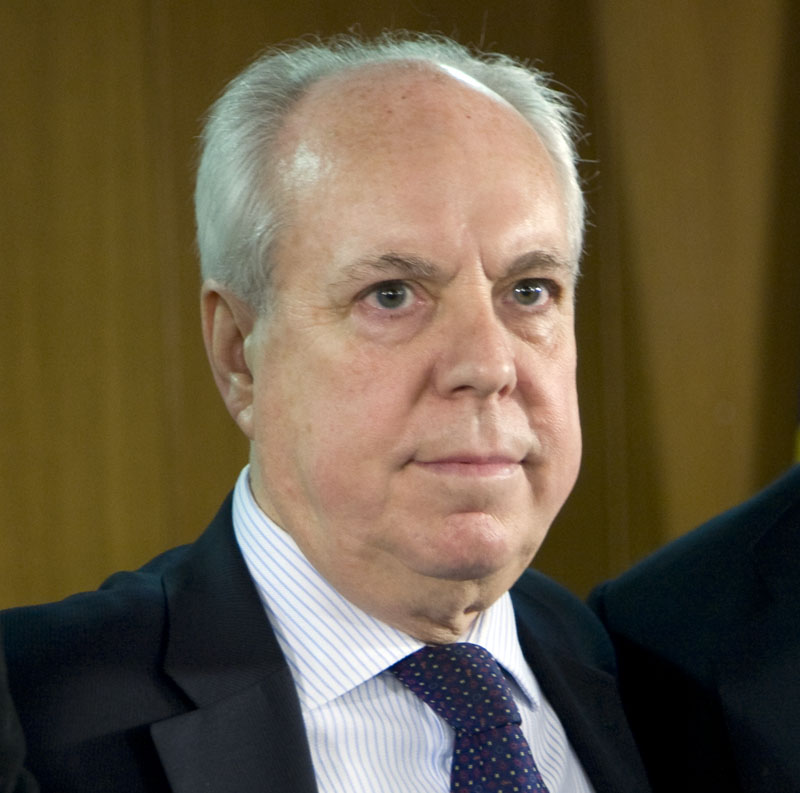
La adaptación de la novela Los novios búlgaros de Eduardo Mendicutti (en la foto) fue la última película dirigida por Eloy de la Iglesia.

El cine de Eloy de la Iglesia (1944 - 2006) es muy personal, militante y transgresor y se le suele relacionar con otros directores como el italiano Pier Paolo Pasolini o el alemán Rainer Werner Fassbinder. Con una vida personal turbulenta, marcada por el consumo de drogas, el guipuzcoano se especializó en retratar la marginalidad y la homosexualidad fuera de las convenciones habituales del género. Ya durante la dictadura de Franco, con la censura todavía vigente, retrató la homosexualidad en La semana del asesino (1972). Pero es con la eliminación de la censura cuando ven la luz sus producciones más destacadas como son Los placeres ocultos (1977), que retrata a un hombre integrado y de clase alta que asume su orientación sexual, aunque la oculta, enamorado de un joven muchacho o El diputado (1978), en la que José Sacristán es un poderoso político que se enamora de un joven al que utilizan como gancho para destruir su carrera. Las adaptaciones de la novela de terror escrita por Henry James Otra vuelta de tuerca (1985) y la de Los novios búlgaros (2003), basada en la novela homónima de Eduardo Mendicutti y a la postre su última película tienen una marcada impronta homosexual. Sin embargo en toda la filmografía de la Iglesia pueden encontrarse personajes homosexuales o que emplean códigos fácilmente perteptibles por las personas que los conozcan.

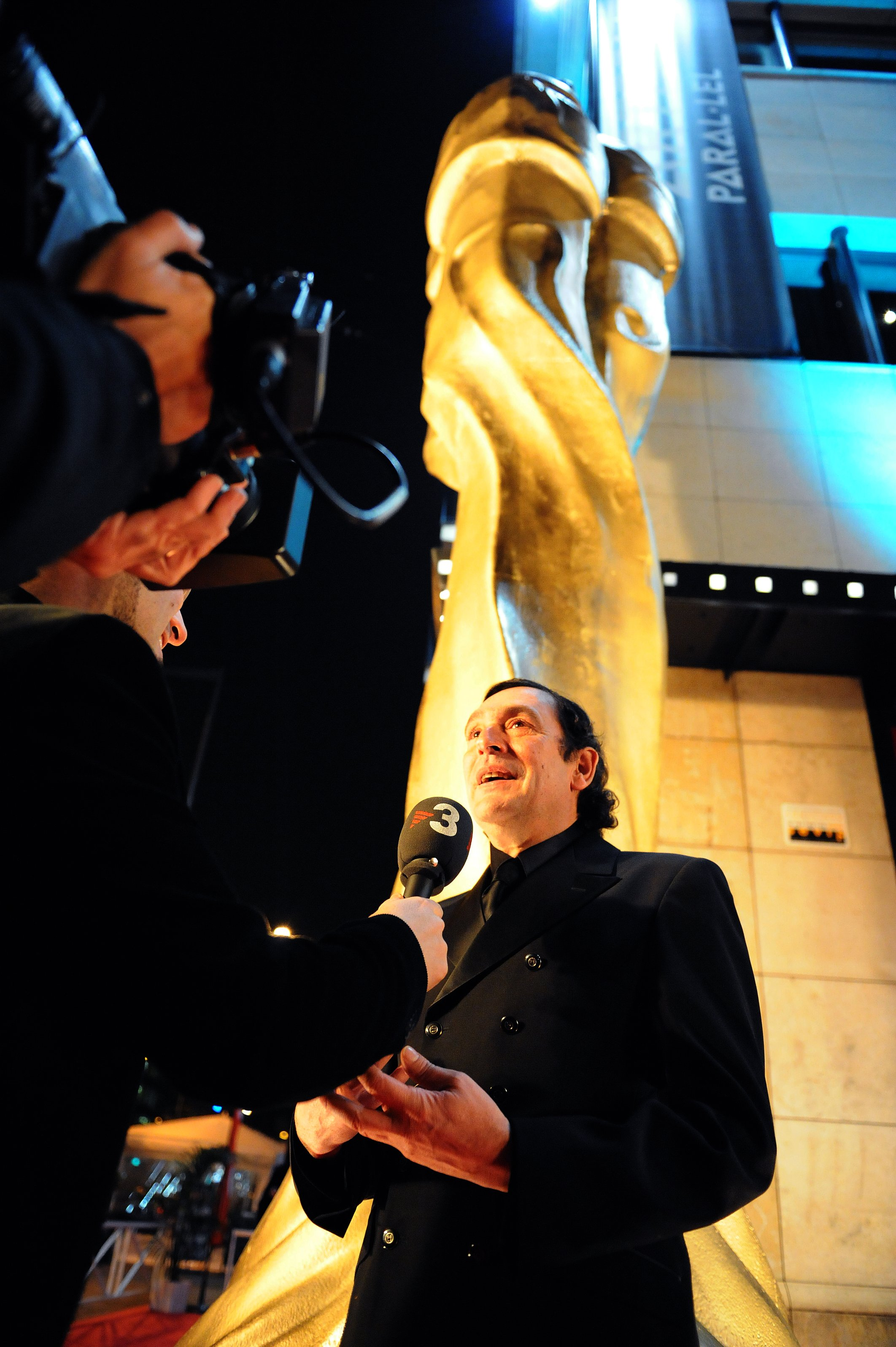
Agustí Villaronga director mallorquín

El mallorquín Agustí Villaronga ofrece en sus películas una mirada personal y difícil de clasificar en géneros o convenciones. Su debut en el largometraje fue la película de suspense y terror Tras el cristal (1987) narrando la vida de Klaus (Günter Meisner), un médico alemán parapléjico que ejerció en un campo de concentración y cometía abusos contra niños, cuando aparece en su vida Angelo (David Sust), uno de los niños de los que abusó, ante la perplejidad de su mujer (Marisa Paredes). El Mar (2000) cuenta la historia de Manuel (Bruno Bergonzini), un joven enfermo de tuberculosis en la España de la postguerra que se aferra a la religión, ante la llegada al sanatorio de Ramallo ( Roger Casamajor), un antiguo amigo de la infancia, del que Manuel se enamora y le genera un conflicto de difícil solución entre su fe y sus deseos. También en su película más reconocida y premiada, Pa Negre (2010) basada en la novela homónima de Emili Teixidor, figura una trama homosexual.

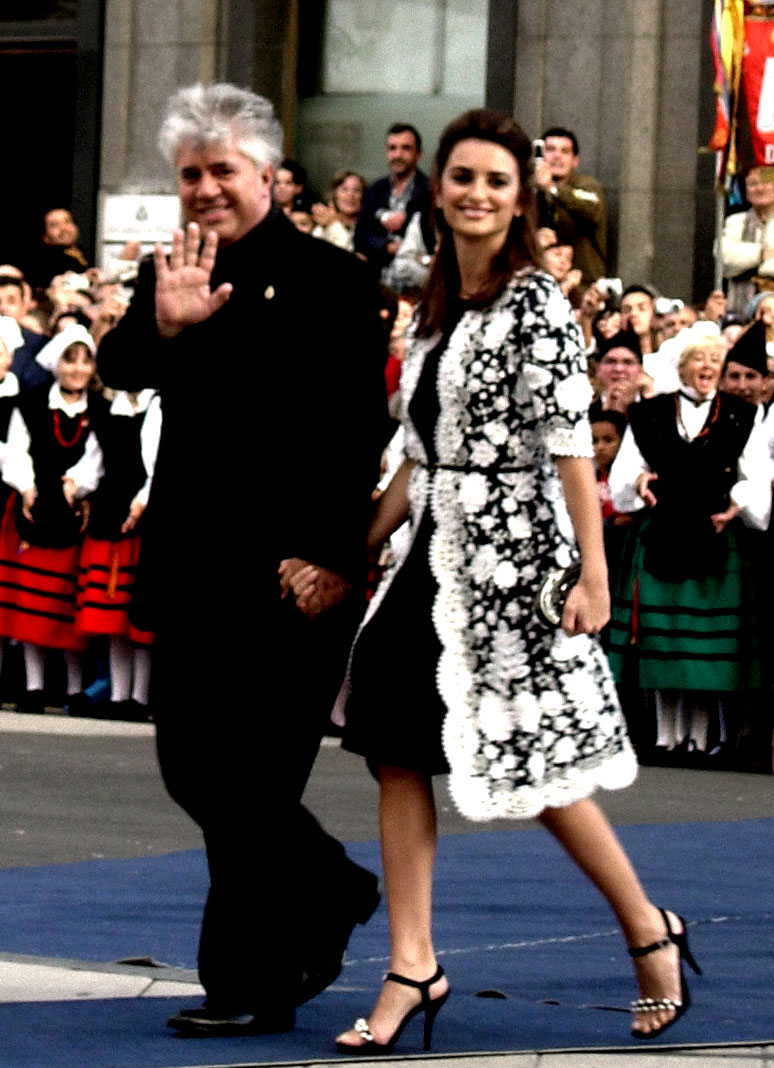
Pedro Almodóvar y Penélope Cruz.

Pedro Almodóvar es uno de los directores más internacionales del cine español y la temática y los personajes LGBT están presentes en prácticamente todas sus películas desde su debut con Pepi, Luci, Bom y otras chicas del montón (1980). Con un estilo personal y estilístico reconocible, entremezcla el drama y la comedia en sus producciones, y habitualmente suele generar controversia con sus retratos de elementos provocadores como la corrupción, el consumo de drogas, la prostitución, la homosexualidad desgarrada o heterodoxas escenas de sexo. Si bien en prácticamente todas sus películas abundan los personajes secundarios homosexuales, transexuales y bisexuales tiene algunas películas en las que la temática LGBT es el eje central de la trama. Laberinto de pasiones (1982), su segundo largometraje, narra las aventuras sexuales y afectivas de Riza Niro (Imanol Arias) en Madrid, "la ciudad más divertida y salvaje del mundo". Entre tinieblas (1983) centra su atención sobre la vida de un convento de monjas que ayudan a jóvenes descarriadas regido por una madre superiora (Julieta Serrano) que se enamora de Yolanda (Cristina Sánchez Pascual) una cantante en problemas que no la corresponde. La ley del deseo (1987), interpretada en sus papeles principales por Eusebio Poncela, Antonio Banderas y Carmen Maura, relata las vivencias de un director de cine homosexual que conoce a un joven en la noche de estreno de su nueva película y a quien los celos llevará a un trágico desenlace. La mala educación (2004) cuenta la historia de Eduardo Goded (Fele Martínez), director de cine de éxito en el Madrid de principios de los años 80, y su reencuentro con Ignacio -ahora llamado Ángel- (Gael García Bernal), su primer amor de infancia, quien ha escrito un guion donde refleja la vida que ambos llevaron en el colegio católico donde estudiaron y sufrieron acoso y abusos por parte del Padre Manolo (Lluís Homar). La piel que habito (2011) centra su atención en un cirujano plástico, Robert Ledgrand (Antonio Banderas) quien, para vengarse de un joven llamado Vicente (Jan Cornet) que ha agredido a su hija, le somete a una operación de cambio de sexo forzosa transformándole en Vera Cruz (Elena Anaya).

### Resto de Europa
En el resto de Europa también existe filmografía que aborda la temática LGBT.

#### Escandinavia
El primer antecedente de cine LGBT en los países del norte de Europa, y en la cinematografía mundial, es la película muda Vingarne (Mauritz Stiller, 1916). Fue la primera producción que trató una relación homosexual como tema central de su guion. Basada en la novela Mikaël de Herman Bang, que tuvo otras adaptaciones cinematográficas posteriores como la del danés Carl Theodor Dreyer, la historia relata el amor trágico de un escultor que se enamora de su joven modelo.
Trascurrida la Segunda Guerra Mundial paulatinamente se vuelven a rodar películas de temática LGBT. Algunos ejemplos son Flicka och hyacinter (Hasse Ekman, 1950), que narra la historia de una joven pianista que se suicida y un vigilante que indaga, una vez sucedido el hecho, qué la llevó a cometer tal acto.
En la década siguiente ve la luz la controvertida película 491 (Vilgot Sjöman, 1964), basada en la novela de homónima de Lars Görling, cuenta la historia de seis jóvenes criminales que son reclutados para participar en un "experimento social" de convivencia en un apartamento mientras son vigilados por dos trabajadores sociales. La película fue censurada al incluir escenas como una violación homosexual masculina o el ataque sexual por parte de un perro a una mujer.

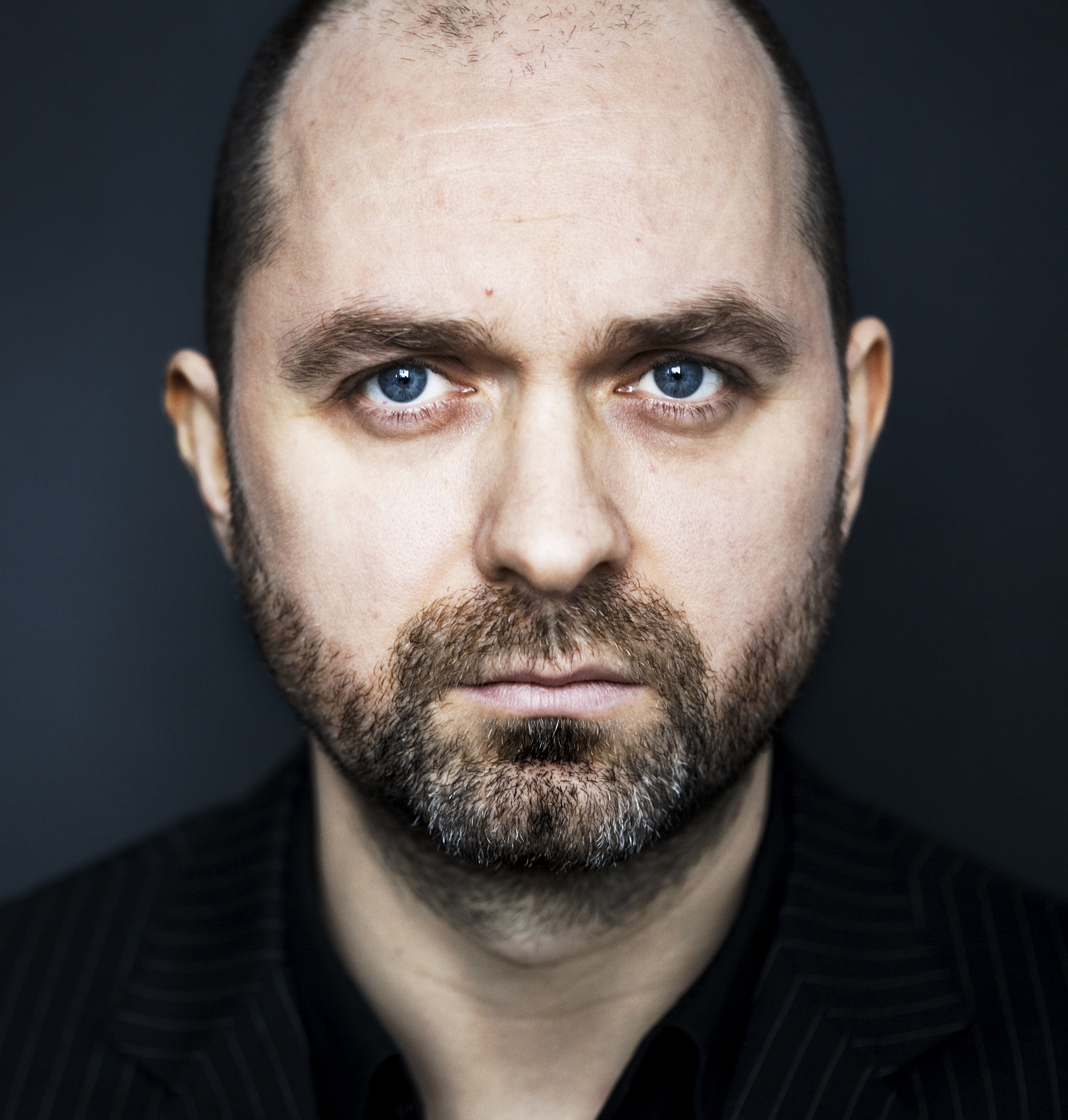
Lukas Moodysson retrató en Fucking Åmål (1998) la salida del armario de dos chicas adolescentes en un pequeño pueblo de Suecia.

Fruto de la evolución de valores experimentada en el norte de Europa es común encontrar películas y cortometrajes con temas amables e iniciáticos que se centran en adolescentes y jóvenes con dudas ante la opción de salir del armario o con dificultades para aceptar su propia sexualidad. Entre los ejemplos más destacables figuran Fucking Åmål (Lukas Moodysson, 1998) que relata la historia de dos jóvenes, Agnes (16 años) y Elin (14 años), alumnas de secundaria en el insignificante pueblo de Åmål quienes, además de los conflictos propios de la adolescencia, descubren la atracción y el poderoso deseo de querer estar juntas. La coproducción sueco-noruega Sebastian (När Alla Vet) (Svend Wam, 1995) cuenta la salida del armario de un chico de 16 años, que tiene un entorno amigable y relaciones sanas con su familia, al enamorarse de su mejor amigo.
Los nuevos modelos familiares y su cambio de valores se ven reflejados en películas como Patrik 1.5 (Ella Lemhagen, 2008) en el que una familia compuesta por dos hombres inician los trámites de adopción de un niño de año y medio para encontrarse que tienen que acoger en su casa, tras una confusión de asuntos sociales, con un delincuente juvenil homófobo de 15 años. Kyss mig (Alexandra Therese Keining, 2011) se centra en Mia (Ruth Vega), una joven arquitecta que planea su boda con Tim (Joakim Nätterqvist), hasta que descubre su atracción por Frida (Liv Mjönes), la hija de su futuro suegro. Otro ejemplo de nuevos modelos familiares está en Holy Mess (Helena Bergström, 2015) cuando la pareja gay formada por Simon (Anastasios Soulis) y Oscar (Anton Lundqvist) invitan a sus familias en Navidad para comunicarles que, gracias a su amiga Cissi (Rakel Wärmländer), esperan su primer hijo por gestación subrogada.

#### Otras filmografías
También se han explorado temas como la integración de los gais y la salida del armario en películas como la comedia islandesa Fuera del vestuario (Männer wie wir) (Robert Ingi Douglas, 2005), cuya acción se desencadena cuando Otta Thor (interpretado por Björn Hlynur Haraldsson) el futbolista estrella de un equipo de fútbol de Reikiavick hace pública su homosexualidad en prensa. Tras la hostilidad de sus compañeros decide abandonar el equipo y unirse a un equipo amateur de futbolistas gais. Ante la petición de que la estrella reconsidere la situación, ambos equipos deberán disputar un encuentro que se celebrará el día del Orgullo LGBT.
A pesar de su larga tradición cinematográfica el cine ruso produjo su primera película de temática LGBT en el siglo XXI. You I Love (Ya Lyublyu Tebya) (Olga Stolpovskaja y Dmitry Troitsky, 2003) es una comedia en clave de fábula en la que Vera (Lyubov Tolkalina) y Tim (Evgeniy Koryakovskiy) comienzan una relación en Moscú, viviendo sin sobresaltos hasta que Tim atropella a Ullmji (Damir Badmaev), un chico recién llegado a la capital. Tim llevará al extraño y atractivo Ullmji a su casa, donde revolucionará la vida de la pareja.
En Serbia destaca la tragicomedia Parada (Srdjan Dragojevic, 2011). Lemon, uno de los tipos más duros y peligrosos de Belgrado, tras salvar a su perro de un atentado intenta hacer lo mismo con su ceremonia de matrimonio. Para conseguirlo tendrá que recurrir a la empresa más peligrosa de su existencia: formar parte del equipo de seguridad que protegerá la manifestación del Orgullo LGTB.
En la República Checa destaca la producción del director Wiktor Grodecki, nacido en Polonia, que ha abordado la temática LGBT en varias películas. Tras realizar dos documentales que tratan la prostitución masculina en menores de edad, Not angels but angels (1994) y Body Without Soul (1996), debutó en el largometraje con Mandrágora (1997), una controvertida película que trata la prostitución masculina, las drogas y el VIH-Sida. Marek (Miroslav Caslavka), un adolescente de 15 años, harto de las discusiones con sus padres y con ganas de abandonar el colegio, se fuga de casa y recala en Praga. Tras abandonar a su primer proxeneta encuentra refugio en David (David Svec), otro joven gay con el que empezará a sentir una atracción amorosa.
En la filmografía producida en Holanda podemos encontrar varias películas que abordan la temática LGBT. For a Lost Soldier (Roeland Kerbosch, 1992) cuenta la iniciación sexual de un adolescente holandés y un soldado canadiense durante el desembarco de los aliados en la Segunda Guerra Mundial.  Jongens (Mischa Kamp, 2014) narra la historia de Sieger, un quinceañero huérfano de madre que vive con padre y su hermano, a quien formar parte de un equipo de atletismo le permite evadirse de sus problemas cotidianos. Durante su estancia en un campamento de verano, que sirve de preparación para una importante competición, empieza a sentir una fuerte atracción por Marc, su compañero de equipo.

## Cine de Latinoamérica
En el cine de temática LGBT producido en Iberoamérica destacan varias películas, especialmente a partir de los años 90 del siglo XX, que han obtenido gran repercusión internacional. Algunas de las más significativas son la brasileña El beso de la mujer araña (Héctor Babenco, 1985), la hispano-cubano-mexicana Fresa y chocolate (Tomás Gutiérrez Alea y Juan Carlos Tabío, 1994), la mexicana El callejón de los milagros (Jorge Fons, 1995), la peruana No se lo digas a nadie (Francisco Lombardi, 1998) o la argentina Plata quemada (Marcelo Piñeyro, 2000).

### Cine argentino

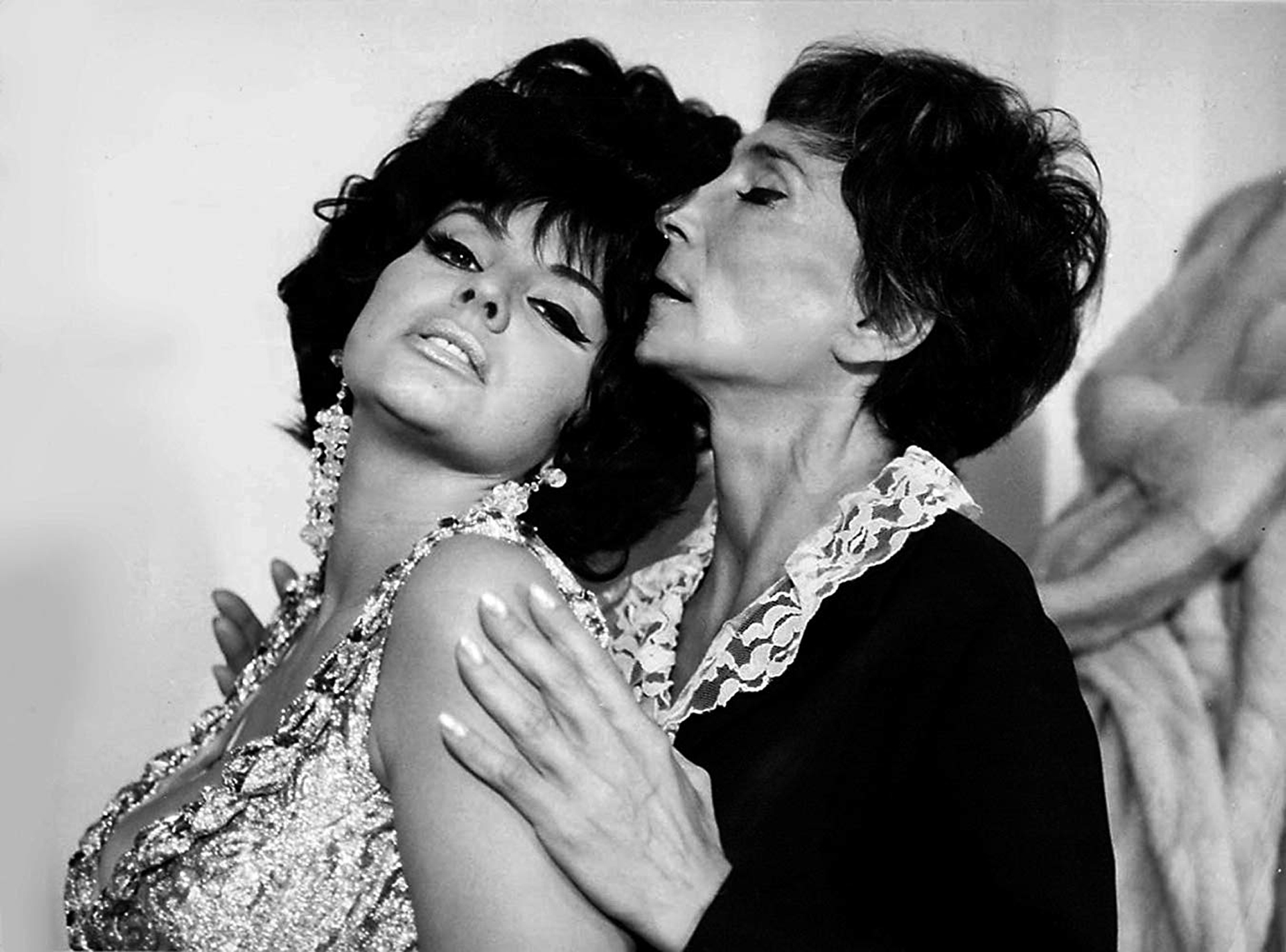
La relación entre las personajes de Isabel Sarli y Alba Mujica en Fuego (1969) fue una de las primeras representaciones de lesbianismo en el cine argentino.

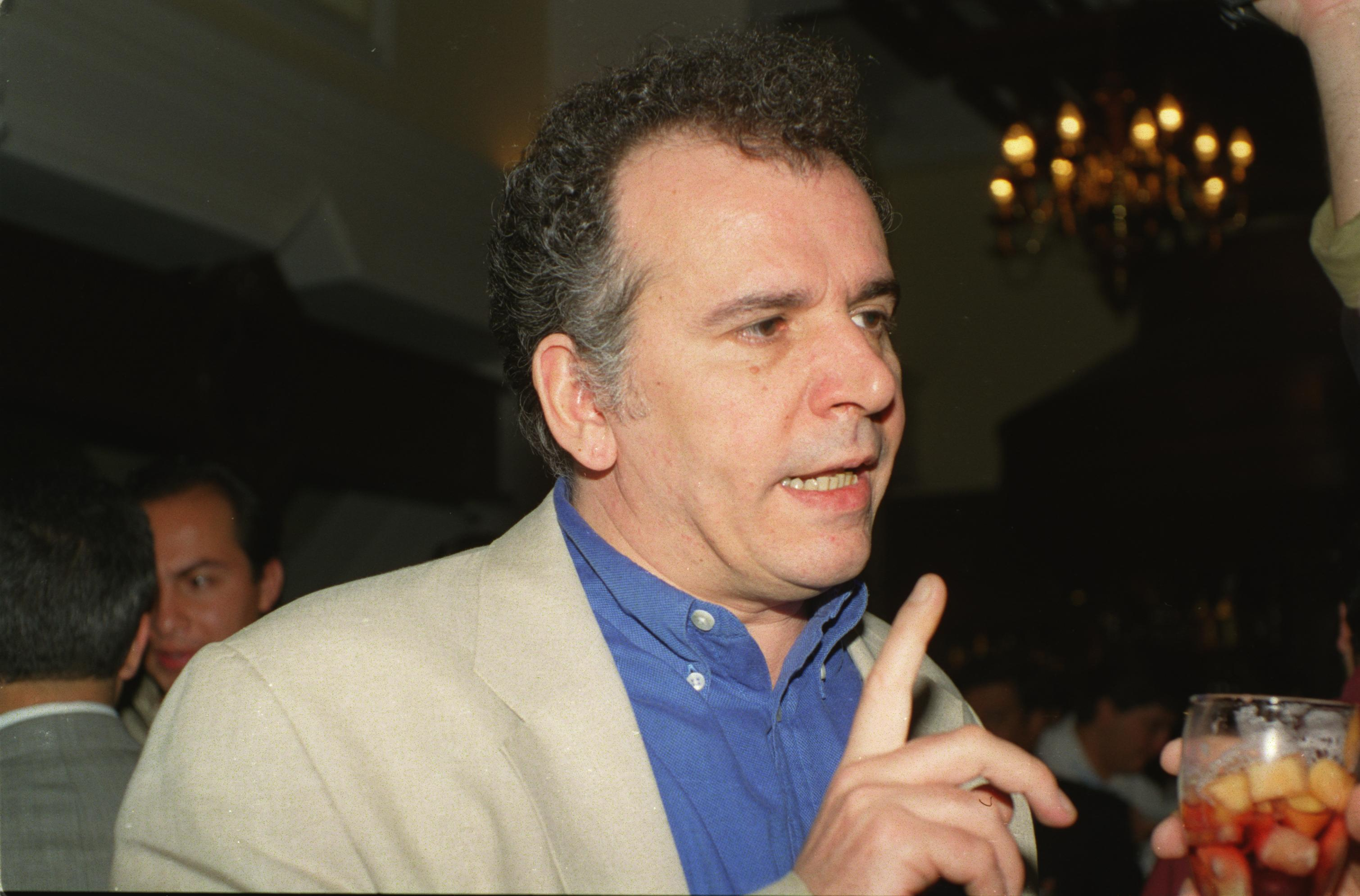
Marcelo Piñeyro, director de una de las películas LGTB de mayor impacto en Argentina: Plata Quemada (2000)

De la filmografía producida en Argentina destacan las películas 'Adiós, Roberto (Enrique Dawi, 1985), la pseudo-homofóbica 'Almejas y mejillones (Marcos Carnevale, 2000), Un año sin amor (Anahí Berneri, 2005) o 'Plata quemada (Marcelo Piñeyro, 2000).
Una de las primeras películas de contenido LGBT televisadas en Argentina fue 'Otra historia de amor (Américo Ortiz de Zárate, 1986) que cuenta la historia de un hombre casado y con dos hijos que se enamora de su jefe. Su transmisión televisiva estuvo a cargo de Telefe el 4 de febrero de 1991 con censura en sus doce minutos finales, en los cuales el personaje de Arturo Bonín finalmente forma pareja con su contraparte, Mario Pasik. En la versión emitida por el canal, la historia queda truncada en el momento en que Bonín decide volver con su esposa. La Comunidad Homosexual Argentina (CHA) dijo en un comunicado al Diario "Crónica":

"Hay mentalidades que no pueden soportar que se vea masivamente un film donde los homosexuales no pagan con sufrimiento su condición"
Comunidad Homosexual Argentina, Diario "Crónica"color

'Adiós, Roberto (Enrique Dawi, 1985) es una película dramática en la que Roberto, un hombre separado de su mujer, necesita buscar un refugio y lo encuentra en casa de Marcelo con el que traba una buena amistad aunque ignora su homosexualidad. Después de una noche de fiesta ambos hombres mantienen relaciones sexuales, debiendo enfrentarse posteriormente a sus sentimientos e identidad sexual.
Adrián Suar protagonizó junto a Andrea del Boca una comedia de enredo titulada Apariencias (Alberto Lecchi, 2000) en donde Carmelo Posse, tras comprobar que la mujer que ama está comprometida, accidentalmente expresa sus sentimientos de frustración por un parlante durante una marcha de orgullo gay, lo que tras un malentendido lo convierte en el nuevo héroe del movimiento LGBT en Argentina. La película contiene un interesante contenido en cuanto a la contención y defensa de personas discriminadas por su sexualidad en ese país, a pesar de que el protagonista principal utiliza su "falsa identidad gay" para mantenerse cerca de la mujer que le interesa. La cuestión "ser gay" se marca en las actitudes tomadas por cada uno de los protagonistas quienes, progresivamente se adaptan a las circunstancias e incluso, sobre el final de la película, Beto (Diego Pérez), el mejor amigo del protagonista, forma pareja con Iñaqui (Fabio Posca), quien inicialmente estaba enamorado de Carmelo.
'Plata quemada (Marcelo Piñeyro, 2000) está basada en una novela de Ricardo Piglia y fue una producción que contó con una serie de actores de fuerte imagen heterosexual en su país de origen, como Eduardo Noriega o Leonardo Sbaraglia. Dicho factor, a su vez, transformó a esta película mainstream en polémica. Cuenta la historia de una pareja de delincuentes que mantienen una relación sentimental y amorosa. Obtuvo el Premio Goya a Mejor Película Extranjera.
Almejas y mejillones (Marcos Carnevale, 2000) es una coproducción hispano-argentina en la que uno de sus personajes protagónicos es una lesbiana quien, tras verse obligada a convivir con el nuevo inquilino de su casa ya que no tiene dinero para mudarse a una nueva, se va replanteando su homosexualidad.
La ópera prima de la directora Anahí Berneri, Un año sin amor (2005), basada en la novela autobiográfica de Pablo Pérez, aborda la vida de un joven escritor gay practicante del BDSM que recibe la noticia que se ha contagiado el VIH y es rechazado por su familia y amistades, a la vez que debe buscar nuevos soportes afectivos para afrontar su situación.
La filmografía de Pablo Oliveiro ha abordado en varias ocasiones la temática LGBT desde su debut en el cortometraje con Historia de amor en un baño público (2002) . Algunos de sus obras más destacadas son Puto (2006), que se centra en una pareja de hombres felizmente unidos a quienes un brujo augura una pronta separación, o Un ovni sobre mi cama (2011) ambientada en un mundo futuro posapocalíptico y deshumanizado en el que Rex, un cartógrafo desempleado, e Ian, un extraterrestre en fuga, comienzan una relación que hará replantearse las cosas. También es obra de Oliveiro Fiesta con amigxs (2013) documental que trata la Ley de Identidad de Género argentina.
Plan B película del 2009 dirigida por Marco Berger, cuenta la historia de Bruno, interpretado por Manuel Vignau, quien no puede aceptar que su exnovia tiene una nueva relación con Pablo. Por ese motivo Bruno crea el plan de conquistar al novio de su ex para poder recuperarla, pero cuando el amor está en juego los resultados son inesperados. 
Mi mejor amigo (película de 2018) es una película argentina escrita y dirigida por Martín Deus. Está protagonizada por Angelo Mutti Spinetta y Lautaro Rodríguez. Sinopsis: Son dos jóvenes que se conocen en la casa de Caito, nace una amistad en la cual tienen mucho que aprender uno del otro.

### Cine brasileño
Los primeros antecedentes de temática LGBT en la filmografía realizada en Brasil los encontramos en la película O menino e o Vento (Carlos Hugo Christensen, 1967) en la que un joven ingeniero se ve involucrado en la desaparición de un menor con el que la gente sospechaba que mantenía una relación inapropiada. Ya en la década de los años 80 la premiada coproducción El beso de la mujer araña (Héctor Babenco, 1985), basada en la novela homónima de Manuel Puig, cuenta la historia de un preso político (Raúl Juliá) y un preso homosexual encarcelado por seducir a un menor (William Hurt) quienes, a pesar de sus diferentes maneras de ver el mundo y las relaciones humanas, comienzan a desarrollar sus afectos mutuos.

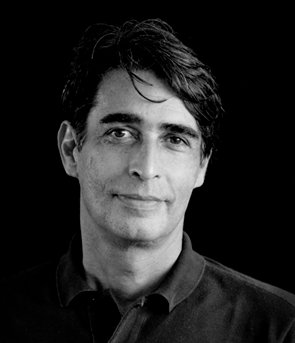
Aluizio Abranches director de la película Do começo ao fim (2007)

Sin embargo es a partir del siglo XXI cuando la temática LGBT ha estado más presente en las producciones brasileñas. Do Começo ao Fim (Aluizio Abranches, 2009) narra las historia de dos jóvenes hermanos por parte de madre que, tras el fallecimiento de esta, se enamoran y acaban manteniendo una relación afectiva de carácter incestuoso sin tener en cuenta las opiniones de su entorno familiar y de amistades.

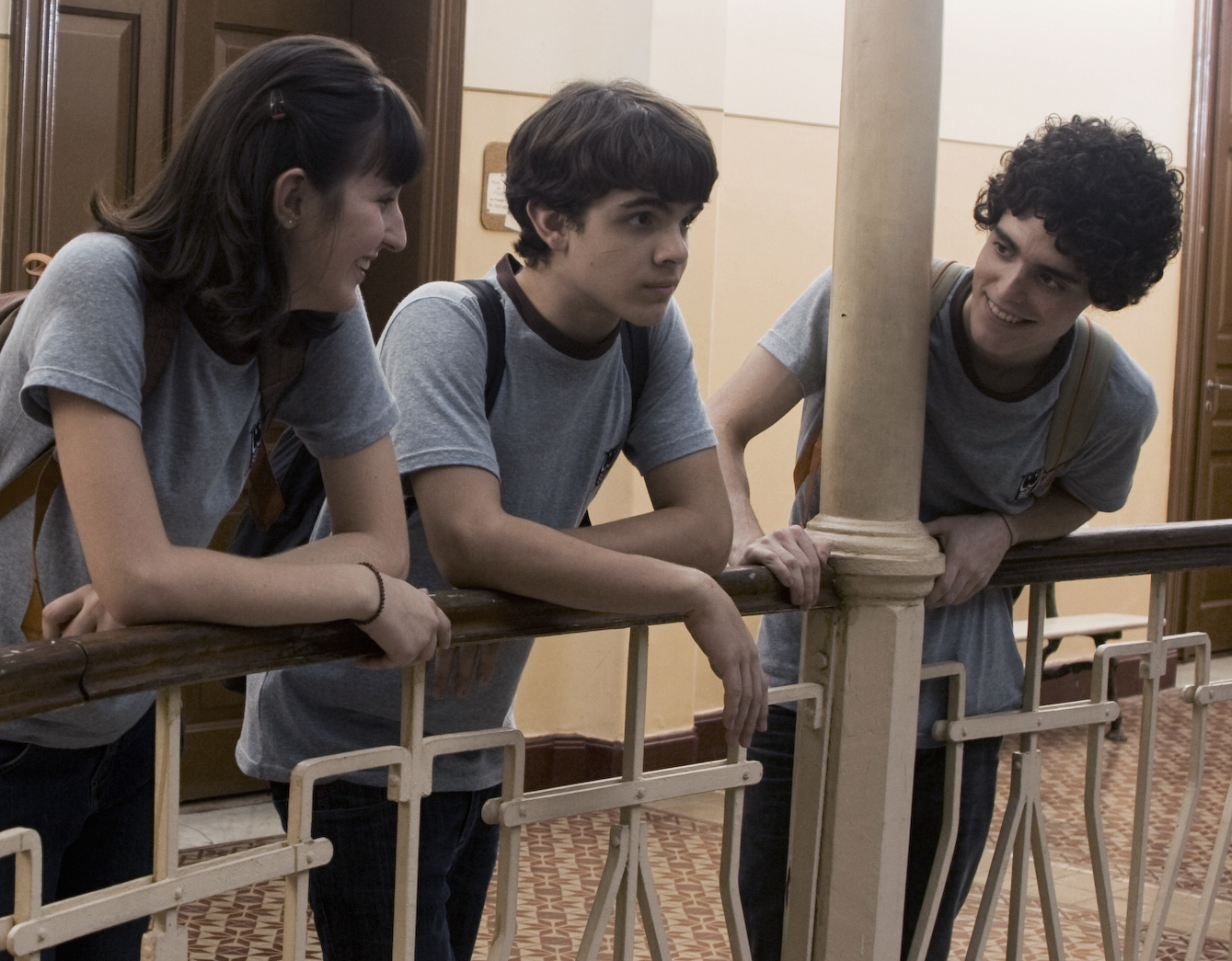
Tess Amorim (Giovanna), Guilherme Lobo (Leonardo) y Fabio Audi (Gabriel), los tres protagonistas del cortometraje Eu Não Quero Voltar Sozinho (2010) y la película A primera vista (2014) dirigidas por Daniel Ribeiro.

También es significativa la trayectoria del realizador Daniel Ribeiro. Su debut fue con el cortometraje Café com Leite (2007) narrando la historia de una pareja de chicos jóvenes que deben hacerse cargo del hermano menor de uno de ellos tras el accidente de sus padres. Posteriormente realizó el corto Eu Nao Quero Voltar Sozinho (2010) protagonizado por un adolescente ciego que se enamora, ante el estupor de su mejor amiga, de un nuevo compañero de clase. Su debut en el largometraje fue Hoje Eu Quero Voltar Sozinho (2014), titulada en España A Primera Vista, que supone una versión profundizada de la historia del cortometraje, con el mismo elenco principal de personajes, nuevas subtramas y nueva narrativa. Fue seleccionada como representante de Brasil para la edición 2015 de los Premios Óscar a mejor película extranjera aunque no llegó a estar entre las cinco finalistas. Hasta 2016 A Primera Vista ha recibido 44 galardones en festivales de cine como el Festival de Cine de Berlín, OutFest o el Festival Internacional de Cine de Guadalajara.

### Cine colombiano
La coproducción franco-colombiana La virgen de los sicarios (Barbet Schroeder, 2000) causó cierto escozor en algunos sectores sociales e incluso su censura. Se trata de una película casi documental, basada en la novela autobiográfica del escritor Fernando Vallejo, que narra las vivencias de Fernando (Germán Jaramillo), un escritor homosexual, que regresa a Medellín tras años de ausencia y comienza una relación sentimental con Alexis, un joven sicario de 16 años.

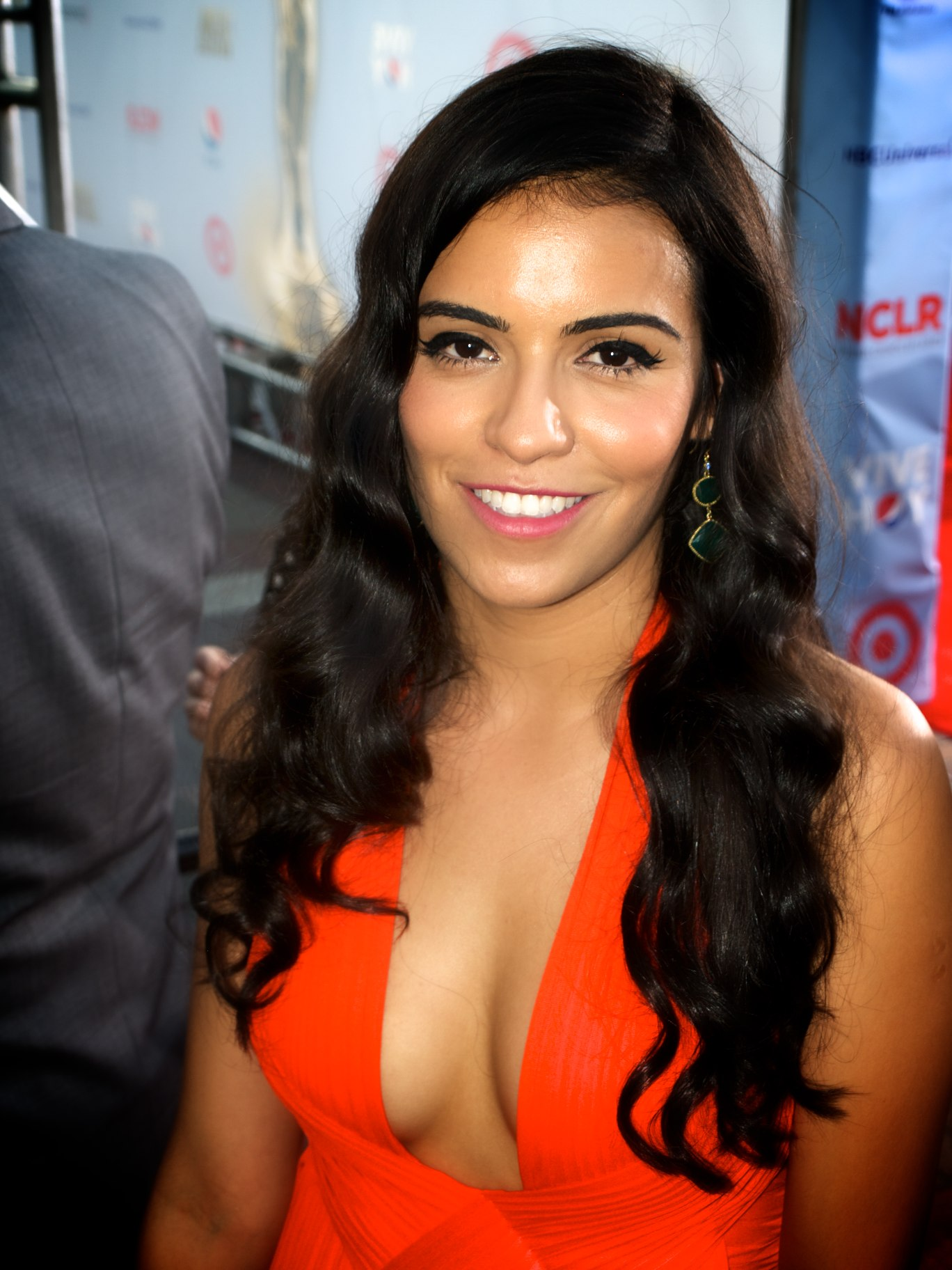
Olga Segura es una de las protagonistas de La luciérnaga (2015), ópera prima de la realizadora Ana María Hermída

En clave lésbica, la ópera prima La luciérnaga (Ana María Hermida, 2015) narra la historia de dos mujeres, Lucía (Carolina Guerra) y Mariana (Olga Segura), unidas por la trágica pérdida en accidente de tráfico de su hermano y prometido. En ese momento de dolor las dos protagonistas pasarán de ser un gran apoyo la una para la otra para convertirse en algo más cuando surja el amor.

### Cine cubano
El primer antecedente de cine LGBT producido en Cuba se encuentra en el documental Conducta Impropia (Néstor Almendros y Orlando Jiménez, 1984) que narraba la persecución de homosexuales e intelectuales en la Cuba castrista desde los inicios de la Revolución Cubana hasta los primeros años 80. En él se entrevista a nombres relevantes de la cultura cubana (Lorenzo Monreal, Reinaldo Arenas, Jorge Ronet, Luis Lazo, Rafael de Palet o Jorge Lago) y se demostraba la existencia de campos de concentración para gais en la Cuba de Castro.

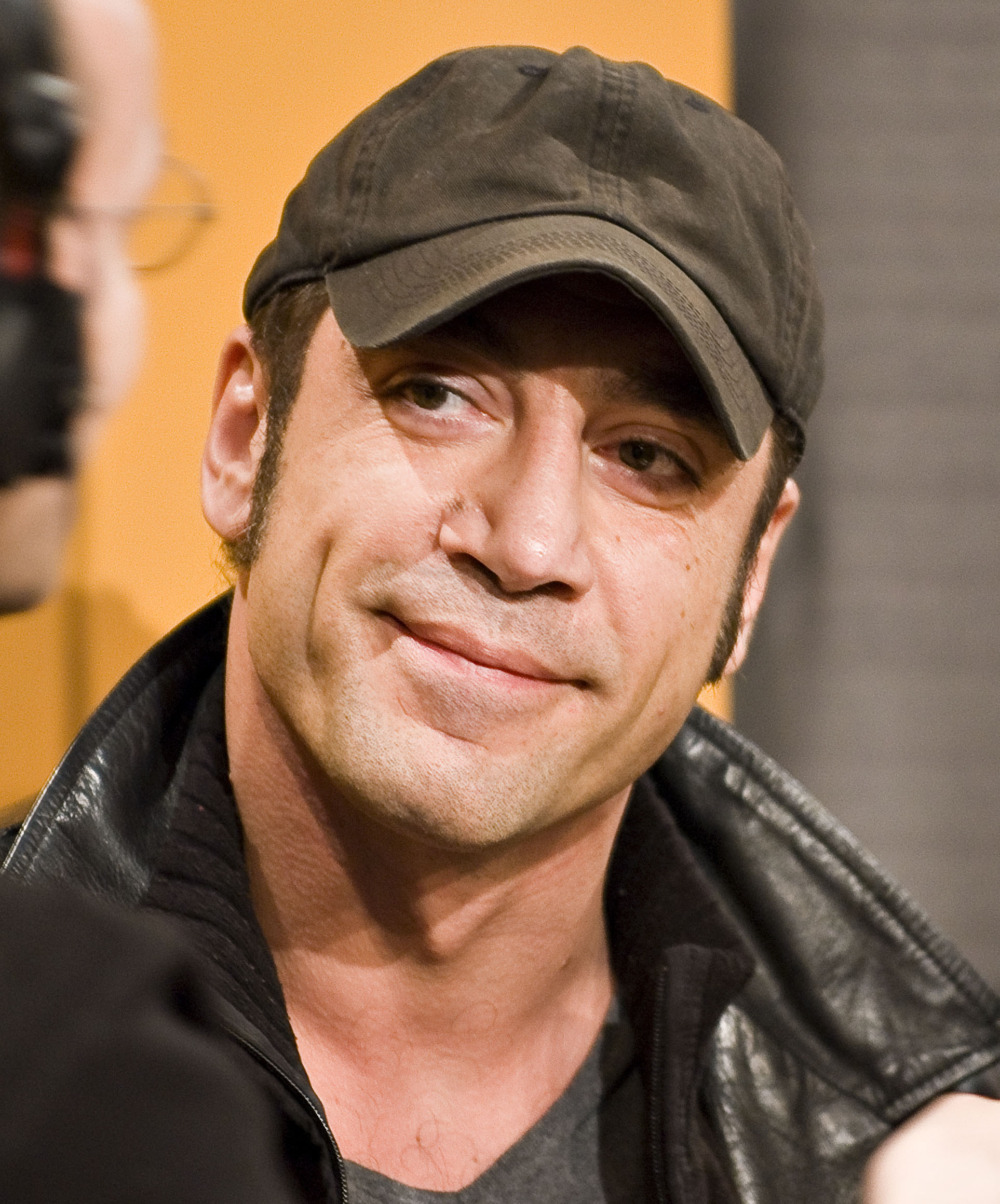
Javier Bardem protagonizó Antes que anochezca (Julian Schnabel, 2000), biografía del escritor cubano Reinaldo Arenas.

En 1989, Enrique Pineda Barnet filma La bella del Alhambra, película ambientada en los años veinte y treinta en La Habana de los teatros musicales. Adolfito, personaje interpretado por Carlos Cruz, es un gay amanerado que ayudará a la protagonista a triunfar como estrella del teatro musical y luego será olvidado y acabará vagando por las calles y siendo baleado por un grupo de revolucionarios que en realidad buscaban ajusticiar a un esbirro de la dictadura machadista que usa a Adolfito como escudo humano. El personaje responde al sino trágico del gay reflejado en el cine que comienza a abordar estas temáticas.
Ya en la década siguiente la coproducción cubano-española-mexicana Fresa y Chocolate (Tomás Gutiérrez Alea y Juan Carlos Tabío, 1994) obtuvo gran repercusión internacional, siendo nominada a los Premios Oscar y obteniendo el Premio Goya a la mejor película extranjera de habla hispana y el Oso de Plata en el Festival de Berlín. Cuenta la amistad que surge entre Diego (Jorge Perugorría), un culto artista abiertamente homosexual, y David (Vladimir Cruz), un joven comunista heterosexual lleno de prejuicios e ideas doctrinarias.
A partir del siglo XXI ve la luz en el cine cubano una serie de películas, autóctonas o en forma de coproducción, de temática LGBT. Aunque producida en Estados Unidos Antes que anochezca (Julian Schnabel, 2000) es una película ambientada en Cuba y rodada en español que cuenta la vida del escritor Reinaldo Arenas, encarnado por Javier Bardem, y su persecución en la Cuba de Castro por su condición homosexual. Bardem obtuvo nominación como mejor actor principal en la gala de los Oscars de 2001 por este papel.
Chamaco (Juan Carlos Cremata, 2010) es una película dramática, basada en la obra de teatro homónima, original de Abel González Melo y que aborda la noche habanera y la corrupción en el ambiente de la prostitución masculina tras el descubrimiento de un muchacho asesinado en el Parque Central de La Habana. Casa Vieja (Lester Hamlet, 2010), basada en la obra de teatro homónima de Abelardo Estorino,  cuenta la historia de Esteban, quien, tras 14 años viviendo en España, regresa al hogar materno para enfrentarse a la inminente muerte de su padre, reencontrarse con su pasado y desatar los demonios de los suyos, ya que todos tienen secretos, mentiras, frustraciones y sueños.
Verde, verde (Enrique Pineda, 2012) es un drama que cuenta la historia de Alfredo, paramédico de navegación mercantil, y su encuentro con Carlos, informático aspirante a aviador, pasando de la atracción, a la seducción y al rechazo.
La coproducción hispano-cubana La Partida (Antonio Hens, 2013) narra la historia de Reinier (Reinier Díaz), un joven que se prostituye con hombres extranjeros con el consentimiento de su pareja y su suegra y Yosvani (Milton García), joven que ayuda a su suegro en sus negocios de venta ilegal de ropa extranjera. Ambos muchachos son amigos aprentemente heterosexuales que juegan al fútbol y sueñan con una vida mejor. Paulatinamente, desarrollan una relación afectiva más estrecha en un entorno hostil.
Premiada en varias muestras y festivales Vestido de novia (Marilyn Solaya, 2014) tiene una doble referencia: un conocido poema de Norge Espinosa, que a su vez toma como referente a Lorca y la historia real del primer cubano sometido a un cambio de sexo masculino a femenino. El filme cuenta la historia de Rosa Elena (Laura de la Uz y Ernesto (Luis Alberto García, una pareja aparentemente feliz hasta que un secreto en la vida de ella amenaza esa armonía y los convierte en víctimas de la violencia, los prejuicios y los estereotipos de una sociedad regida por actitudes machistas y patriarcales.
Fátima o el parque de la fraternidad (Jorge Perugorría, 2015), inspirada en un cuento del escritor Miguel Barnet que obtuviera el premio Juan Rulfo de Radio Francia Internacional, recrea la historia de la transformación de un homosexual en un travesti (Carlos Almirante) que acepta prostituirse ante los reclamos de su pareja.

### Cine ecuatoriano
La representación de personajes LGBT o tramas relacionadas con la diversidad sexual en el cine ecuatoriano fue considerada polémica hasta principios del siglo XXI. Un ejemplo temprano de cine LGBT en el país fue la película Désatame, estrenada en 2006 y que tuvo como director a Christian Fuentes y como actores a varios personajes reconocidos de la televisión ecuatoriana, como David Reinoso y Juan Carlos Salazar, además de personalidades de la escena LGBT local, entre ellas Rudy Arana. Otras películas con temáticas LGBT han sido: Feriado, estrenada en 2014, y El secreto de Magdalena, estrenada en 2015.
Desde el 2002 se realiza en el país el Festival Internacional de Cine LGBT El Lugar Sin Límites, que reúne anualmente películas de decenas de países y tiene sedes en Quito, Guayaquil, Ambato, Riobamba, Cuenca, Portoviejo, entre otras ciudades.

### Cine mexicano
La homosexualidad en el cine mexicano aparece retratada de una manera estereotipada y bufonesca, especialmente el cine de las décadas de 1970 a 1990, y a partir de esas fechas de una manera más realista y veraz. En las décadas de 1970 a 1990, período posterior a la llamada "Época de Oro" del cine en ese país, numerosas películas incorporaron personajes homosexuales en sus tramas. Se trataba casi siempre de personajes masculinos que tendían a reproducir estereotipos de la cultura popular sobre la homosexualidad: hombres afeminados con vestimentas estrafalarias y modos de hablar bastante peculiares. Una de las películas más conocidas de este período, que puede servir de ejemplo, es Modisto de señoras (Eduardo Jiménez Pons, 1969), filme donde Mauricio Garcés interpreta a un hombre que se hace pasar por homosexual -reproduciendo el consabido estereotipo- para entrar en la vida de sus clientas y, finalmente, seducirlas. En otros filmes de este periodo los homosexuales aparecen como personajes secundarios y casi siempre siempre con la intención de servir de objeto de chistes por parte del resto del elenco.

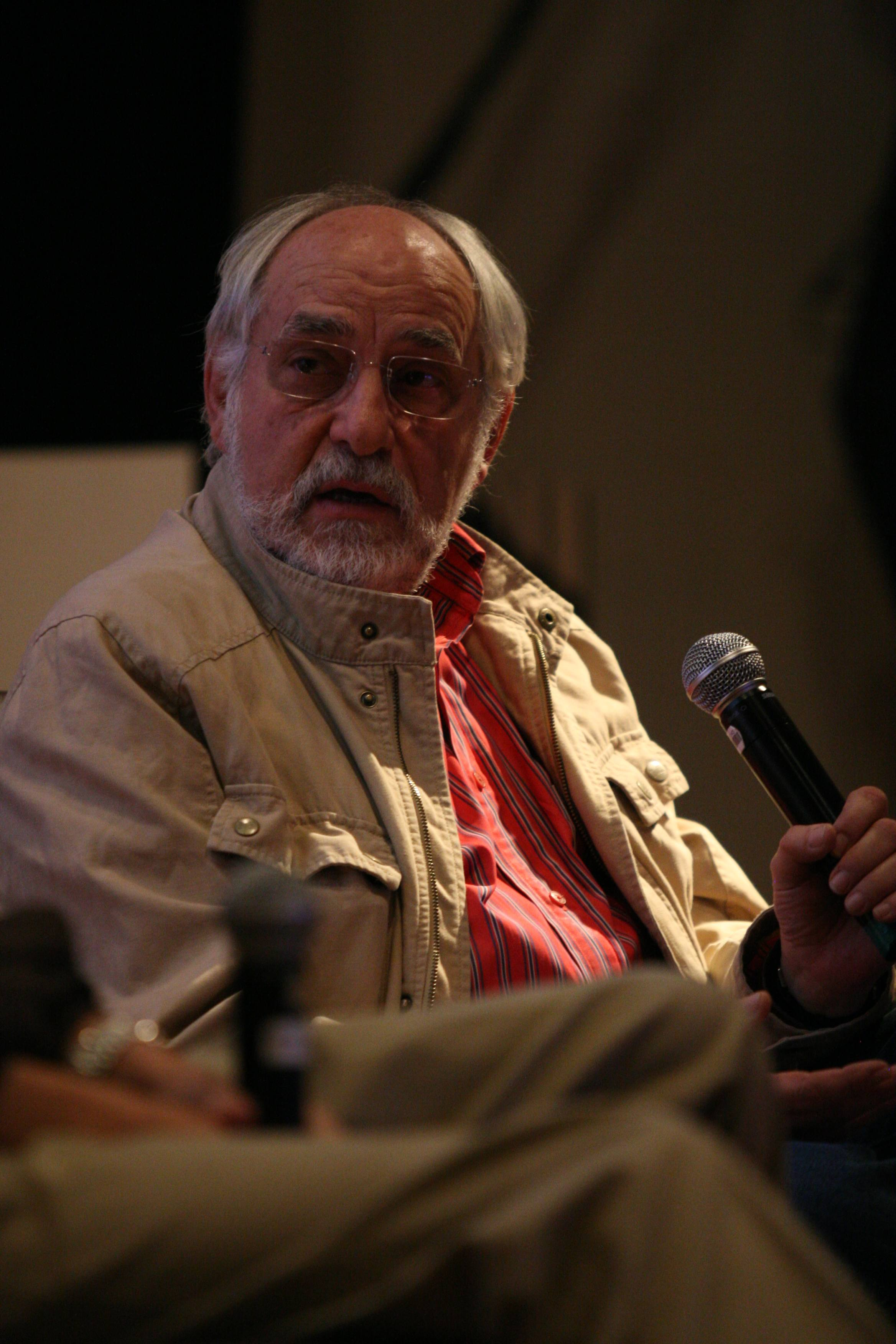
Arturo Ripstein dirigió El lugar sin límites (1977), película en que sus protagonistas se dieron el primer beso gay visible en el cine mexicano

La primavera de los escorpiones (Francisco del Villar, 1971) fue una película controvertida cuyo argumento y adaptación, obra de Hugo Argüelles, mezclaba la homosexualidad y la pederastia. Interpretada por Isela Vega, Enrique Álvarez Félix, Milton Rodríguez, Lucy Gallardo, Jorge Fégan, Jorge Casanova, Lilia Landua y Salvador Pérez, cuenta la historia de dos amantes homosexuales que se relacionan con una fotógrafa divorciada y su hijo pequeño en un lago. Uno de ellos se enamora de la viuda y el otro, por celos, sodomiza a su hijo, horrorizando a la madre y generándose una pelea entre los dos homosexuales.
Una de las primeras películas mexicanas donde el personaje principal es homosexual sin seguir los estereotipos anteriormente mencionados fue El lugar sin límites (Arturo Ripstein, 1977), basada en la novela del chileno José Donoso. La trama gira en torno a un burdel pueblerino a orilla del mar donde "la Manuela" (travesti interpretado por Roberto Cobo) y su hija "La Japonesita" (Ana Martín) ejercen la prostitución. Fue la primera producción mexicana en la que se vio en pantalla un apasionado beso entre dos hombres y obtuvo galardones como el premio Ariel de oro a la película y el Ariel de plata a la actuación de Roberto Cobo.

El Lugar Sin Límites (sic) es el primer retrato serio sobre el tema de la homosexualidad dentro del cine mexicano, la cinta es transgresora porque devela el conflicto interno del hombre que se siente atraído por un afeminado, pero se verá frustrado por la ley impuesta de un miembro de la horda a la que pertenece, quien se erige como autoridad. Ripstein, en la versión cinematográfica, transmuta el infierno de Mefistófeles desentrañando los demonios de personajes peculiares que se relacionan de una manera pecaminosa.
Eduardo Dánchez Villagrán

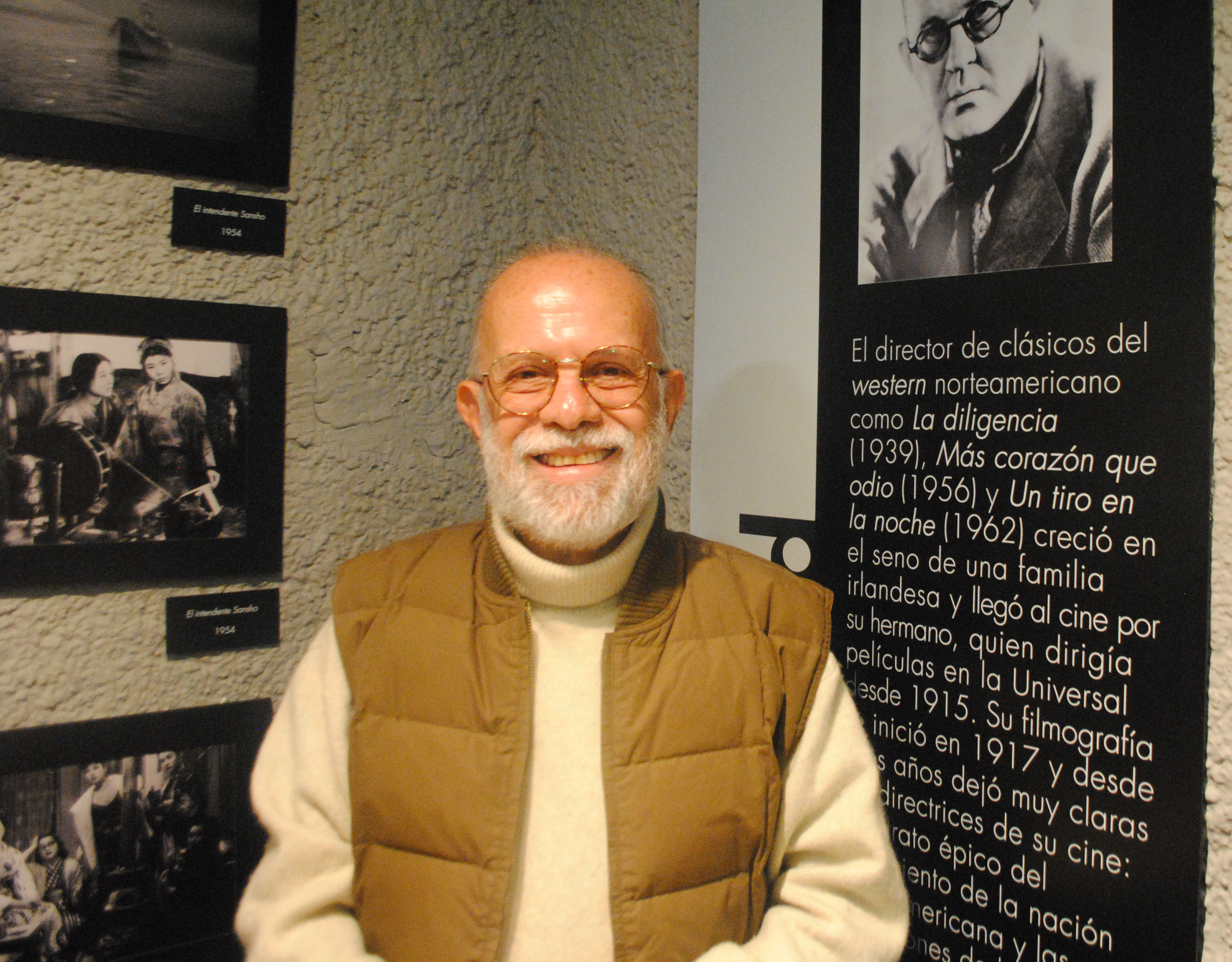
El director Jaime Humberto Hermosillo ha retratado personajes homosexuales sin prejuicios a lo largo de su filmografía

La homosexualidad es tratada sin prejuicios en la obra del realizador Jaime Humberto Hermosillo, cuyas películas desataron el escándalo de los mexicanos por el tratamiento que se da a las inclinaciones homoeróticas de los personajes que aparecen en las obras. Muchas de estas cintas fueron "enlatadas" -término que se emplea para referirse a las cintas que no tuvieron gran difusión o nunca fueron exhibidas en público-. Quizá la más conocida de las películas de temática homosexual dirigidas por Hermosillo en los años ochenta es Doña Herlinda y su hijo (1984). Esta comedia relata la historia de una pareja homosexual, uno de cuyos miembros es presionado por su madre para casarse. El hombre accede a la presión familiar, para decepción de su compañero. La madre juega un papel central, porque es ella la que soluciona los conflictos derivados de la presión que ella misma ejerció sobre su hijo.
Paulatinamente el cine mexicano incorporó la temática homoerótica como un tema secundario en las tramas de películas que obtuvieron reconocimiento internacional. Películas como Danzón (María Novaro, 1991), Miroslava (Alejandro Pelayo, 1993), El callejón de los milagros (Jorge Fons, 1995) o Y tu mamá también (Alfonso Cuarón, 2001), son ejemplos de la incorporación de tramas secundarias -más o menos explícitas- que reflejan la diversidad sexual..
En el siglo XXI comienza su andadura uno de los directores que más ha centrado su discurso en la temática LGBT: Julián Hernández. Ganador en dos ocasiones del premio Teddy del Festival de Cine de Berlín, en su filmografía destacan tres obras: Mil nubes de paz cercan el cielo, amor, jamás acabarás de ser amor (2003), cuyo personaje principal es un adolescente al que abandona su recién conocida pareja. Vagando por las calles de la Ciudad de México, Gerardo busca a Bruno por todas partes encontrando a más personajes abandonados. En algún momento es golpeado, en otros se encuentra cerca de la prostitución y ninguno de los personajes de la película se acerca a los estereotipos homosexuales que aparecieron en el cine mexicano por décadas: Gerardo, por ejemplo, es un joven de rasgos rudos originario de una zona pobre de la ciudad; El cielo dividido (2006) trata las infidelidades en la pareja encarnada por Gerardo (Miguel Ángel Hoppe) y Jonás (Fernando Arroyo), dos jóvenes que viven su amor de forma apasionada e intensa hasta que un enigmático chico conquista a Jonás y Sergio (Alejandro Rojo), otro joven, aprovecha la ocasión para enamorar a Gerardo; Rabioso sol, rabioso cielo (2009) completa la trilogía con un drama que aborda el amor, el sexo y el destino contando la historia de Kieri, Tari y Ryo se aman sin estar ceñidos a ninguna circunstancia espacial o temporal
La otra familia (Gustavo Loza, 2011) narra la historia de Hendrix un niño que, al ser abandonado durante 3 días por su madre adicta al crack, es rescatado por una amiga y encargado a una pareja homosexual. Su madre es forzada a entrar en rehabilitación mientras su amante, un traficante de drogas, ve en él un negocio si lo vende a un matrimonio que acaba de perder a su bebé. La madre huye de la clínica para recuperarlo a toda costa mientras las autoridades tratan de ingresarlo en un orfanato para protegerlo. Al parecer todo mundo puede opinar sobre el futuro del niño.

### Cine paraguayo
El largometraje más reciente de este género que encontramos es la película de Marcelo Martinessi titulada Las herederas, salió a la luz en el 2018 y fue protagonizada por Ana Brun, la película se estrenó en Alemania y no en Paraguay, la actriz ganó un Oso de Plata en el Festival de Cine de Berlín de ese año, el filme se rodó en barrios de Asunción como Recoleta y en el Gran Asunción en el Hospital Nacional ubicado en Itauguá, la trama gira en torno a Chela que sufre un cambio en su vida tras el arresto de su pareja Chiqui, durante ese período de difícil situación financiera a la que ella se desenvuelve comienza a realizar un servicio de taxi a un grupo de ancianas adineradas, en ese plazo ella conoce a Angy, una mujer aproximadamente 20 años más joven que ella de la que se va enamorando.

### Cine venezolano

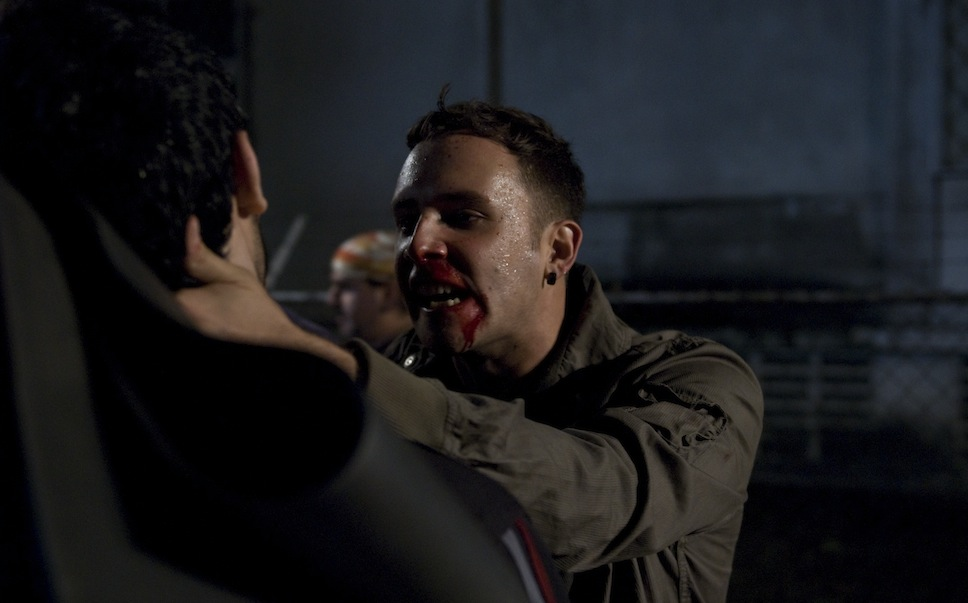
Alexander Da Silva interpretó a Racso en Azul y no tan rosa (Miguel Ferrari, 2012), una de las películas de temática LGBT más laureadas de Venezuela.

Venezuela tiene pocas producciones cinematográficas que aborden la temática LGBT, pero sí han obtenido premios y reconocimiento internacional. La cinta Azul y no tan rosa (Miguel Ferrari, 2012), ganadora del Premio Goya a mejor película hispanoamericana de 2013, aborda temas como la homosexualidad, transexualidad y violencia de género. Diego (Guillermo García Alvarado), un fotógrafo exitoso de Caracas, decide formalizar su relación con Fabrizio (Sócrates Serrano) yéndose a vivir con él. De manera inesperada se ve obligado a hacerse cargo de su hijo Armando (Ignacio Montes), que vive en España y al que no ha visto desde hace años, no siendo sencillo restablecer la relación afectiva con él. En tales circunstancias, un grupo de radicales homófobos le propinan a Fabrizio una brutal paliza que lo deja en coma y finalmente fallece. Diego hará todo lo posible para que se castigue al culpable.
Así mismo Liz en Septiembre (Fina Torres, 2013) aborda el tema del lesbianismo narrando la historia de una mujer homosexual que padece una enfermedad terminal (Patricia Velásquez) la cual se conecta con otra mujer (Eloísa Maturén) que perdió a su hijo, estableciéndose una relación amorosa entre ambas. 
La coproducción venezolano-mexicana Desde allá (Lorenzo Vigas, 2015) es un drama que ganó por primera vez para Venezuela el León de Oro en el Festival Internacional de Cine de Venecia de 2015. Ambientada en Caracas narra la historia de un protésico dental homosexual (Alfredo Castro) que contrata chicos para que se desnuden en su apartamento mientras se masturba. Este hombre acaba obsesionado con uno de ellos, un pandillero llamado Élder (Luis Alejandro Silva).

## Cine de Asia
El cine asiático, en particular el chino y el japonés, posee dos de las filmografías más importantes del continente sobre temas LGBT.

### Cine chino
La homosexualidad ha sido retratada ampliamente en el arte chino, pero tras la creación de la República Popular de China (1949) se convirtió en algo clandestino. Tras la muerte de Mao Zedong en 1976, paulatinamente se va modificando la opinión sobre la homosexualidad y se producen avances como la despenalización de la sodomía en 1997 o la eliminación de la homosexualidad de la lista de enfermedades mentales en 2001. Las referencias más antiguas que en el cine chino muestran la homosexualidad son La gran carretera (Sun Yu, 1934), película muda ambientada en la guerra Chino-Japonesa, que narra la vida de un grupo de hombres que construyen una carretera estratégica para el desarrollo del conflicto y Dos hermanas de escena (Xie Ying, 1965) película dramática que cuenta la historia de dos mujeres en una compañía itinerante de opera en el año 1935. No será hasta la aparición de Adiós a mi concubina (Chen Kaige, 1993), el drama histórico de un triángulo amoroso entre dos actores de la ópera de Pekín y una prostituta, que la homosexualidad vuelve a tomar protagonismo en la filmografía china.

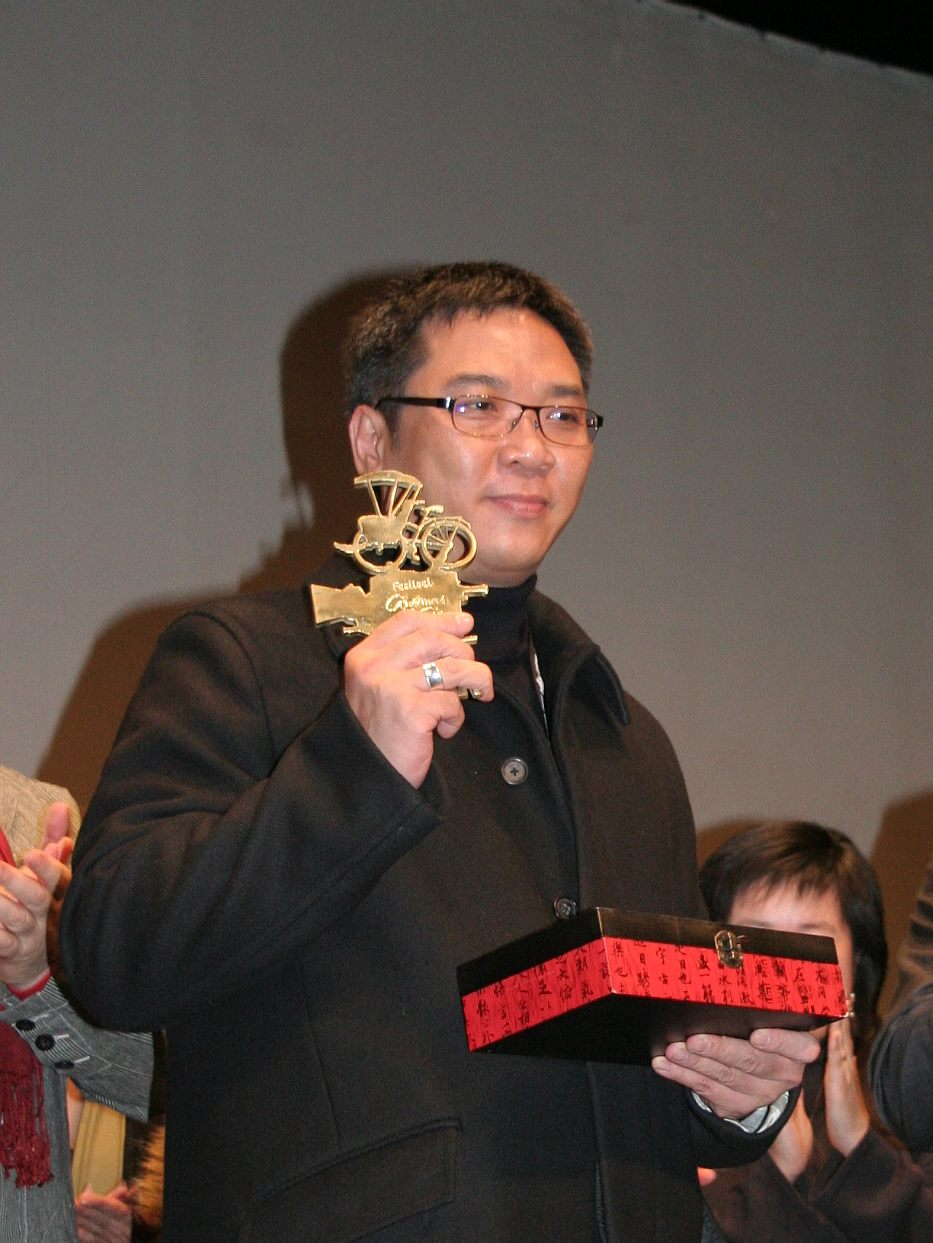
El director hongkonés Stanley Kwan ha mostrado en varias ocasiones la homosexualidad a través de sus personajes y tramas.

Estas tres películas son un referente para el director de temática gay más reconocido de China: el hongkonés Stanley Kwan. Muy reconocido en su país las películas de Kwan apenas cuentan con distribución en los países hispanohablantes. Su primera película, Nu ren xin (Mujeres) (1985), ya abordaba la homosexualidad de una forma novedosa a través de un grupo de amigas divorciadas de sus maridos. En Ren Zai Niu Yue (Luna llena en Nueva York) (1989) tres lesbianas chinas de historias muy diversas y residentes en Nueva York se plantean la relación entre la cultura china y la homosexualidad. De carácter autobiográfico Memoria personal de Hong Kong: pese a todo aún te quiero (1997) también afronta la homosexualidad en este caso del director. Yue kuai le, yue duo luo (Agárrate fuerte) (1997) muestra la deteriorada relación de Moon (Chingamy Yau) con su marido Ah Wai (Sunny Chan) ya que este pasa el con su ordenador, encontrando consuelo en Jie (ke Yu-Guan), el guarda de una piscina con el que empezará una aventura sin que su marido sospeche. Lan Yu (2001) aborda la prostitución masculina de manos de Chen Handong, un empresario de éxito que contrata a chicos jóvenes a cambio de sexo, y Lan Yu, un inexperto chico de pueblo joven que ha llegado a Beijing para estudiar arquitectura. A Handong le gusta estar con Lan Yu pero le aclara que su relación no es seria y que finalizará en cuanto dejen de sentirse bien o se conozcan demasiado el uno al otro. Sin embargo Lan Yu comienza a desarrollar sus afectos por Handong.

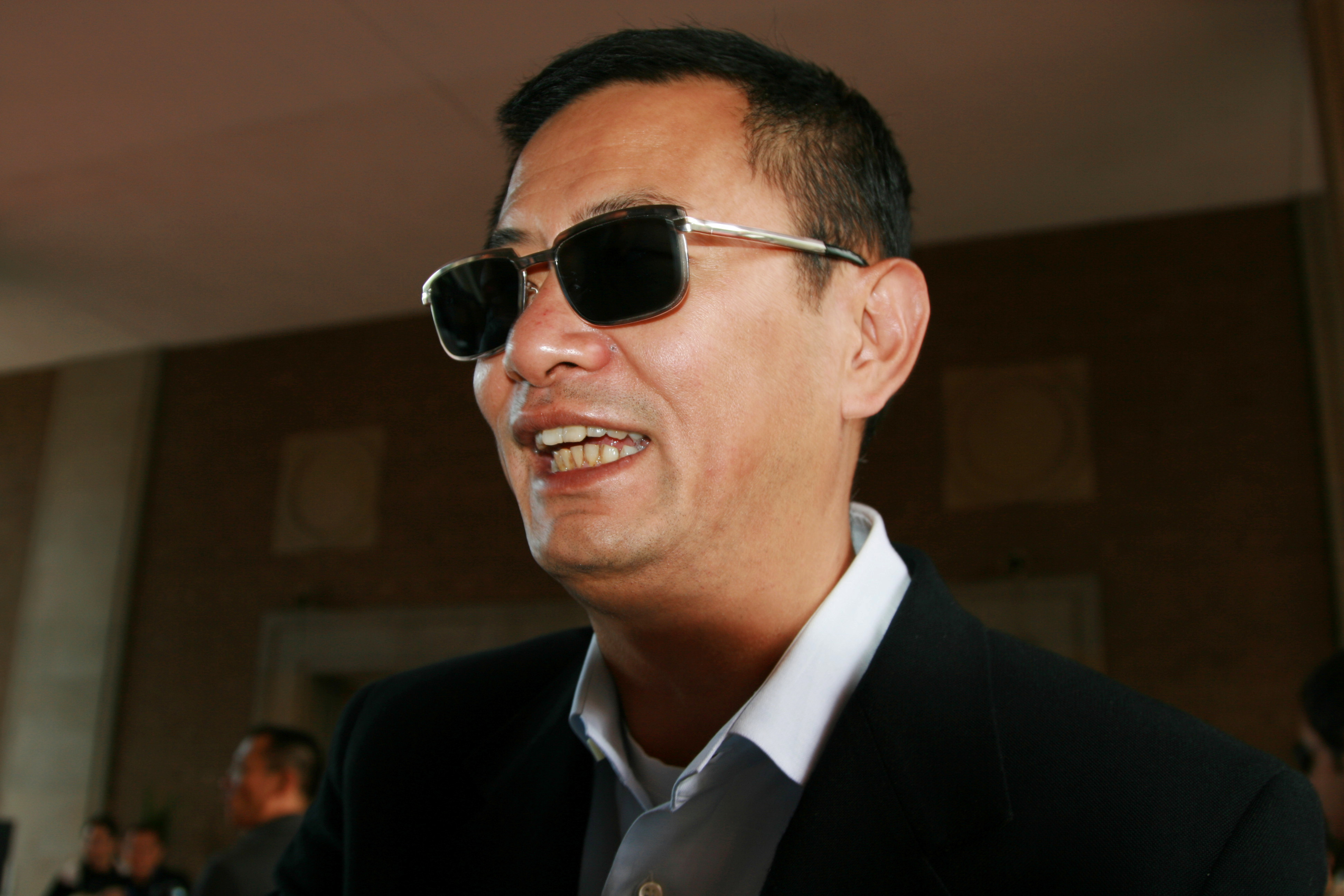
Wong Kar-wai dirigió en 1997 Happy Together. Una de las películas chinas de temática homosexual con mayor proyección en el exterior.

La película gay china que ha obtenido mayor trascendencia en Occidente ha sido Happy Together (Wong Kar-wai, 1997). Proporcionó a su director la Palma de Oro en el Festival de Cannes narrando una tortuosa relación entre dos gais hongkoneses que sobreviven en los ambientes marginales de Buenos Aires. Uno de sus dos actores protagonistas, Leslie Cheung, no tuvo inconveniente en hacer pública su homosexualidad pese a haber sido un ídolo para las adolescentes de su país.
En la China continental han destacado las obras Palacio Oriental, Palacio Occidental (Yuang Zang, 1996) donde se narra la relación sadomasoquista entre un joven escritor homosexual y el policía que lo detiene mostrándose la dificultad de ser homosexual en la China contemporánea. En clave de comedia de enredo Nannan nünü (Hombres y mujeres) (Bingjian Liu, 1999) muestra un matrimonio que intenta emparejar a un joven soltero aunque finalmente llegan al convencimiento de que es homosexual ya que no muestra ningún interés en concretar nada con las mujeres que le presentan. También destaca la película Looking for Rohmer (Seek McCartney) (Chao Wang, 2013), coproducción franco-china que finalmente obtuvo el permiso de las autoridades para su proyección sin censura, mostrando el romance entre dos hombres -Jérémie Elkaïm (francés) y Geng Han (chino)-  durante un viaje al Tíbet.

### Cine taiwanés
Por su parte, el cine taiwanés no ha producido un gran número de películas sobre homosexuales, pero sí un título de gran repercusión en todo el mundo: El banquete de bodas (1992) de Ang Lee, una coproducción entre Estados Unidos y Taiwán. El fime fue la primera aproximación al cine de temática homosexual del director, obteniendo el Oso de Oro en el Festival de Berlín. La película relata la boda de conveniencia de un emigrante asiático en Nueva York con una mujer, tratando de esconder ante su familia la consolidada relación amorosa que mantiene con un joven neoyorquino. Otras películas de temática homosexual notables son Formula 17 (2004), la cual fue un éxito comercial y se convirtió en la película más taquillera del año en Taiwán, y Go! Go! G-Boys (2006), una comedia centrada en un grupo jóvenes gay que competirán para ganar el premio mayor en un concurso de belleza masculina.

### Cine coreano

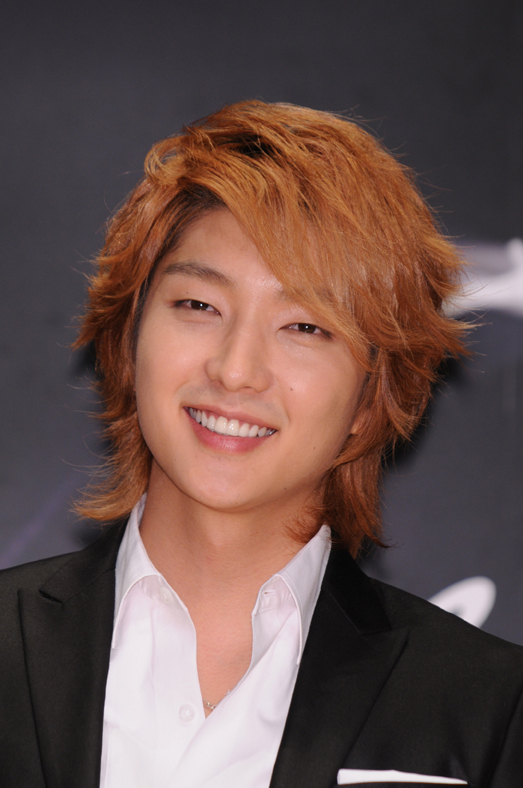
The King and the Clown impulsó notablemente al entonces desconocido Lee Joon-gi al estrellato, filme que también le valió varios premios y nominaciones.

La temática homosexual en el cine de Corea del Sur ha sido retratada en numerosas ocasiones a lo largo de los años, sin embargo, comenzó siendo muy escasa puesto que el componente de tabú para una parte significativa de la población aún estaba presente, a pesar de ser civilmente legal. Memento Mori (Kim Tae-yong, 1999) trata sobre la relación lésbica entre dos estudiantes de secundaria que termina abruptamente con el suicidio de una de ellas. La trama de la historia plantea un triángulo amoroso entre la fallecida, la expareja de esta y una chica que accidentalmente encuentra el diario amoroso de ambas. Más allá de pertenecer al cine de terror clase B, la película sintetiza brevemente el descubrimiento sexual en la adolescencia y su exploración a través de una amistad obsesiva.
The King and the Clown (Lee Joon-ik, 2005) se centra en dos payasos callejeros; el varonil Jang-saeng (Kam Woo-sung) y el femenino Gong-gil (Lee Joon-gi), quienes son arrestados por satirizar al rey y serán ejecutados si no pueden hacerlo reír. Para sorpresa de todos, al rey le encanta el espectáculo y comienza a mostrarse muy interesado por Gong-gil. El filme fue un éxito comercial, así como también la película más vista de Corea del Sur de 2005, con 12.3 millones de boletos vendidos.
A Frozen Flower (Yoo Ha, 2008) es un drama histórico que narra la relación, en el contexto de la dinastía Koryo, de un monarca con su guardaespaldas. Su acogida comercial fue exitosa, si bien uno de sus protagonistas -Joo Jin Mo- tuvo que revelar posteriormente en declaraciones a la prensa que, a diferencia de lo mostrado en la película, no era homosexual en la vida real. Man on High Heels (Jang Jin, 2014) trata sobre Yoon Ji-wook (Cha Seung-won), un detective de homicidios que fue asignado como hombre al nacer, pero que ha querido vivir su vida como mujer desde sus años de adolescencia. Ji-wook finalmente ha llegado al punto donde ya no puede esconder quién es verdaderamente, por lo cual decide seguir un tratamiento para posteriormente someterse a una operación de reasignación de género.
Method (Bang Eun-jin, 2017) cuenta la tormentosa relación entre el actor veterano Jae-ha (Park Sung-woong) y el idol novato Young-woo (Oh Seung-hoon), quienes son seleccionados para actuar en una obra teatral. A medida que se sumergen más en los personajes que interpretan, ambos hombres desarrollan sentimientos inesperados.

### Cine filipino
Desde mediados de los años 50 podemos encontrar películas cómicas con personajes LGBT realizadas en Filipinas. La película pionera es, en este sentido, Jack and Jill (Mar Torres, 1955). A partir de la década de los años 70 comienza a mostrarse un retrato más verídico, especialmente en producciones dramáticas, comedias o películas de estilo exploitation.
En la extensa filmografía del cineasta Gil Portes se encuentran películas con tintes de activismo LGBT como Miguel/Michelle (1998), mostrando a un joven que emigra a Estados Unidos y años después vuelve a su lugar de origen tras haberse realizado una operación de cambio de sexo, o Markova: Comfort gay (2000) que centra su atención en un grupo de jóvenes que, durante la ocupación japonesa, son forzados a practicar sexo para los soldados del ejército nipón como una manera de sobrevivir en medio de la contienda.
Otro director importante es Carmelo "Mel" Chionglo Midnight dancers (Sibak) (1994) aborda la historia de tres hermanos jóvenes y atractivos que trabajan como go-gós y se prostituyen, reflejando también importantes problemas de la sociedad filipina, como la corrupción policial.

### Cine japonés

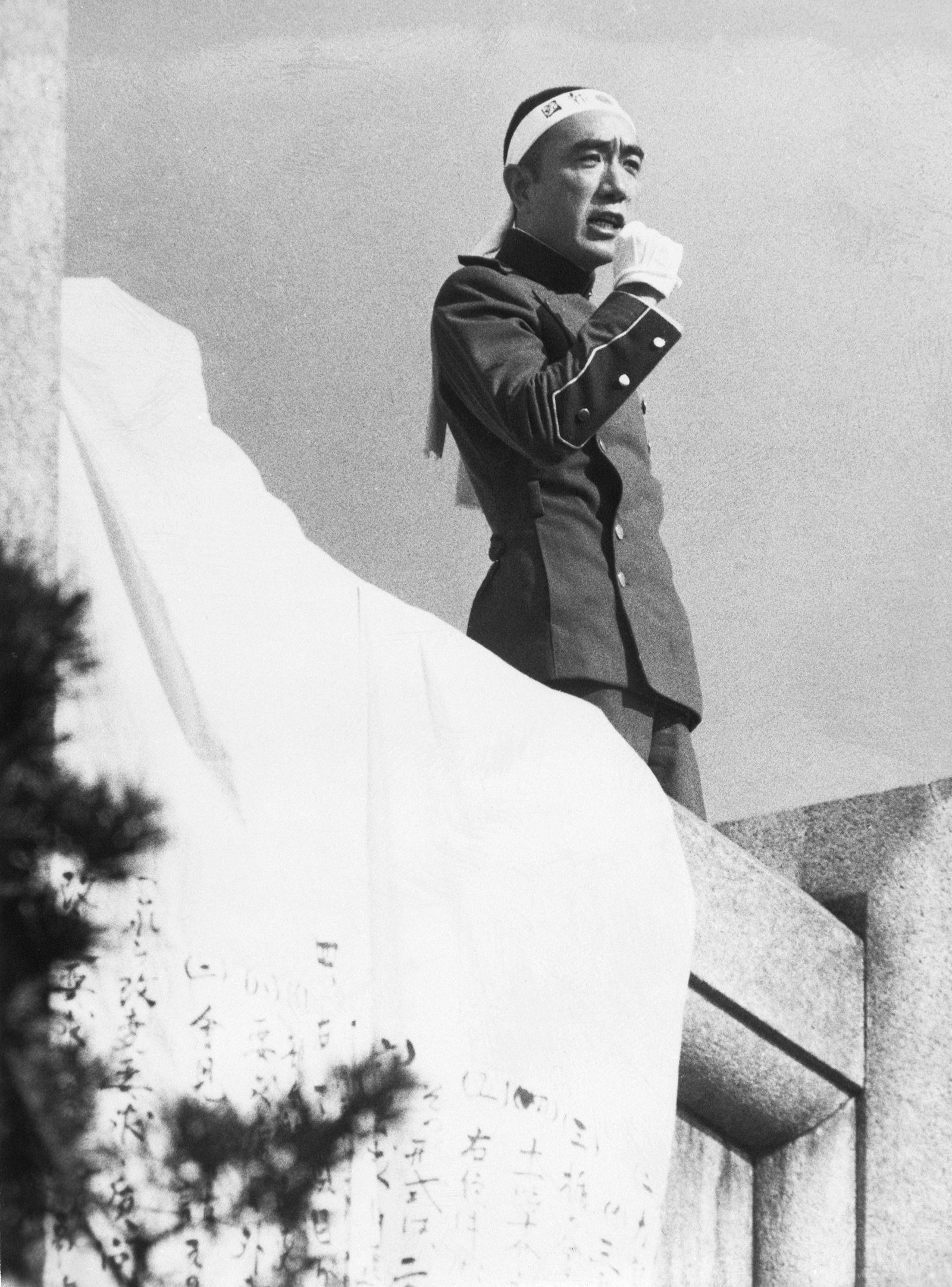
El harakiri del escritor Yukio Mishima (1925-1970) inspiró la primera película de temática homosexual producida en Japón: Beautiful Mystery (Genji Nakamura, 1983).

La filmografía de temática LGBT de Japón ha sido representada en varias ocasiones y diversos enfoques principalmente a partir de los años 80 del siglo XX. La primera película que abordó como tema central esta temática se considera un título de culto: Beautiful Mystery (Genji Nakamura, 1983). Aborda, en clave paródica y cómica, un hecho real: el suicidio ritual (seppuku) del escritor Yukio Mishima, candidato al premio Nobel de literatura en varias ocasiones y homosexual no declarado públicamente, a través de los ojos de un joven estudiante, Shinohara, que se siente atraído por el ejército privado creado por Mishima. Pronto Shinohara descubre que, después de largas horas de entrenamiento militar agotador, los soldados practican continuas orgías en la cama. Nakamura es un prolífico director japonés de películas para adultos, mercado al que originalmente iba dirigida esta película, pero posteriormente se exhibió en festivales de cine LGBT y en el circuito comercial.

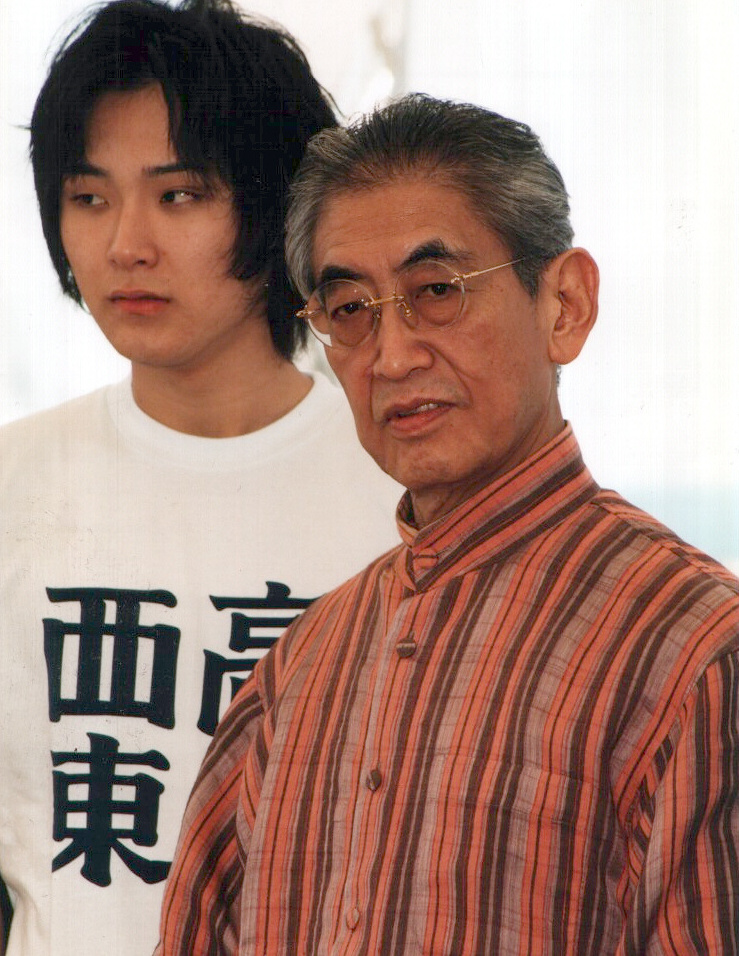
El director Nagisa Ōshima y el actor Ryūhei Matsuda de la película ambientada en una escuela de samuráis Gohatto (1999).

Uno de los realizadores más importantes de la filmografía japonesa fue Nagisa Oshima (1932-2013). Director de extraordinaria sensibilidad y realizador de algunas de las películas niponas más internacionales como El imperio de los sentidos (1976) o El imperio de la pasión (1978), ambientadas ambas en un Japón no contemporáneo, obtuvieron amplio reconocimiento en festivales internacionales como Cannes. La temática homosexual está especialmente presente en dos de sus producciones: Merry Christmas Mr. Lawrence (1983) y Gohatto (Taboo) (1999).
Merry Christmas Mr. Lawrence, interpretada en sus roles principales por David Bowie, Ryūichi Sakamoto y Takeshi Kitano, está ambientada en un campo de prisioneros japonés durante la Segunda Guerra Mundial. El capitán Yonoi (Sakamoto) impone valores como la disciplina, el honor y la gloria al más puro estilo nipón, pero su celo oculta una homosexualidad reprimida ya que desvelarla implicaría caer en desgracia. De forma inesperada Jack Celliers (Bowie), un soldado británico capturado en combate, es destinado al campo bajo las órdenes de Yonoi, catalizando todas las pulsiones y deseos del capitán.

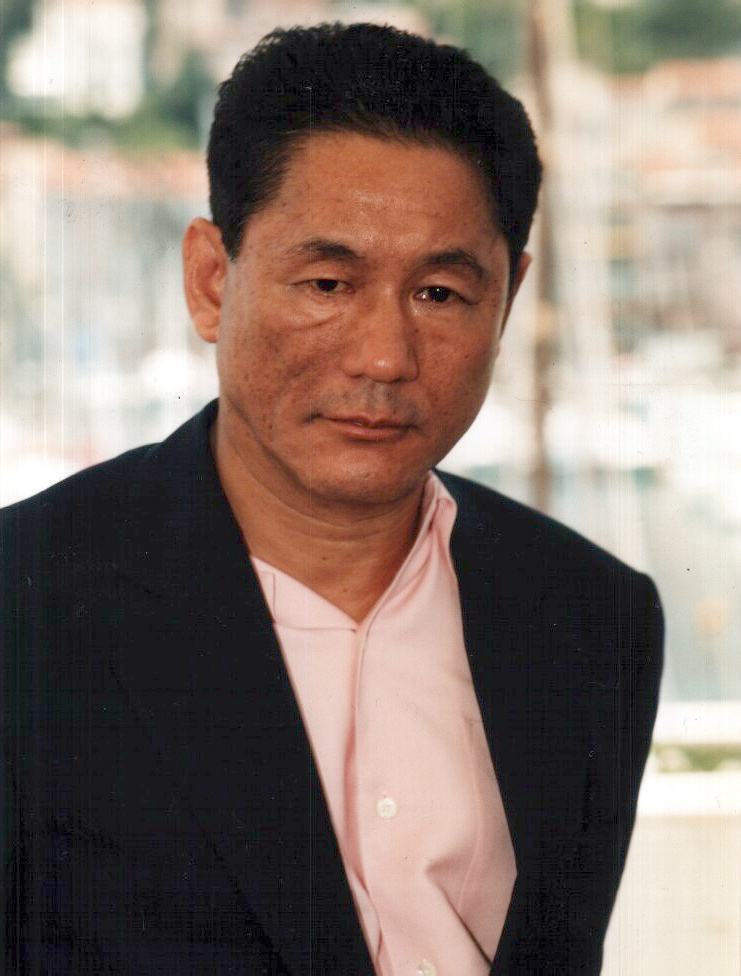
Además de su extensa filmografía como director, Takeshi Kitano ha participado como actor en algunas de las películas más importantes de temática homosexual en Japón, como Merry Christmas Mr. Lawrence (1983) y Gohatto (1999).

La última película de Oshima, Gohatto (Taboo) (1999), rompe el tabú sobre la homosexualidad en el mundo de los samuráis mostrando escenas de erotismo y combates de kendo que son bailes de seducción. Basado en dos novelas cortas de Ruorato Shiba, ambientadas en la primavera de 1865, Gohatto es un relato de la vida del samurái en una escuela de entrenamiento durante el período Bakumatsu. La milicia Shinsengumi busca nuevos reclutas para convertirlos en guerreros samuráis. El comandante Isami Kondo (Yoichi Sai) y el teniente Toshizo Hijikata (Takeshi Kitano) supervisan un duro proceso de adiestramiento que exige que cada aspirante se enfrente a Soji Okita (Shinji Takeda), el mejor hombre de la milicia. La llegada al templo de Sozaburo Kano (Ryuhei Matsuda), un adolescente de belleza turbadora, sembrará entre los jóvenes samuráis la semilla del deseo, los celos, la pasión y la muerte.
Summer Vacation 1999 (Shûsuke Kaneko, 1988) es una película independiente basada en el manga publicado en 1974 Thomas no Shinzō. Narra las vacaciones de verano de tres chicos (Naoto, Kazuhiko y Norio) quienes, al carecer de familiares a los que dirigirse, se quedan solos en el internado donde estudian. Entre dos de ellos surge una relación amorosa. Kira Kira Hikaru (Joji Matsuoka, 1992) aborda la presión social para establecer una familia en los personajes de Shoko Koyama, una mujer alcohólica emocionalmente inestable y "demasiado mayor" para casarse, y Mutsuki Kishida, un médico homosexual. Shoko contacta con Kon Fujishima, un estudiante universitario con quien Mutsuki (que está desarrollando sentimientos amorosos por su nueva esposa) mantuvo una relación, con el fin de que ambos hombres reinicien la relación. Entre los tres nace una aventura indescriptible de amistad y amor.
El realizador Ryosuke Hashiguchi ha abordado en varias ocasiones la temática homosexual en sus películas apoyado por su exitoso debut cinematográfico en A Touch of Fever (Hatachi no Binetsu), (1993). Tatsuro (Yoshihiko Hakamada), un estudiante universitario, y Shinichirô (Masashi Endô), estudiante de bachillerato, por diferentes motivaciones se dedican a la prostitución masculina. Entre ambos forjan una sólida amistad, llegando al punto de irse a vivir juntos, que con el tiempo empuja al último a enamorarse del primero. El pánico al rechazo hará que Shinichirô se niegue a admitir sus sentimientos y desaproveche la oportunidad de revelárselos a Tatsuro. El éxito de esta película le permitió abordar nuevas producciones como Like grains of sand (Nagisa no Shindobaddo) (1995), que cuenta la historia de Ito, un chico tímido en primero de secundaria atraído por su compañero de clase y mejor amigo Yoshida, que no es consciente de los sentimientos íntimos de Ito, o Hush (2001) que plantea un nuevo modelo familiar surgido entre Asako, una joven triste, distante y hostil con los que la rodean, tras conocer a Naoya y a Katsushiro, una joven pareja gay a la que le propone tener un hijo con uno de ellos. Los tres habrán de salir adelante y el amor, la amistad y la comprensión florecerán. Ambientada en el mundo de la competición deportiva 800 two lap Runner (Ryuichi Hiroki, 1994) es una sensible y honesta historia de rivalidad deportiva entre dos corredores de atletismo de una escuela secundaria. Procedentes de diferentes culturas y clases sociales solo les une su supuesto interés por las mujeres pero, al conocerse, descubren un instinto que los lleva a querer estar el uno con el otro.

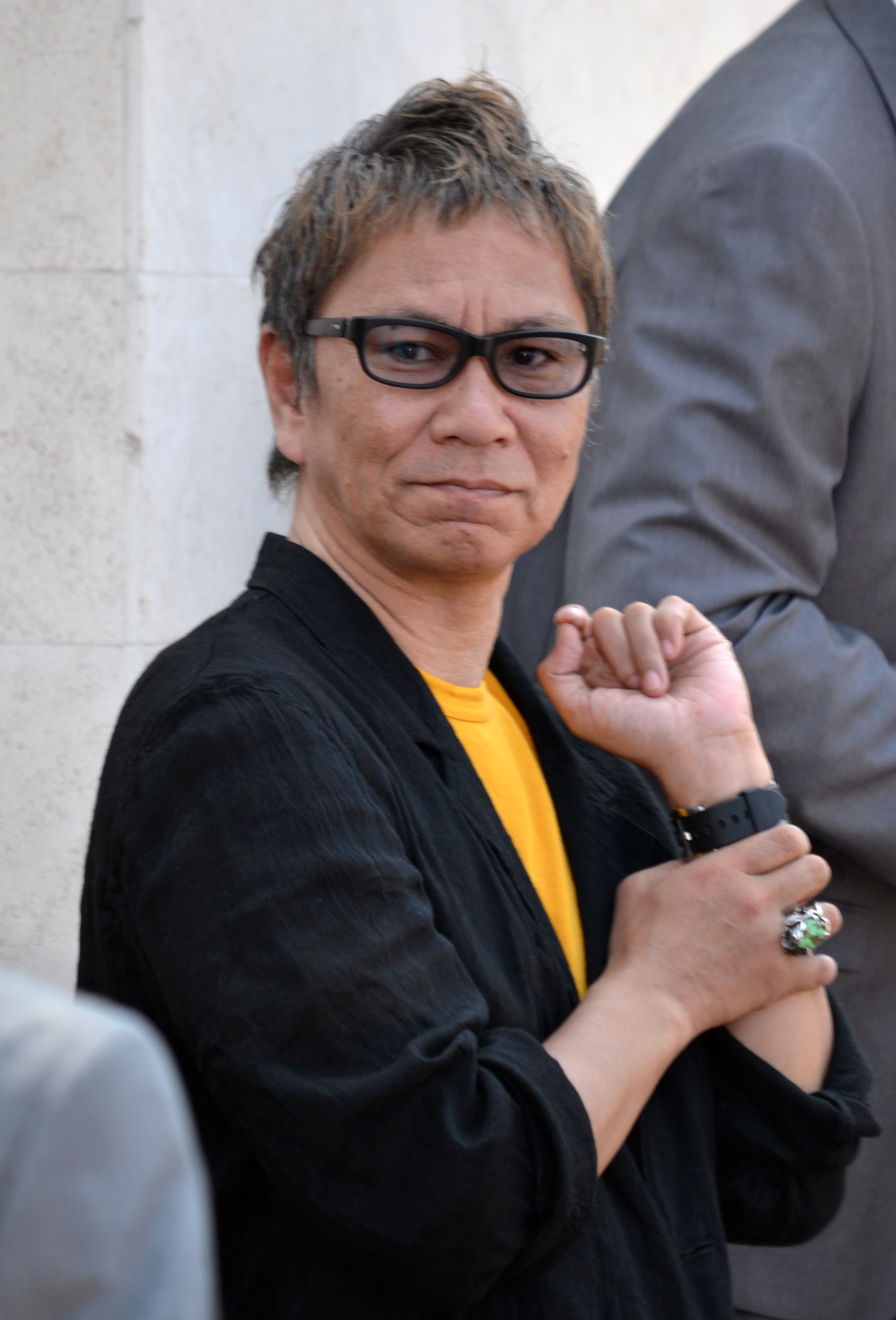
El controvertido director japonés Takeshi Miike ha abordado la homosexualidad y la yakuza en películas como Blues Harp (1998).

El controvertido y prolífico director Takashi Miike ambientó en los suburbios y en el entorno de la mafia japonesa Blues Harp (1998). Mientras huye de un clan yakuza rival, Kenji (Seiichi Tanabe) se esconde en un callejón encontrándose con Chûji (Hiroyuki Ikeuchi), un camarero birracial, de madre japonesa y padre soldado afroamericano, que en sus ratos libres vende speed suministrado por el clan que persigue a Kenji. Esa noche Chûji acoge a Kenji en su casa y, a pesar de pertenecer a clanes enfrentados, entablan una intensa amistad. En 46-okunen no koi (2006) narra la relación de respecto y afectiva que surge en prisión entre Jun, un joven introvertido que trabaja en un bar de ambiente y asesina al cliente que lo violó, y Shiro, un preso lleno de tatuajes que ejerce la violencia para convertirse en cabecilla de los demás presos. Encerrados en la misma prisión, pese a sus aparentes diferencias, entre ambos se establecerá una estrecha relación interrumpida por un misterioso crimen.
El debut en la dirección de Akira Ogata tuvo lugar con la película Boy's Choir (Dokuritsu shonen gasshoudan) (2000) un drama de adolescentes recluidos en un orfanato católico en la conflictiva década de los años 70. Michio (Atsushi Itō), un chico tartamudo de 15 años cuyo padre muere repentinamente, es enviado a un remoto orfanato católico. Pronto traba amistad con Yasuo (Sora Tōma), un chico de aspecto afeminado, que es la voz principal del coro del orfanato. Cantando se preparan para el Concurso Nacional de Coro pero el caos político de los tiempos afectará su relación. Boy's choir se proyectó en el Festival de Cine de Berlín y su director obtuvo el Premio a los Nuevos Directores del Gremio de Directores de Japón. En un registro complejo, anacrónico y bizarro Mayonaka no Yaji-san Kita-san (Kankurō Kudō, 2005) es una película de aventuras con una pareja de samuráis homosexuales del Período Edo, Yaji (Tomoya Nagase) y Kita (Shichinosuke Nakamura), que anhelan escapar de su aburrida existencia. Cuando tienen la confianza suficiente para proclamar su amor, suben a una moto y escapan en busca de la aventura para peregrinar al Santuario de Hielo en Ise. Ambos esperan que el viaje les conduzca a la felicidad y que Yaji sea capaz de abandonar la adicción que tiene hacia la heroína y las pastillas.
Mezon do Himiko (Isshin Inudo, 2005) plantea un drama ambientado en una casa de ancianos homosexuales cuando a Saori (Ko Shibasaki), una joven con problemas y baja autoestima, el hijo homosexual de uno de los ancianos que viven en la casa le propone ejercer de cuidadora ante el inminente fallecimiento del anciano. Sukitomo (Mitshuhiro Mihara, 2006) propone un insólito triángulo amoroso entre el joven Aoi Tomokazu (Takumi Saitō) miembro de un equipo de boxeo y que está en su tercer año de la universidad, Yoshiko (Hiroki Aiba), su mejor amigo y a quien ve como un hermano pequeño -aunque este siente algo más por él que una simple amistad- y la hermana de Tomokazu, Misao, que también lo quiere en secreto y siente celos de su relación con Yoshiko.
La película independiente Itsuka no Kimi e (Kei Horie, 2007) centra su historia en Noboru (Takumi Saitō), un solitario e introvertido estudiante universitario que salva a Kōhei Hayase (Ryūnosuke Kawai), uno de sus compañeros de clase, de ahogarse mediante respiración boca a boca. Hayase nunca antes había prestado atención al muchacho, pero tras ser salvado por este comienza a sentirse confundido con respecto a sus sentimientos hacia el muy misterioso Noboru. Como si eso fuera poco, Hayase pronto conoce al hermano gemelo de Noboru, Ryū, el cual posee una personalidad vivaz y muy diferente a la de su hermano.

### Cine tailandés
En Tailandia, la primera película sobre temática homosexual que adquirió fama internacional fue The Iron Ladies (Yongyooth Thongkonthun, 2001), ganadora de 10 premios internacionales, entre ellos el premio nacional de cine tailandés y el premio Teddy del Berlinale. La película trata la historia real de un equipo de voleibol integrado por travestís, homosexuales y transexuales que llega a la final nacional de voleibol. El éxito cosechado motivó la realización de una segunda película Satree lek 2 (2003] que, partiendo de los mismos personajes, ampliaba la historia explicando sus orígenes y como se conocieron los protagonistas de la película.
Beautiful Boxer (Ekachai Uekrongtham, 2004), basada en la historia real de Nong Toom un famoso boxeador de ese país que utilizaba el muay thai para costearse su mayor sueño: convertirse en una mujer. La película repasa toda su vida desde su adolescencia como monje budista hasta los violentos combates en los que vence a la mayoría de sus oponentes, si bien parte de la crítica considera que es un híbrido de artes marciales y drama social.
La transexualidad ha sido abordada en It Gets Better (Tanwarin Sukkhapisit, 2012), una película de tres historias cruzadas en la que por primera vez en Tailandia una actriz (Penpak Sirikul) encarna a una mujer transexual, y que ha sido proyectada en festivales de cine.

### Cine vietnamita
Una de las primeras películas vietnamitas en abordar la homosexualidad como tema principal fue Adrift (Bui Thac Chuyen, 2009), que cuenta la historia de Duyen (Do Thi Hai Yen), una joven guía turística que contrae matrimonio con Hai (Nguyen Duy Khoa), un taxista, pero su amiga y escritora Cam (Linh Dan Pham) aun está enamorado de ella y se muestra reacia con su matrimonio. Lost in Paradise (Vu Ngoc Dang, 2011), narra un triángulo amoroso entre tres hombres, Khoi, Lam y Dong, en el mundo de la prostitución masculina. Su segunda historia se centra en un hombre con una discapacidad mental, Cuoi, y su amistad con Hanh, una prostituta. El filme fue un éxito comercial en Vietnam y recibió buenas críticas, además de ser exhibido en varios festivales internacionales de cine.
Rainbow Without Colours (Nguyen Quang Tuyen, 2015), narra la historia de Hoang y su hermano adoptivo Hung, cuyo afecto fraternal evoluciona a un cálido y profundo amor con el correr de los años. La vida de ambos toma un giro drástico luego de que su relación es descubierta por su madre, quien se niega a aceptarlo e intenta evitar que sus hijos sigan un estilo de vida homosexual. La película recibió buenas críticas tanto de la prensa como de la audiencia, y fue seleccionada de entre 2.000 películas de todo el mundo para ser proyectada en la edición número 39 del Festival Internacional de Cine de Montreal.

## Cine del resto del mundo

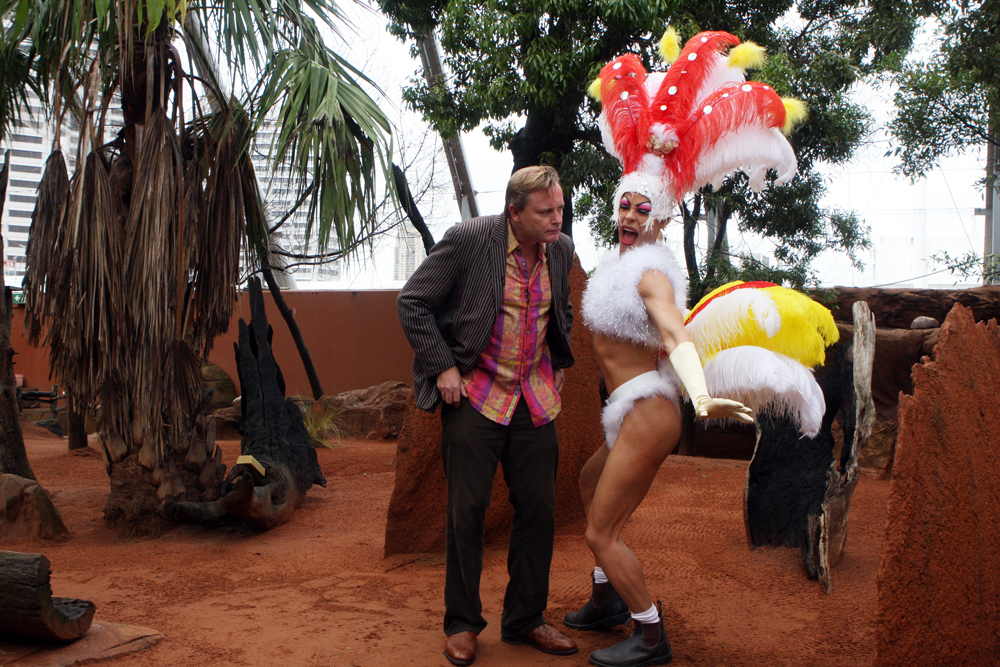
Stephan Elliott (izda.) dirigió la más conocida película australiana de temática LGBT: Las aventuras de Priscilla, reina del desierto (1994).

En Australia, el gran salto del cine de temática LGBT se dio gracias al éxito de la película Las aventuras de Priscilla, reina del desierto (Stephan Elliott, 1994), en la que Anthony (Hugo Weaving), Adam (Guy Pierce) y Bernadette (Terence Stamp), dos gais y una transexual que trabajan como transformistas drag queens, atraviesan el desierto australiano desde Sídney (en la costa Este) hasta Alice Springs (en el centro del país) para actuar en la sala de fiestas de un hotel. Poco después de su estreno Hollywood realizaría un remake titulado To Wong Foo, Thanks for Everything! Julie Newmar (Beeban Kidrom, 1995) con una nueva ambientación y localización y encarnando los papeles principales los actores Patrick Swayze, Wesley Snipes y John Leguizamo. También australiana el drama Head On (De cabeza) (Ana Kokkinos,1998) cuenta la historia de Ari (Alex Dimitriades), un joven gay de ascendencia griega que vive en Melbourne. La película fue famosa en su momento por sus escenas de contenido erótico y por mostrar una escena explícita de masturbación interpretada por Dimitriades
En Israel, destaca la filmografía del director abiertamente homosexual Eytan Fox que ha incluido tramas y personajes LGBT en buena parte de su trayectoria. Yossi & Jagger (2002), basado en una historia real, muestra la relación de amor que surge entre dos oficiales israelíes destinados en la frontera libanesa y la diferencia con la que perciben sus sentimientos ante el miedo a comprometerse. Caminar sobre las aguas (2004) trata sobre la tensión sexual que surge entre un agente del Mosad que, en cumplimiento de una misión, debe hacerse amigo del nieto de un criminal de guerra nazi al que todos daban por muerto pero nuevas investigaciones revelan que podría estar vivo. El conflicto palestino-israelí es retratado en La Burbuja (2006) abordando la historia de amor que nace entre un israelí judío y un palestino en Tel Aviv. Fox indicó que estaba basada en una experiencia personal cuando estaba realizando el servicio militar obligatorio. Retomando uno de sus personajes más carismáticos, Yossi (2012) muestra la vida del ya cardiólogo, y homosexual en el armario, Yossi diez años después de haberse enamorado de Jagger tal como mostraba la película Yossi & Jagger.
En Canadá, encontramos gran cantidad de películas de temática LGBT. En el plano masculino la francófona C.R.A.Z.Y. (Jean-Marc Vallée, 2005), presentada a los Oscars, muestra una familia católica tradicional a través de las vivencias de Zac, el hijo favorito hasta que sus tendencias sexuales lo separan en su adolescencia de su padre, debido a la homofobia de este, llegando a su madurez, en un viaje cuyo fin no está muy claro. La polémica Prom Queen (John L'Ecuyer, 2004) levantó gran polvareda en la iglesia católica al abordar la negativa de un instituto católico a que uno de sus alumnos llevara a su novio al baile de fin de curso, cuestión que acabó dirimiéndose en los tribunales. En la temática lésbica Floored by love (2005) o La turbulencia de los fluidos (La Turbulence Des Fluides) (2002).

## Cine pornográfico

### Homosexualidad en el primer cine pornográfico
El primer cine pornográfico comienza en la década de 1900, aunque existen noticias de películas de finales de la década de 1890. Es poco lo que se sabe del tema y las cintas conservadas son incluso menos que las de cine comercial, que se calcula en un 10%. Las películas pornográficas de la época se caracterizan por tener una duración de entre 5 y 15 minutos, ser en blanco y negro y ser mudas y, sobre todo, por estar enfocadas a un público masculino heterosexual. Poseen un lenguaje cinematográfico sorprendentemente moderno, dentro del género, naturalmente, y no todas fueron realizadas por aficionados, sino que en algunas se ve la mano de talentos profesionales. La distribución era mayoritariamente a través de burdeles (sobre todo en Europa), fiestas privadas, fraternidades universitarias y clubes masculinos (sobre todo en EE. UU.), aunque también en salas de cine bajo condiciones especiales.
Dentro de estas películas, las escenas lésbicas se realizan habitualmente desde el punto de vista del hombre heterosexual, que las encontraba excitantes, y no será hasta la década de 1950 con Petit conte de Noel e La femme au portrait en la que se aprecia una escena lésbica en la que el placer y la satisfacción femenina están en primer plano. Aun así, escenas lésbicas se pueden encontrar en un 20% de las películas conservadas. En cambio, escenas sexuales entre hombres se encuentran en un 5% de las cintas, un porcentaje sorprendentemente alto si se tiene en cuenta que el público al que se dirigían eran hombres heterosexuales. Estas escenas entre hombres tienen algunas características comunes, como que el acto se considera como algo «fuera de lo común», no es habitual para los personajes, se realiza como castigo o venganza, prepara o introduce una relación heterosexual y es siempre jerárquicamente determinada, siendo claramente distinguibles el papel de señor y sirviente, de activo y pasivo. En general, la representación del homosexual se mantiene profundamente homófoba.
La primera película pornográfica que introdujo elementos bisexuales y homosexuales explícitos en su trama fue Le ménage moderne du Madame Butterfly (Bernard Natan; 1920). En EE. UU., la primera película pornográfica con acción homosexual fue The Surprise of a Knight (1929). En las únicas tres películas pornográficas españolas anteriores a la Guerra Civil conservadas, El confesor, Consultorio de señoras y El ministro, no se dan escenas gais y las escenas de sexo entre mujeres solo se dan en el contexto de tríos, en los que dos mujeres actúan para disfrute del varón.